# 5 de junio
El 5 de junio es el 156.º (centésimo quincuagésimo sexto) día del año en el calendario gregoriano y el 157.º en los años bisiestos. Quedan 209 días para finalizar el año. 

## Acontecimientos
- 1305 a. C.: en China se registra un fenómeno astronómico («tres llamas comieron el Sol») que podría tratarse de un eclipse solar.[1]
- 70: en Judea, el emperador Tito, acompañado de sus legiones romanas, superan la muralla defensiva central de Jerusalén.
- 754: en la ciudad de Dokum, 182 km al noreste de la actual Ámsterdam (Países Bajos), un grupo de paganos asesina al obispo anglosajón Wynfrith (Bonifacio de Maguncia) y a 52 esclavos de su séquito durante su último viaje misionero a ese país.
- 774: en Italia, Carlomagno ―después de asediar y tomar la ciudad de Pavía y capturar al rey lombardo Desiderio― se hace coronar «rex francorum et langobardorum» (‘rey de los francos y lombardos’).
- 1086: Tutush I, hermano del sultán selyúcida Malik Shah I, derrota a Suleimán ibn Kutalmish, gobernante turco de Anatolia, en la batalla de Ain Salm.
- 1199: las tropas de Alfonso VIII de Castilla inician el asedio de Vitoria. Los vitorianos resistieron durante nueve meses, hasta el 25 de enero del 1200.
- 1224: en la ciudad de Nápoles (Italia), Federico II Hohenstaufen funda la Universidad de Nápoles Federico II, la primera fundada con el apoyo de un Estado con independencia de la Iglesia católica.
- 1249: en la costa mediterránea de Egipto ―en el marco de la Séptima Cruzada―, un ejército dirigido por el rey Luis IX de Francia conquista el puerto de Damietta.
- 1257: en Polonia, el rey Boleslao V el Casto otorga a la villa de Cracovia los derechos de ciudad.

- 1284: frente a las costas de Nápoles (península itálica) Roger de Lauria, almirante del rey Pedro III de Aragón, destruye la flota napolitana en la batalla naval del golfo de Nápoles y captura al rey Carlos de Salerno.
- 1288: 17 km al noroeste de Colonia (Alemania), los ejércitos de Juan I, duque de Brabante y el Sigfrido II de Westerburgo (arzobispo de Colonia) vencen la batalla de Worringen. Termina la Guerra de Sucesión de Limburgo. Será recordada como una de las batallas más sangrientas de la Edad Media.
- 1305: en Roma, Bertrand de Goth es electo papa y recibe el nombre de Clemente V.
- 1415: en Constanza (Suiza) el religioso protestante Jan Hus testifica ante el Concilio de la Iglesia de Constanza.
- 1438: en Jihlava, las fuerzas de Alberto II del Sacro Imperio Romano Germánico de los Habsburgo intentan conquistar el trono checo.
- 1486: en España, el ejército cristiano entra en la villa musulmana de Íllora (Granada), llegando poco después el rey Fernando el Católico.
- 1561: en el puerto de Guardia Piemontese, un pueblo de habla occitana en la región de Calabria (a 1100 km al sureste de la región de Piamonte) un ejército cruzado masacra a casi todos los habitantes de Guardia Piemontese, que eran de religión valdense y que habían convivido sin conflictos durante más de tres siglos con las comunidades católicas circundantes. El cardenal e inquisidor Michele Ghislieri (futuro papa Pío V) ordenó que los valdenses tanto del Piamonte como los de Calabria debían ser asesinados junto con sus familias. Lanzó una cruzada contra ellos y los exterminó (incluidos mujeres y niños). Los pocos supervivientes que lograron escapar de la masacre se vieron obligados a convertirse al catolicismo. En 1712 el papa Clemente XI convertirá a Pío V en «santo».
- 1561: en la villa de Cavour (en el Piamonte italiano, región vecina a Francia), los ministros religiosos de los valles valdenses del Piamonte firman la Paz de Cavour con Felipe de Saboya-Racconigi, representante de Emanuele Filiberto, duque de Saboya. Desde el 1200, los valdenses habían sido objeto de persecución por su posición antijerárquica respecto a la Iglesia católica.

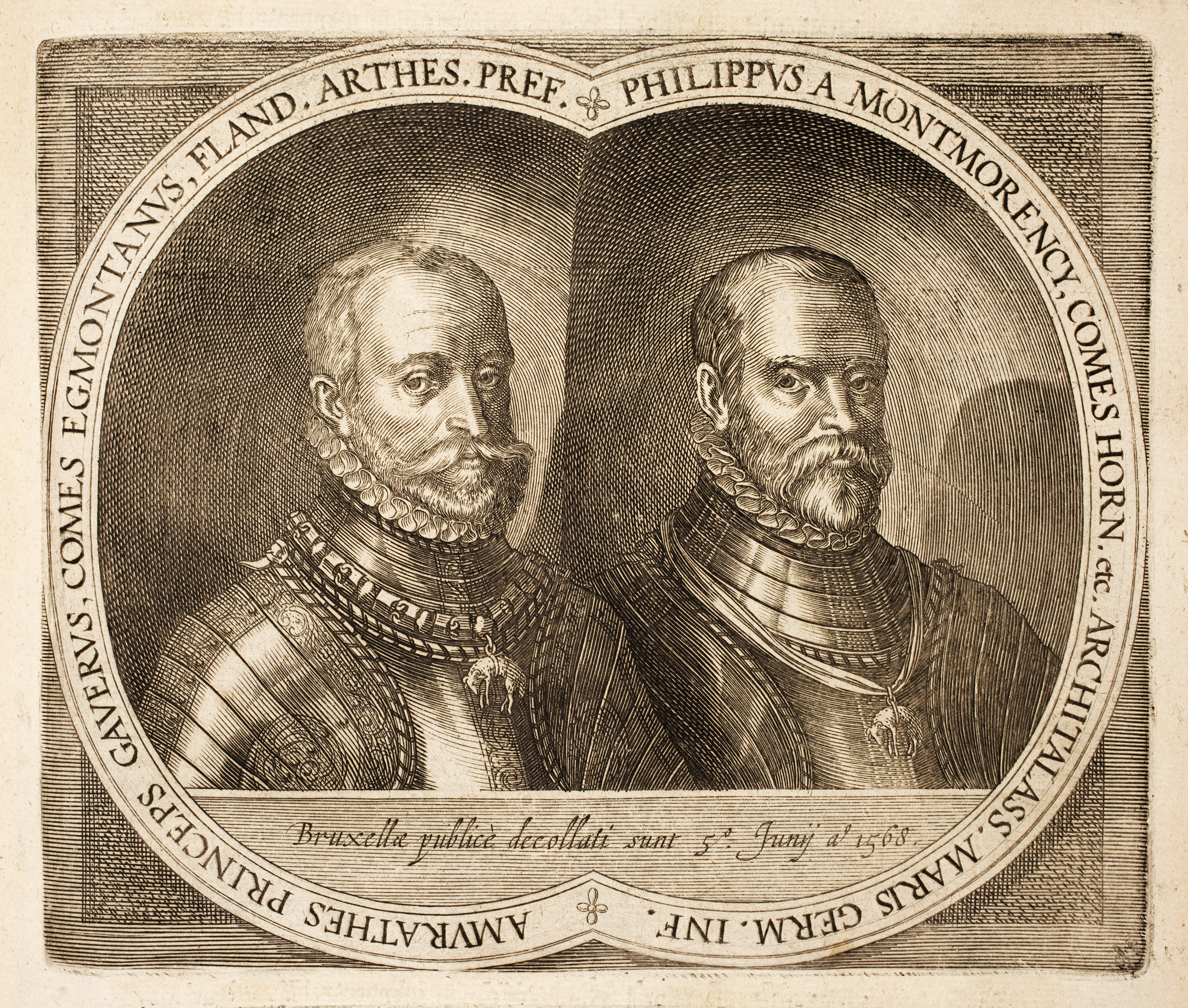
Retratos del Conde de Egmont y del Conde de Horn (1621), ejecutados en 1568.

- 1568: en la plaza Mayor de Bruselas, son ejecutados los condes de Egmont y Horn, que habían sido arrestados y juzgados por el duque de Alba (Tribunal de los Tumultos) bajo las órdenes de Felipe II de España para sofocar la revuelta protestante en los Países Bajos Españoles.
- 1610: en el Palacio de Whitehall se presenta la mascarada Festival de Tetis para celebrar la investidura de Enrique Federico, Príncipe de Gales.
- 1617: la Asamblea Provincial de Bohemia reconoce a Fernando de Estiria (el futuro Fernando II del Sacro Imperio Romano Germánico) como único pretendiente al trono de Bohemia.
- 1625: en la región de Flandes (Países Bajos invadidos por España) ―en el marco de la guerra de los Ochenta Años―, tras un largo asedio de más de un año, la ciudad de Breda se rinde a las tercios españoles al mando del general Ambrosio Espínola.
- 1644: en China, las fuerzas manchúes de la dinastía Qing, lideradas por el emperador Shunzhi, toman la ciudad de Pekín durante el colapso de la dinastía Ming.
- 1661: en Cambridge (Inglaterra), Isaac Newton es aceptado para estudiar en el Trinity College.
- 1662: en París, Luis XIV de Francia adopta el Sol como su símbolo personal y el título de Rey Sol.
- 1688: 77 km al noreste del puerto de Nápoles (Italia) el terremoto de Sannio causa unos 10 000 víctimas en todos los pueblos de la región. (Se debe tener presente que en toda la península itálica vivían unos 7 millones de habitantes, o sea que 10 000 muertos en el siglo XVII equivaldrían a 85 000 muertos en 2025).
- 1716: al firmar el Tratado de Westminster, Inglaterra y Alemania se comprometen a la defensa mutua en caso de guerra.
- 1741: Vitus Bering parte desde la península de Kamchatka a fin de explorar Alaska.
- 1752: Benjamin Franklin prueba que el rayo es electricidad.
- 1783: en París (Francia) los hermanos Montgolfier demuestran en público su globo aerostático.
- 1794: en la actual Haití ―en el marco de la Revolución haitiana― las tropas británicas capturan la capital de Saint-Domingue en la batalla de Port‑Républicain.
- 1795: en Dinamarca arde la ciudad de Copenhague. A las 15.00 horas se declara un incendio en Dellehaven (en el distrito de Holmen) y los fuertes vientos provocaron que el fuego se propagara. Al día siguiente, quedaron más de 900 propiedades quemadas, 75 resultaron dañadas y 6000 habitantes de Copenhague se quedaron sin hogar.
- 1798: en Irlanda, los invasores ingleses derrotan a los nacionalistas irlandeses (Society of the United Irishmen) en el intento de estos por extender la rebelión irlandesa de 1798 a Munster (Irlanda) en la batalla de New Ross.
- 1817: en los Grandes Lagos (América del Norte) se bota el primer barco a vapor: el Frontenac.
- 1825: 216 km al suroeste de Atenas (Grecia), en la península de Peloponeso, comienza la batalla de Trambala contra el invasor otomano Ibrahim Pasha.
- 1827: en Grecia ―en el marco de la Guerra de Independencia contra Turquía―, los turcos capturan la Acrópolis de Atenas.
- 1829: frente a las costas de la isla de Cuba (en poder del Reino de España hasta 1902), el buque estadounidense Pickle captura la goleta negrera española Voladora.
- 1832: en París (Francia) ―consecuencia del funeral del general de división del imperio Jean Maximilien Lamarque fallecido el 1 de junio debido a la epidemia de cólera que castiga a la ciudad― se inician levantamientos estudiantiles (Rebelión de Junio) en un intento de derrocar la monarquía de Luis Felipe I de Francia (1773-1850). La insurrección continuará durante toda la noche en las barricadas y terminará al día siguiente.
- 1833: en un baile de la alta sociedad en Londres (Reino Unido), la científica escocesa Mary Somerville (52), tutora de la matemática londinense Ada Lovelace (17), le presenta al matemático británico Charles Babbage (41). En los siguientes días, Lovelace ―impresionada por las ideas de Babbage― visitará el taller de Babbage para ver su «máquina analítica» (la primera computadora mecánica de uso general). Ella se hará célebre por su trabajo acerca de esta computadora.
- 1837: en el actual estado de Texas, la villa de Houston (fundada en agosto de 1836) obtiene el estatuto de «ciudad» y es incorporada a la República de Texas.
- 1841: en Turín (Italia), Juan Bosco es ordenado sacerdote. Será canonizado en 1934 por el papa Pío XI.
- 1848: 322 km al oeste de Copenhague (Dinamarca), el ejército danés vence a las fuerzas de Prusia y otros estados alemanes en la Primera Batalla de Dybbøl (la primera de tres batallas de la primera guerra pruso-danesa).
- 1849: en Dinamarca, el rey Federico VII firma la Constitución del Reino de Dinamarca, que convierte este país en una monarquía constitucional, garantiza la libertad civil y religiosa, la prohibición de la censura y la administración pública de justicia.
- 1851: la novela serial antiesclavista de Harriet Beecher Stowe, La cabaña del tío Tom inicia una publicación de diez meses en el periódico abolicionista National Era.
- 1862: en Indochina (la actual Vietnam), el emperador Tự Đức ―para dar fin a las acciones militares perpetradas por ambos países contra la población vietnamita― firma con representantes de España y Francia el Primer tratado de Saigón por el cual cede partes del sur de Vietnam a Francia. El líder guerrillero Trương Định decide desafiar al emperador y continuar la lucha contra los europeos.
- 1864: en el estado de Virginia, a 226 km al sureste de la ciudad de Washington ―en el marco de la guerra civil estadounidense (1861‑1865)― las fuerzas de la Unión derrotan al ejército esclavista de los confederados en la batalla de Piedmont, tomando casi 1000 prisioneros.
- 1873: el sultán Barghash bin Said de Zanzíbar cierra el gran mercado de esclavos en virtud de un tratado con el Reino Unido.
- 1883: desde París parte el primer tren Orient Express de horario regular.
- 1885: en Santiago de Chile se crea la Academia Chilena de la Lengua.
- 1888: en Olavarría (provincia de Buenos Aires), el primer párroco de la aldea, el español Pedro N. Castro Rodríguez, envenena y asesina a martillazos a su esposa Rufina Padín Chiclano y a su hija Petrona María Castro (10), que lo visitaban desde el pueblo de Azul.[2]
- 1888: a 41 km al este de Buenos Aires, en el medio del Río de la Plata, se produce a las 3:20 hora local el terremoto del Río de la Plata, de magnitud 5,5 en la escala sismológica de Richter, afectando hasta más de 300 km a la redonda.
- 1893: en el estado de Massachusetts (Estados Unidos) comienza el juicio contra Lizzie Borden por el asesinato de su padre y su madrastra en la ciudad de New Bedford.
- 1895: en Ecuador se celebra el Día del Liberalismo, como un reconocimiento a la revolución liberal, que produjo una profunda reforma política y educativa en el país.
- 1895: la moción de Nicholas Flood Davin para conceder el voto a las mujeres es derrotada por la Cámara de los Comunes de Canadá.
- 1900: en Sudáfrica, soldados británicos toman la ciudad de Pretoria durante la II guerra de los bóeres.
- 1907: en Barcelona (España), los clubes de fútbol Provençal y Madrid se fusionan para poder alcanzar más altos logros dentro del fútbol catalán, y crean el Club Esportiu Europa. Su primer presidente es Rodolf Collell Admetller.
- 1915: en Dinamarca, por 111 votos contra 1, se decide conceder a las mujeres el derecho a votar en ese país. Más tarde este mismo día, el rey Christian X modifica la nueva Constitución, que resulta la segunda de su historia.
- 1916: comienza la rebelión árabe contra los otomanos sobre Palestina para crear un estado árabe unificado desde Alepo hasta Adén.
- 1916: en Estados Unidos, Louis Brandeis jura como juez de la Corte Suprema de los Estados Unidos; es el primer «judío estadounidense» en ocupar dicho cargo.
- 1916: en el marco de la Primera Guerra Mundial (1914‑1918) estalla la Revuelta Árabe contra el Imperio otomano.
- 1917: en Estados Unidos ―en el marco de la Primera Guerra Mundial (1914-1918)― comienza la Ley de Servicio Selectivo (conscripción) como el «Día de Registro del Ejército».
- 1925: en Viena (Austria) se firma el protocolo por el cual se prohíbe el uso de armas bacteriológicas y gases venenosos.
- 1925: en Atenas (Grecia), el Parlamento vota la ley fundacional de la Universidad Aristóteles de Tesalónica.
- 1932: en Praga (Chequia) comienza a funcionar el funicular electrificado que sube a la colina de Petřín.
- 1933: El Congreso de los Estados Unidos suprime el uso del patrón oro mediante la promulgación de una resolución conjunta que anula el derecho de los acreedores a exigir el pago en oro.
- 1937: en Pontevedra (España) los rebeldes antidemocráticos franquistas fusilan sin juicio previo a los republicanos de La Estrada Jesús Puente Fontanes, Ramón Fernández Rico, José María Pena López, José Rodríguez Sangiao, Cándido Tafalla Froiz y Manuel Nogueira González.
- 1940: tras una breve pausa en la batalla de Francia ―en el marco de la Segunda Guerra Mundial (1939‑1945)―, los alemanes reanudan la ofensiva contra las divisiones francesas restantes al sur del río Somme en la operación Fall Rot.
- 1940: en Canadá, el Gobierno declara ilegales a todas las organizaciones nazis, fascistas y comunistas, y encarcela a sus líderes.

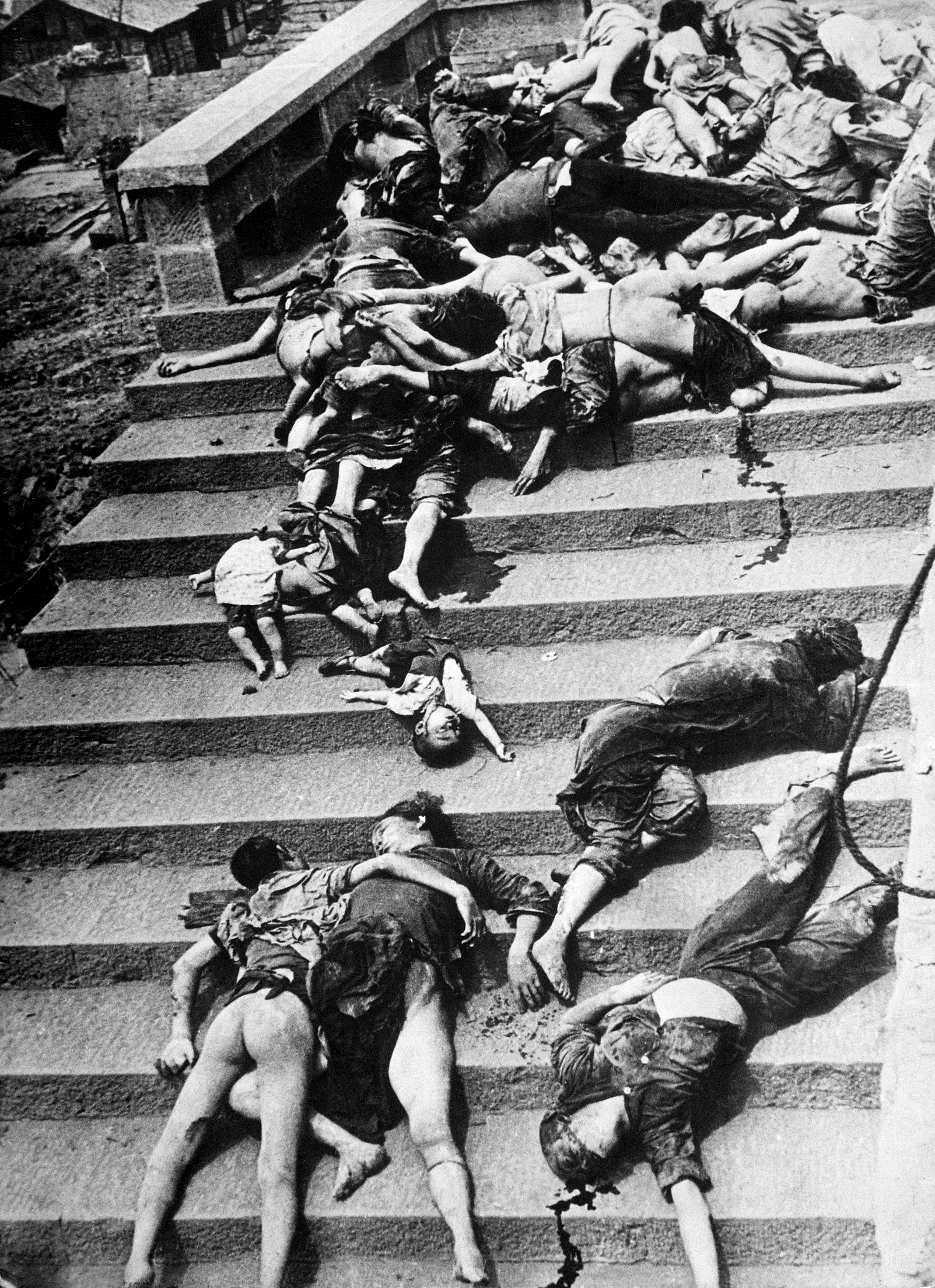
Víctimas de un ataque terrorista aéreo japonés con bombas incendiarias, en el que más de 4000 hombres, mujeres y niños civiles murieron asfixiados por el humo al intentar ingresar en los refugios. Ciudad de Chongqing (China), 5 de junio de 1941. Imagen del fotógrafo estadounidense Carl Mydans (1907‑2004).

- 1941: en la ciudad de Chongqing (China comunista) ―en el marco de la Segunda Guerra Mundial (1939‑1945)―, los japoneses perpetran un ataque terrorista aéreo con bombas incendiarias (bombardeo de Chongqing). Mueren asesinados 4000 hombres, mujeres y niños civiles, asfixiados por el humo al intentar ingresar en los refugios antiaéreos.
- 1942: en la península de Crimea ―en el marco de la Segunda Guerra Mundial― los alemanes ocupan la ciudad de Sebastopol.
- 1942: frente a la isla de Midway (en las islas Hawái, en el océano Pacífico) en el marco de la Segunda Guerra Mundial (1939‑1945) se libra la batalla de Midway. Después de unos días de lucha contra la marina japonesa, los estadounidenses durante la Segunda Guerra Mundial hunden los cuatro portaaviones más grandes de Japón. La marina japonesa nunca se recuperó de esta derrota.
- 1942: el Gobierno de Estados Unidos ―en el marco de la Segunda Guerra Mundial (1939‑1945)― declara la guerra al Reino de Bulgaria, el Reino de Hungría y el Reino de Rumanía.
- 1944: en la región francesa de Normandía, más de 1000 bombarderos británicos lanzan cerca de 5000 toneladas en bombas sobre baterías alemanas en preparación del Día D.
- 1944: en Italia ―en el marco de la Segunda Guerra Mundial (1939‑1945)― la ciudad de Roma es liberada por los Aliados.
- 1944: en Tailandia ―en el marco de la Segunda Guerra Mundial (1939‑1945)―, el avión B-29 Superfortress ve su primera acción militar: el objetivo es la población civil de la ciudad de Bangkok.
- 1945: tras la derrota de Alemania en la Segunda Guerra Mundial, el Consejo de Control Aliado, el órgano rector de la ocupación militar alemana, asume formalmente el poder. Los aliados dividen el país en cuatro partes: una soviética, una estadounidense, una británica y una francesa.
- 1945: en el Fuerte Bravetta (Roma), el Gobierno fusila al criminal fascista italiano Pietro Koch (26), que torturó a decenas de comunistas hasta la muerte.
- 1946: en el hotel La Salle de la ciudad de Chicago (estado de Illinois), un incendio causa la muerte de 61 personas, que generará cambios legislativos y políticos notables.
- 1947: cerca de Boston (estado de Massachusetts) ―en el marco de la Guerra Fría―, en un discurso en la Universidad Harvard, George Marshall (secretario de Estado de los EE. UU.) solicita ayuda económica (el Plan Marshall) a varios países europeos devastados por la guerra. Posteriormente, 16 países aceptaron la oferta, y entre 1948 y 1952 Estados Unidos proporcionó aproximadamente 15 000 millones de dólares (que, debido a la inflación sufrida por la moneda estadounidense, equivale a unos 220 000 millones de dólares de 2025) en ayuda, ya sea en préstamos o donaciones.

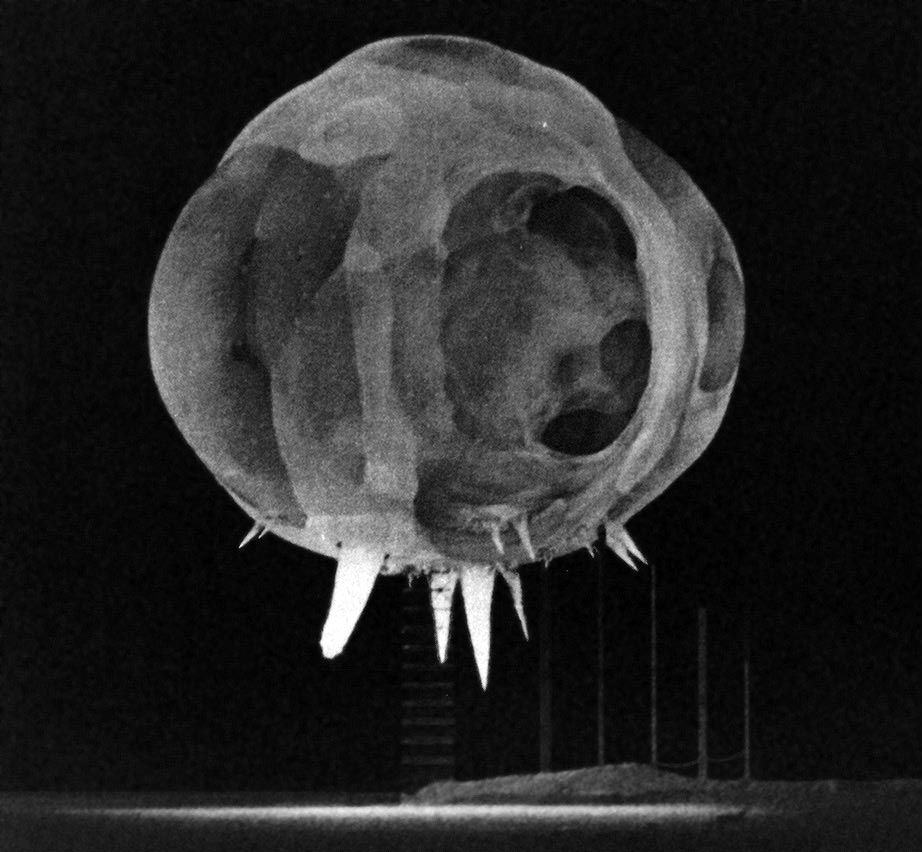
Fotografía tomada pocos milisegundos después de la detonación de una de las bombas atómicas de la operación Tumbler-Snapper (1952). La torre de la detonación se puede ver débilmente en el «rayo» central inferior.

- 1949: Tailandia elige a Orapin Chaiyakan (1904‑1996), la primera mujer miembro del Parlamento tailandés.
- 1952: en el área 2 del sitio de pruebas nucleares de Nevada, Estados Unidos detona desde una torre la bomba atómica How (o sea "H"), de 14 kilotones). Es la octava y última de la Operación Tumbler-Snapper. Nadie fue expuesto a la radiación.
- 1953: una nueva enmienda constitucional introduce la sucesión femenina en la monarquía danesa. También se introduce un sistema unicameral y se suprime el Consejo del Condado. La enmienda constitucional también significó que Groenlandia pasó a ser parte igualitaria del reino danés. El rey Federico IX firma la nueva constitución después de un referéndum.
- 1956: Elvis Presley presenta su nuevo sencillo, «Hound Dog», en The Milton Berle show, escandalizando al público con sus sugerentes movimientos de cadera.
- 1957: en el Sitio de pruebas de Nevada, Estados Unidos detona la bomba de hidrógeno Lassen, de 0,5 kilotones. Es la bomba número 91 del total de 1032 bombas atómicas que hizo detonar ese país entre 1945 y 1992.
- 1959: en Singapur es juramentado el primer gobierno.
- 1959: en Santo Domingo (República Dominicana), terroristas cubanos contratados en Miami por la CIA estadounidense tirotean la embajada de Cuba en esa ciudad. Resulta muerto de un disparo un niño dominicano llamado Ovidio Méndez.
- 1960: en Finlandia, tres personas son asesinadas y una resulta herida en la masacre del lago Bodom.
- 1960: en Grecia se trasladan los huesos del poeta Andreas Kalvos (1792-1869) y su esposa hasta la isla griega de Zacinto, en las islas Jónicas.
- 1963: en Londres (Reino Unido), el ministro de Defensa John Profumo (1915‑2006) renuncia en medio de un escándalo sexual. Dos años antes, él había sido amante de Christine Keeler, una estriptista londinense, quien tenía encuentros íntimos con Yevgeny Ivanov, un conocido espía soviético. El escándalo dañó gravemente la reputación del entonces primer ministro Harold Macmillan, quien renunció tan solo unos meses después debido a «problemas de salud».
- 1963: en Teherán (Irán), las autoridades iraníes ―por orden del Sha Mohammad Reza Pahlavi― arrestan al ayatolá Ruhollah Jomeini. En varias ciudades, multitudes de manifestantes furiosos se enfrentan a la policía y al ejército, que los repele con tanques de guerra y paracaidistas ametrallando a la multitud.
- 1963: en Estados Unidos se estrena la película de comedia romántica Irma la Douce, dirigida por Billy Wilder y protagonizada por Jack Lemmon y Shirley MacLaine, con el actor Louis Jourdan prestando la voz del narrador.
- 1964: en la Ciudad del Vaticano, el papa Pablo VI da permiso para que los católicos puedan ser cremados al fallecer.
- 1964: se pone en servicio el submarino DSV Alvin.
- 1967: Israel lanza ataques aéreos preventivos sorpresa contra Jordania, Egipto y Siria (que habían concentrado fuerzas masivas en las fronteras de Israel) y destruye importante equipo militar. Comienza la guerra de los Seis Días, que terminará con la victoria israelí y la ocupación israelí de la Franja de Gaza, Cisjordania, los Altos del Golán y la Península del Sinaí.
- 1968: en Los Ángeles (estado de California), el senador y candidato presidencial Robert F. Kennedy es atacado a balazos por el palestino Sirhan Sirhan. Fallecerá al día siguiente y el asesino será condenado a muerte, aunque posteriormente le será conmutada la pena por la cadena perpetua.
- 1969: en Grecia, el poeta y político Alekos Panagoulis (1939-1976) escapa de la prisión de Boyati. El gobierno ofrece una recompensa de 500 000 dracmas, y es arrestado tres días después en un apartamento de Atenas. Panagulis jugó un papel activo en la lucha contra la Dictadura de los coroneles (1967-1974) en Grecia. Se hizo célebre después de su tentativa de asesinar al dictador Georgios Papadopoulos el 13 de agosto de 1968, pero también por las torturas que sufrió durante su posterior detención.
- 1970: en Grecia, la dictadura de los coroneles libera al ex representante parlamentario de la EDA (Izquierda Democrática Unida), Elias Iliou (1904-1985), que mantenía encarcelado en la isla de Leros (25 km al oeste de Atenas) pero estaba siendo tratado en el hospital de la prisión de Averof (en Atenas).
- 1972: en Estocolmo (Suecia) se inaugura la Conferencia de Naciones Unidas sobre el Medio Ambiente.
- 1975: en Egipto, el presidente egipcio Anwar Sadat reabre el canal de Suez, luego de haber permanecido cerrado durante ocho años por escombros y bombas israelíes, desde la guerra de los Seis Días.
- 1975: en San Sebastián (País Vasco), la banda terrorista ETA mata al guardia civil Mariano Román Madroñal.
- 1975: el Reino Unido celebra su primer referéndum nacional sobre la pertenencia a la CEE (Comunidad Económica Europea).
- 1976: en el estado de Idaho (Estados Unidos) se derrumba la presa de Teton. Once personas mueren como consecuencia de las inundaciones.
- 1977: en California sale a la venta la primera computadora personal, Apple II, diseñada por Steve Wozniak y Steve Jobs, basada en el microprocesador 6502. El modelo anterior, Apple I no era una computadora completa, sino más bien una placa base.
- 1977: en las islas Seychelles se produce un golpe de Estado contra el presidente James Michel. France-Albert René (1935‑2019) será elegido presidente.
- 1977: en Londres (Reino Unido), la reina Isabel II celebra 25 años en el trono.
- 1980: en Ordizia, 40 km al suroeste de San Sebastián (País Vasco), tiene lugar la primera actuación de la banda infantil Beti Argi.
- 1998: en una casa de Guernica, 35 km al este de Bilbao, la policía vasca Ertzaintza ejecuta sin juicio previo a la militante de ETA Ina Zeberio y a su pareja.
- 1981: en Estados Unidos, el Informe semanal de morbilidad y mortalidad de los Centros para el Control y la Prevención de Enfermedades informa que cinco varones homosexuales en Los Ángeles (estado de California) padecen una rara forma de neumonía causada por el hongo Pneumocystis jirovecii, observada únicamente en pacientes con sistemas inmunitarios debilitados, en lo que resultan ser los primeros casos reconocidos de sida.
- 1982: el Reino de España pasa a formar parte de la OTAN (Organización del Tratado del Atlántico Norte) contra la Unión Soviética.
- 1982: en Los Ángeles, el Dr. Michael Gottlieb, empleado de la UCLA (Universidad de California en Los Ángeles), describe por primera vez una nueva enfermedad epidémica, que más tarde se denominará sida (síndrome de inmunodeficiencia adquirida). Tiempo después abandonará la UCLA y abrirá un consultorio privado, donde tratará a pacientes con sida.
- 1982: en Italia, la actriz Sophia Loren es condenada a 17 días de prisión por fraude fiscal.
- 1982: en el estadio National Bowl de la ciudad de Milton Keynes (a 92 km al noroeste de Londres) la banda británica Queen da un concierto que en 2004 será editado como DVD.
- 1983: en el puerto de Uliánovsk, 821 km al este de Moscú, el crucero fluvial ruso Aleksandr Suvorov choca contra una viga del puente ferroviario sobre el río Volga. Mueren más de 100 personas. La colisión provoca el descarrilamiento de un tren de carga, lo que dañó aún más la embarcación. Sin embargo, la nave se mantuvo a flote y finalmente fue restaurada y puesta de nuevo en servicio.
- 1984: en la ciudad india de Amritsar (466 km al noroeste de Nueva Delhi), sucede el quinto día (entre el 1 y el 10 de junio) de la segunda masacre de Amritsar ordenada por la primera ministra Indira Gandhi contra cientos de civiles acuartelados en el Templo Dorado ―el mayor sitio sagrado de los sijes―. Serán asesinados por lo menos 554 sijes. Serán vengados cinco meses después de la masacre, cuando dos de los guardaespaldas sijes de Indira Gandhi la asesinaron.
- 1984: en la costa de Normandía (Francia), el «príncipe» Henrik de Dinamarca inaugura un monumento conmemorativo a los 8000 marineros daneses que participaron en la invasión aliada («Día D») en 1944.
- 1985: en Detroit (estado de Míchigan) se celebra la subasta más grande de la historia, en la que la empresa Hughes Aircraft Co. es vendida a la empresa General Motors por 5000 millones de dólares (que, debido a la inflación sufrida por la moneda estadounidense, equivale a unos 15 000 millones de dólares de 2025).
- 1985: en Idrætsparken (Dinamarca), la selección danesa de fútbol derrota a la soviética por 4 a 2 en un entretenido partido. Preben Elkjær y Michael Laudrup marcan cada uno 2 de los goles daneses.
- 1986: en Nueva York (Estados Unidos), un informe de la ONU estima que 50 000 africanos padecen de sida (síndroma de inmunodeficiencia adquirida).
- 1989: durante las protestas de la plaza de Tiananmén, un «rebelde desconocido» detiene durante cerca de media hora ―sin ser arrestado― a una columna de tanques. Se convertirá en el símbolo de la revuelta, y en la prueba de que las fuerzas represivas chinas no actuaban de la misma manera que las europeas o estadounidenses.
- 1989: en Polonia, el partido proestadounidense Solidarność vence el Partido Comunista por primera vez desde la Segunda Guerra Mundial.
- 1990: en Nueva York, la banda New Kids on the Block publica el primer sencillo, «Step by step» del álbum Step by step. Se mantuvo tres semanas en el puesto n.º 1 de la tabla Billboard Hot 100.
- 1991: en Oslo (Noruega), Mijaíl Gorbachov recibe el Premio Nobel de la Paz 1990 por su participación en el colapso de la Unión Soviética.
- 1991: desde cabo Cañaveral, Estados Unidos lanza el transbordador espacial Columbia en la misión STS‑40, la quinta del laboratorio espacial.
- 1991: el equipo chileno Colo-Colo gana por primera vez la Copa Libertadores de América, siendo el primer y único equipo de ese país que logra ganar el trofeo.
- 1992: en Malí (África) termina el período de «transición democrática».
- 1992: en el Perú, la banda terrorista Sendero Luminoso realiza un atentado contra las instalaciones del canal de televisión Frecuencia Latina (en ese entonces Frecuencia 2).
- 1992: en Estados Unidos se estrena la película Patriot Games, dirigida por Phillip Noyce y protagonizada por Harrison Ford, Anne Archer, Patrick Bergin, Sean Bean, Thora Birch, James Earl Jones y Richard Harris.
- 1993: en Caracas (Venezuela), Ramón José Velásquez asume como presidente interino hasta el 2 de febrero de 1994.
- 1993: en Guatemala, Ramiro de León Carpio es elegido como presidente en sustitución del dictador y criminal Jorge Serrano Elías.
- 1993: en Mogadiscio (capital de Somalia), 23 soldados pakistaníes de la ONU mueren y unos 50 resultan gravemente heridos cuando son atraídos a una emboscada. Uno de los principales caudillos de la guerra de Somalia, el general Aideed, estuvo detrás del ataque, que se lanzó cuando soldados de la ONU querían inspeccionar un depósito de armas.
- 1993: en la ciudad inglesa de Scarborough (Reino Unido), partes del hotel Holbeck Hall caen al mar tras un deslizamiento de tierra.
- 1995: en la Universidad de Colorado en Boulder, Eric Cornell y Carl Wieman. Enfrían átomos al más bajo nivel de energía, menos de una millonésima de grado Kelvin por encima del cero absoluto (una temperatura muy inferior a la mínima temperatura encontrada en el espacio exterior) para crear por primera vez el condensado de Bose-Einstein, más de 70 años después de las predicciones del indio S. N. Bose y del alemán Albert Einstein.
- 1995: en Japón se publica el último volumen del exitoso manga Dragon Ball.
- 1996: en Praga (República Checa), los astrónomos Jana Tichá, Miloš Tichý y Zdeněk Moravec descubren el asteroide (9665) Inastronoviny, de 11 km, que orbita el Sol una vez cada 5.4 años.
- 1996: 39 km al noroeste de Copenhague (Dinamarca), la reina Margarita inaugura el jardín barroco recreado en el castillo de Frederiksborg.
- 1997: comienza la Segunda Guerra Civil de la República del Congo.
- 1997: Argelia celebra sus primeras elecciones parlamentarias desde 1992, cuando la anulación de la aparente victoria electoral de los islamistas desencadenó una explosión de violencia y derramamiento de sangre que continúa hasta hoy.
- 1997: en Suecia, Christina Odenberg es designada como la primera obispa de la Iglesia de Suecia.
- 1998: en Flint (estado de Míchigan) comienza una huelga en la fábrica de piezas de la empresa automotriz General Motors, que se extiende rápidamente a otras cinco plantas de ensamblaje. La huelga dura siete semanas.
- 1998: en Florencia (Italia) comienza la primera edición del Hackmeeting (reunión de hackers, del inglés hack y meeting) una reunión de hackers que se llevará a cabo anualmente en España, Chicago (Estados Unidos), Salta (Argentina), La Paz (Bolivia), Ciudad de México y Santiago de Chile.
- 1999: en Santa Mónica (estado de California) se celebran los premios MTV Movie Awards de 1999.
- 2000: en Kisangani (República Democrática del Congo) comienza la guerra de los Seis Días (2000), entre las fuerzas de Uganda y Ruanda. Gran parte de la ciudad queda destruida.
- 2000: en Moscú (Rusia), el presidente estadounidense Bill Clinton habla ante el parlamento ruso, la Duma.
- 2001: en Chile se deroga la pena de muerte para delitos comunes.
- 2001: en la costa norte del estado de Texas (Estados Unidos) toca tierra la tormenta tropical Allison (2001) y descarga grandes cantidades de lluvia sobre la ciudad de Houston. La tormenta causa daños por valor de 5500 millones de dólares, convirtiendo a Allison en la segunda tormenta tropical más costosa en la historia de ese país.
- 2002: en Estados Unidos se lanza la primera versión oficial del navegador web Mozilla 1.0.
- 2002: en cabo Cañaveral, Estados Unidos lanza el transbordador espacial Endeavour en la STS‑111, transportando a la tripulación de la Expedición 5 a la Estación Espacial Internacional para reemplazar a la tripulación de la Expedición 4. El astronauta costarricense Franklin Chang-Díaz se convierte en la segunda persona en participar en siete vuelos espaciales.
- 2002: Isabel II celebra 50 años en el trono. Se celebrará un gran concierto de rock con todas las estrellas inglesas. Elizabeth recorre Londres en su impresionante carruaje dorado.
- 2002: en Farum (Dinamarca), la junta directiva del Partido Liberal expulsa por delitos de corrupción a Peter Brixtofte (1949-2016), exministro de Impuestos, que había sido miembro durante 37 años. Brixtofte viajó a Estados Unidos para huir de la justicia de su país y para ingresar en clínicas de rehabilitación por su alcoholismo.
- 2003: en India y Pakistán, la grave ola de calor alcanza su punto máximo, con temperaturas superiores a los 50 °C.
- 2004: en la ciudad de Bègles, en la conurbación de Burdeos (Francia), 699 km al suroeste de París, el alcalde Noël Mamère, a pesar de la prohibición del gobierno nacional, celebra el primer matrimonio homosexual entre unos tales Bertrand Charpentier y Stéphane Chapin.
- 2006: Serbia reconoce la separación de Montenegro y declara su independencia de Serbia y Montenegro.[3]
- 2006: en el patio interno de una mansión abandonada, ubicada en el centro histórico de la ciudad de Gravina in Puglia, a 61 km al suroeste de Bari (Italia), dos hermanitos ―Francesco y Salvatore Pappalardi, de 13 y 11 años respectivamente― caen ilesos en un pozo ciego abandonado de 12 metros de profundidad. Fallecerán de sed varios días después, y serán encontrados momificados casi dos años después, el 25 de febrero de 2008, cuando otro niño caiga en el mismo pozo. Los niños que jugaban con él revelarán su caída a los bomberos del lugar, que cuando lo salven, ileso, descubrirán los cadáveres.[4]
- 2006: en Nassiriya (Irak) en una explosión a las 21:35, muere el cabo del ejército Alessandro Pibiri, de la brigada mecanizada italiana Sassari, cómplice de Estados Unidos en la invasión y destrucción de Irak.
- 2006: la cementera navarra Portland Valderrivas adquiere la empresa Uniland por 1091 millones de euros.
- 2007: en España, la banda terrorista ETA renuncia al alto el fuego.
- 2008: en Barcelona (España), el entrenador Pep Guardiola firma el contrato como técnico del primer equipo del Fútbol Club Barcelona para las temporadas 2008-2009 y 2009/2010.
- 2009: en la selva cerca de Bagua (Perú), 1097 km al norte de Lima tras 65 días consecutivos de desobediencia civil, al menos 31 personas mueren en enfrentamientos entre las fuerzas de seguridad y los indígenas.

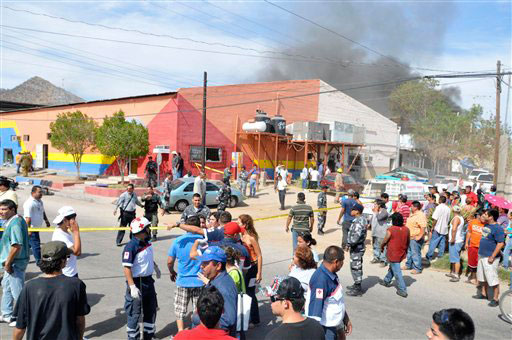
Guardería ABC quemándose, se puede ver humo saliendo de la estancia infantil y de la bodega contigua.

- 2009: en Hermosillo (México), se incendia la guardería ABC. Mueren 49 niños de entre 5 meses y 5 años, y 106 resultan heridos.
- 2009: en Dinamarca, la banda de rock Nephew lanza su álbum DanmarkDenmark.
- 2009: la República de Montenegro se convierte en miembro de la OTAN contra la Unión Soviética (desaparecida en 1991).
- 2011: en el Perú, Ollanta Humala obtiene la presidencia del país tras vencer a Keiko Fujimori en la segunda vuelta.
- 2012: en Marte aterriza el rover Curiosity, que había sido lanzado el 26 de noviembre de 2011.
- 2012: último «tránsito de Venus hasta el año 2117.
- 2013: en Londres (Reino Unido), el diario The Guardian publica el primero de una serie de artículos que informan sobre la vigilancia masiva de las comunicaciones telefónicas y electrónicas por parte del Gobierno de Estados Unidos, basándose en información de Edward Snowden.
- 2013: durante la guerra civil siria, el gobierno logra derrotar a los rebeldes en la ciudad de Al‑Qusayr.
- 2014: en Irak, fuerzas yihadistas leales a la banda terrorista Estado Islámico capturan la ciudad de Samarra.
- 2015: en Sabah (Malasia) sucede un terremoto con una magnitud de momento de 6.0, causando la muerte de 18 personas, incluyendo excursionistas y guías de montaña en el monte Kinabalu, tras los deslizamientos de tierra masivos ocurridos durante el terremoto. Este es el terremoto más fuerte que ha azotado Malasia desde 1975.
- 2016: en el Perú, Pedro Pablo Kuczynski obtiene la presidencia del país tras vencer a Keiko Fujimori en la segunda vuelta.
- 2016: en Aktobe (Kazajistán), dos tiroteos cobran la vida de seis personas.
- 2016: en Italia entra en vigor la ley sobre uniones civiles.
- 2017: Montenegro se convierte en el 29.º miembro de la OTAN.
- 2017: seis países árabes —Baréin, Egipto, Libia, Arabia Saudí, Yemen y los Emiratos Árabes Unidos— cortan relaciones diplomáticas con Catar, acusándolo de desestabilizar la región.
- 2019: en Dinamarca se celebran elecciones generales. El primer ministro Lars Løkke Rasmussen, del Partido Liberal, pierde el poder y la socialdemócrata Mette Frederiksen se convierte en primera ministra. El Partido de Izquierda Radical y el Partido Popular Socialista duplicaron sus votos, mientras que la Alianza Liberal y el Partido Popular Danés sufrieron importantes pérdidas electorales.
- 2022: en Nigeria, un atentado terrorista musulmán asesina a al menos 50 cristianos en Owo.
- 2022: en Gales (Reino Unido), la selección de fútbol clasifica a un mundial de fútbol luego de 64 años de ausencia.
- 2022: en Kazajistán se celebra un referéndum constitucional tras las violentas protestas y disturbios civiles contra el gobierno.
- 2025: sale la Nintendo Switch 2 y rompe récords de ventas.

## Nacimientos
- 1181: Bonifacio de Lausana, religioso y santo belga (f. 1260).
- 1251: Hōjō Tokimune, militar japonés (f. 1284).
- 1341: Edmundo de Langley, aristócrata («1.º duque de York») inglés, hijo del rey Eduardo III y «lord guardián de los Cinco Puertos» (f. 1402).
- 1368: Carlo I Malatesta, líder italiano (f. 1429).
- 1396: Giannozzo Manetti, escritor, filólogo y humanista italiano (f. 1459).
- 1412: Luis III Gonzaga, aristócrata («marqués de Mantua»), coleccionista de arte y gobernante italiano (f. 1478).
- 1420: Ana de Sajonia, princesa alemana (f. 1462).
- 1436: Luis de Saboya, aristócrata («conde de Ginebra») italiano (f. 1482).
- 1455: Juan de Dinamarca, rey danés (f. 1513).
- 1493: Justo Jonás, sacerdote, teólogo, poeta y académico alemán (f. 1555).
- 1507: Fernando de Portugal y Aragón, aristócrata («duque de Guarda y de Trancoso») portugués (f. 1534).
- 1507: Fernando de Aviz, príncipe portugués (f. 1534).
- 1510: Luis II d'Orléans-Longueville, aristócrata francés (f. 1537).
- 1523: Margarita de Francia, aristócrata («duquesa de Berrý») francesa (f. 1573).
- 1553: Bernardino Baldi, matemático y poeta italiano (f. 1617).
- 1554: Benedetto Giustiniani, clérigo y cardenal italiano (f. 1621).
- 1558: Chen Jiru, pintor, escritor y calígrafo chino (f. 1639).
- 1578: Claudio di Guise, aristócrata (f. 1657).
- 1581: Roberto Ubaldini, cardenal y obispo católico italiano (f. 1635).
- 1587: Robert Rich, aristócrata («2.º conde de Warwick»), administrador colonial, militar y almirante inglés (f. 1658).
- 1596: Peter Wtewael, pintor neerlandés del Siglo de Oro (f. 1660).
- 1617: Lorenzo Mayers Caramuel, obispo católico español (f. 1683).
- 1617: Pellegro Piola, pintor italiano (f. 1640).
- 1622: Giovanni Fiore da Cropani, escritor y religioso italiano (f. 1683).
- 1635: Jean-Baptiste Forest, comerciante de arte y pintor francés (f. 1712).
- 1640: Pu Songling, escritor chino (f. 1715).
- 1642: Giambattista Rubini, cardenal y obispo católico italiano (f. 1707).
- 1646: Elena Cornaro Piscopia, matemática y filósofa italiana (f. 1684); en 1678 se convirtió en la primera mujer en recibir un doctorado en Filosofía.
- 1656: Joseph Pitton de Tournefort, botánico francés (f. 1708).
- 1659: Volfang Georg Friedrich de Palatinado-Neuburg, aristócrata («príncipe») alemán (f. 1683).
- 1660: Sarah Churchill, aristócrata («duquesa de Marlborough») inglesa (f. 1744).
- 1664: Mustafá II, sultán otomano (f. 1703).
- 1667: Giorgio Spinola, cardenal y arzobispo católico italiano (f. 1739).
- 1670: Fulvio Gherli, médico y alquimista italiano (f. 1735).
- 1676: Marco Ricci, pintor italiano (f. 1730).
- 1686: Edward Howard, aristócrata («9.º duque de Norfolk») inglés (f. 1777).
- 1686: Ignazio da Santhià, sacerdote italiano (f. 1770).
- 1692: Niccolaio Luti, jinete italiano.
- 1696: Pál Forgách, obispo católico húngaro (f. 1759).
- 1696: Peregrine Hopson, general y político británico (f. 1759).
- 1702: Willem van Keppel, segundo conde de Albemarle, militar británico (f. 1754).
- 1708: Antonio Vallisneri, científico, naturalista y biólogo italiano (f. 1777).
- 1717: Emanuel Méndez da Costa, botánico, naturalista y filósofo británico-inglés (f. 1791).
- 1718: Thomas Chippendale, fabricante de muebles, ebanista y diseñador británico (f. 1779), creador del mueble chippendale.
- 1719: Domenico Orsini d'Aragona, aristócrata («príncipe») y cardenal católico italiano (f. 1789).
- 1723: Adam Smith, filósofo y economista británico-escocés (f. 1790).
- 1744: Giovanni Ferrari, escultor italiano (f. 1826).
- 1746: Carlos Emanuel de Hesse-Rheinfels-Rotenburg, aristócrata alemán (f. 1812).
- 1746: Girolamo Luigi Crivelli, obispo católico italiano (f. 1780).
- 1749: Jenny von Voigts, escritora alemana (f. 1814).
- 1750: John Twiggs, general estadounidense (f. 1816).
- 1753: Johann Friedrich August Göttling, químico alemán (f. 1809).
- 1757: Pierre Jean Georges Cabanis, médico, fisiólogo y filósofo francés (f. 1808).
- 1757: Sven Ingemar Ljungh, naturalista sueco (f. 1828).
- 1759: Martín Gartzia-Loigorri, militar navarro que destacó en el campo de la artillería (f. 1824).
- 1760: Johan Gadolin, químico, físico, mineralogista y geólogo finlandés (f. 1852).
- 1762: Bushrod Washington, jurista estadounidense (f. 1829).
- 1764: Georg Friedrich Hildebrandt, químico, anatomista y farmacéutico alemán (f. 1816).
- 1766: Gustav Ernst von Stackelberg, aristócrata y diplomático ruso (f. 1850).
- 1769: Edward Daniel Clarke, mineralogista y naturalista británico-inglés (f. 1822).
- 1769: Marianne Kirchgeßner, pianista alemana (f. 1808).
- 1771: Ernesto Augusto I, aristócrata («rey de Hannover») alemán (f. 1851).
- 1777: Catherine-Joséphine Duchesnois, actriz de teatro francesa (f. 1835).
- 1779: Gheorghe Lazăr, pedagogo rumano (f. 1821).
- 1781: Christian Lobeck, erudito, filólogo clásico y académico alemán (f. 1860).
- 1785: Miguel Gómez Damas, militar español (f. 1864).
- 1786: Felice Regano, arzobispo católico italiano (f. 1861).
- 1786: Antonino Maria Stromillo, obispo católico italiano (f. 1858).
- 1787: Philipp Maximilian Opiz, botánico checo (f. 1858).
- 1789: Manez Etxeto, Katxo, versolari (improvisador de poemas en vasco), cantautor y poeta vasco (f. 1872).
- 1789: Franz von Hartig, político y periodista austríaco (f. 1865).
- 1795: Jean Baptiste Félix Descuret, médico y escritor francés (f. 1871).
- 1798: Aleksej Fëdorovič L'vov, violinista y compositor ruso (f. 1870).
- 1799: Charles Ellis, VI Baron Howard de Walden, aristócrata, diplomático y político británico-inglés (f. 1868).
- 1801: William Scamp, arquitecto e ingeniero británico-inglés (f. 1872).
- 1801: Ferdinand de Villeneuve, dramaturgo y libretista francés (f. 1858).
- 1804: Robert Hermann Schomburgk, explorador y naturalista alemán (f. 1865).
- 1805: Betty von Rothschild, filántropa austríaca (f. 1886).
- 1809: Giorgio Asproni, político italiano (f. 1876).
- 1811: Luisa Amelia de Baden, aristócrata y princesa sueca (f. 1854).
- 1813: Edouard Baldús, fotógrafo francés (f. 1889).
- 1813: Prosper Sainton, violinista francés (f. 1890).
- 1814: Pierre Wantzel, matemático francés (f. 1848).
- 1816: Giovanni Battista Doria di Dolceacqua, político italiano (f. 1886).
- 1818: Vittore Benedetto Antonio Trevisan, botánico y naturalista italiano (f. 1897).
- 1819: John Couch Adams, matemático y astrónomo británico-inglés (f. 1892).
- 1819: Vincenzo Marinelli, pintor italiano (f. 1892).
- 1820: Enrichetta Di Lorenzo, revolucionaria y patriota italiana (f. 1871).
- 1821: Narciso Bronzetti, patriota italiano (f. 1859).
- 1823: John Strachey, político británico (f. 1907) activo en el Raj británico (la India invadida por el Imperio británico).
- 1828: Luigi Celleri, mineralogista italiano (f. 1900).
- 1828: Friedrich Gaedcke, químico alemán (f. 1890).
- 1830: Carmine Crocco, brigante [bandolero] italiano (f. 1905).
- 1833: María Cristina de Borbón-España, aristócrata española (f. 1902).
- 1834: Henri Théophile Bocquillon, botánico francés (f. 1884).
- 1837: Franz von Winckel, ginecólogo alemán (f. 1911).
- 1838: Michele Del Monte, oftalmólogo italiano (f. 1885).
- 1838: Otto Torell, biólogo, zoólogo y geólogo sueco (f. 1900).
- 1843: Samuel Garman, naturalista y zoólogo estadounidense (f. 1927).
- 1845: Hermann von Barth, alpinista, abogado y geólogo alemán (f. 1876).
- 1848: Pietro Ferrea, medallista y empresario italiano (f. 1915).
- 1848: Ramon Adán de Iartza, geólogo vasco (f. 1917).
- 1850: Pat Garrett, sheriff (‘comisario’) estadounidense (f. 1908).
- 1850: Emilio Sineo, abogado y político italiano (f. 1898).
- 1852: Giovanni Montauti, político italiano (f. 1926).
- 1853: Lucina Hagman, política, escritora y profesora finlandesa (f. 1946).
- 1853: Francesco Innamorati, abogado y político italiano (f. 1923).
- 1853: John Francis Regis Canevin, arzobispo católico estadounidense (f. 1927).
- 1854: James Carroll, médico, oficial y bacteriólogo británico (f. 1907).
- 1855: Obizzo Malaspina di Carbonara, diplomático y político italiano (f. 1933).
- 1855: Hanuš Wihan, violonchelista checo (f. 1920).
- 1856: Jozsef Wolfner, editor, mecenas y coleccionista de arte húngaro (f. 1932).
- 1857: Árpád Doppler, compositor húngaro (f. 1927).
- 1857: Réjane, actriz francesa (f. 1920).
- 1858: Luigi Agliardi, general italiano (f. 1931).
- 1858: Giuseppe Morabito, arzobispo católico italiano (f. 1923).
- 1859: Bonifazio Etxeberria, industrial hispano-vasco (f. 1951), fundador de la fábrica de armas Bonifacio Echeverría.
- 1859: Constantin I. Nottara, actor de teatro, director de teatro y profesor rumano (f. 1935).
- 1861: Friedrich Katzer, geólogo y mineralogista austríaco (f. 1925).
- 1862: Allvar Gullstrand, oftalmólogo y óptico sueco (f. 1930), premio nobel de medicina en 1911.
- 1862: Ernst Seidler von Feuchtenegg, político y jurista austríaco (f. 1931).
- 1863: Camillo Peano, político italiano (f. 1930).
- 1863: Arthur Somervell, compositor británico-inglés (f. 1937).
- 1865: Charles Ogle, actor estadounidense (f. 1940).
- 1865: Joseph Ruau, político francés (f. 1923).
- 1866: Carlos Maia Pinto, político y militar portugués (f. 1932).
- 1867: Miguel Abadía Méndez, escritor y político colombiano (f. 1947).
- 1867: Francesco de Guarnieri, violinista y compositor italiano (f. 1927).
- 1867: Eugène Pittard, antropólogo suizo (f. 1962).
- 1867: Paul-Jean Toulet, poeta francés (f. 1920).
- 1868: James Connolly, sindicalista, revolucionario, líder rebelde y patriota irlandés (f. 1916) nacido en Escocia.
- 1868: Umberto Cosmo, crítico literario italiano (f. 1944).
- 1868: Jan Thorn Prikker, pintor neerlandés (f. 1932).
- 1869: Marie Charles Duval, soldado hispano-vasco (f. 1958).
- 1869: Lewin Fitzhamon, director, actor y guionista británico (f. 1961).
- 1870: Georges Le Roy, esgrimista francés (f. 1952).
- 1870: Rodolfo Loffredo, magistrado y político italiano (f. 1956).
- 1870: Bernard de Pourtalès, capitán y marinero suizo (f. 1935).
- 1871: Michele Angiolillo, anarquista italiano (f. 1897).
- 1871: Walter Kaufmann, físico alemán (f. 1947).
- 1872: Cesare Galeotti, compositor, director de orquesta y pianista italiano (f. 1929).
- 1872: Şehzade Mehmed Şevket, príncipe otomano (f. 1899).
- 1873: Louis Borgex, pintor y grabador francés (f. 1959).
- 1873: Alberto Pepere, fisiólogo, patólogo y oncólogo italiano (f. 1940).
- 1873: Luigi Versiglia, obispo católico italiano (f. 1930).
- 1874: Isaia Billé, contrabajista, compositora y publicista italiana (f. 1961).
- 1874: Jack Chesbro, beisbolista estadounidense (f. 1931).
- 1874: Yambo (Enrico de’ Conti Novelli da Bertinoro), escritor de ciencia ficción, ilustrador y periodista italiano (f. 1943).
- 1875: Jack Broderick, jugador canadiense de lacrosse (f. 1957).
- 1875: Anna Gould, filántropa estadounidense (f. 1961).
- 1875: Stanislav Kostka Neumann, poeta, periodista y político checo (f. 1947).
- 1876: Phil Boyd, remero canadiense (f. 1967).
- 1876: Isaac Heinemann, erudito y académico germano-israelí (f. 1957).
- 1876: Tony Jackson, pianista estadounidense (f. 1922).
- 1877: Luigi Loperfido, sindicalista, artista y predicador italiano (f. 1959).
- 1877: Willard Miller, marinero canadiense-estadounidense, ganador de la Medalla de Honor (f. 1959).
- 1877: André Vacherot, tenista francés (f. 1924).
- 1878: Pierre Bovet, psiquiatra y pedagogo suizo (f. 1965).
- 1878: Bonifazio Etxegarai, escritor y legislador hispano-vasco (f. 1956).
- 1878: Franklyn Farnum, actor estadounidense (f. 1961).
- 1878: Willy Koch, fotógrafo alemán residente en San Sebastián, pionero de la dinastía fotográfica Koch (f. 1950).
- 1878: Santiago Meabe, político hispano-vizcaíno, pionero de la izquierda nacionalista (f. 1961).
- 1878: Konstantinos Paspatis, tenista griego (f. 1903).

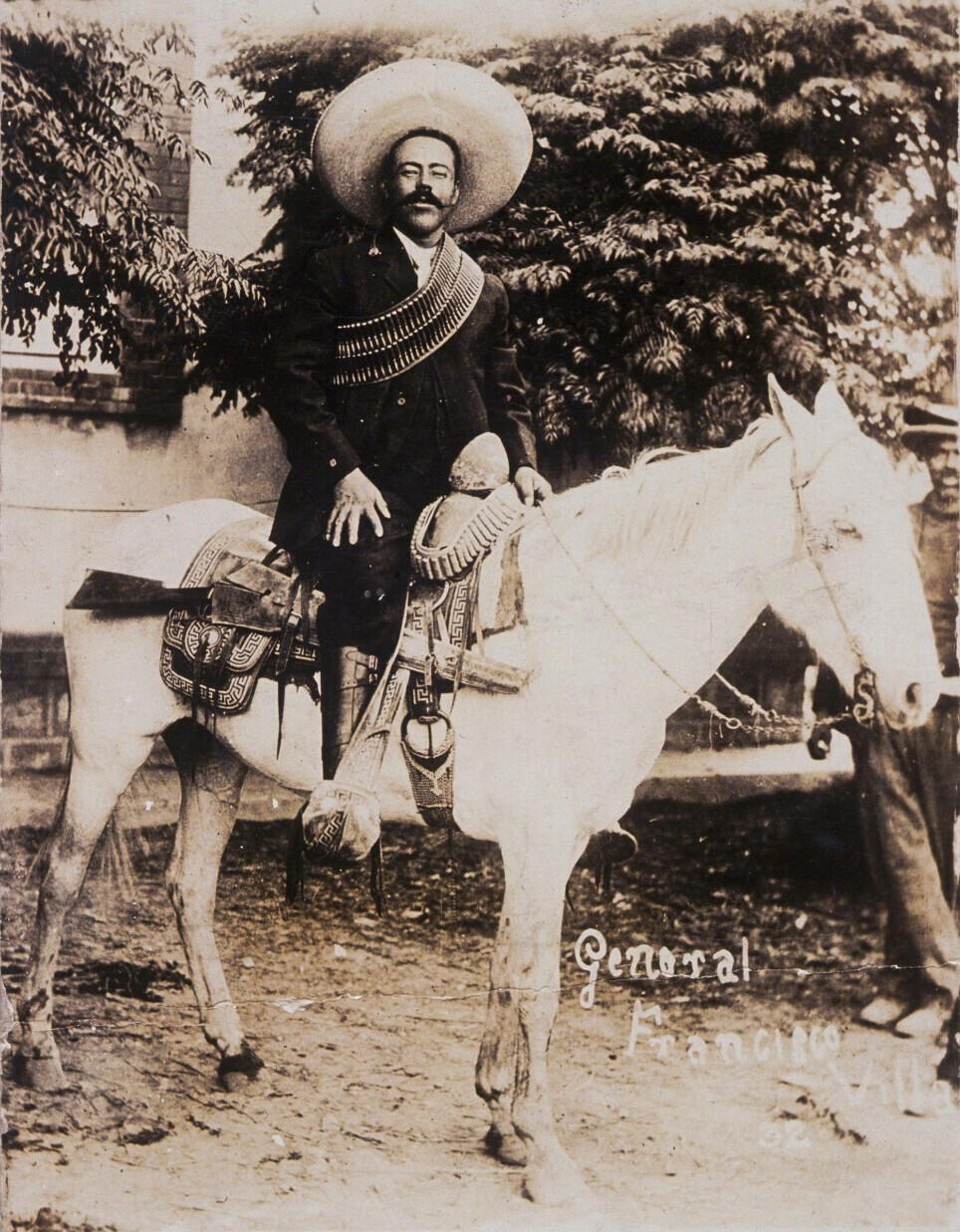
Pancho Villa.

- 1878: Pancho Villa (José Doroteo Arango Arámbula), general y político revolucionario mexicano (f. 1923), gobernador de Chihuahua.
- 1879: Henry Haslam, futbolista británico (f. 1942).
- 1879: Guido Manacorda, traductor germanista e italiano (f. 1965).
- 1879: Robert Mayer, empresario, banquero y filántropo alemán (f. 1985).
- 1879: René Pottier, ciclista de carretera y pistard francés (f. 1907).
- 1879: Marcel Tournier, arpista, compositor y profesor francés (f. 1951).
- 1879: Adolf Wiklund, compositor y director de orquesta sueco (f. 1950).
- 1880: Michail Liber, político ruso (f. 1937).
- 1881: Mariano Bartolucci, compositor y director de orquesta italiano (f. 1976).
- 1881: Axel Wenner-Gren, empresario sueco (f. 1961).
- 1882: Erich Franz Eugen Bracht, ginecólogo y patólogo alemán (f. 1969).
- 1882: Tony Jackson, pianista, cantante y compositor estadounidense de blues y jazz tradicional (f. 1921).
- 1882: August Nagel, diseñador y empresario alemán (f. 1943).
- 1882: Battling Nelson, boxeador danés (f. 1954).
- 1883: Robert Gufflet, marinero francés (f. 1933).

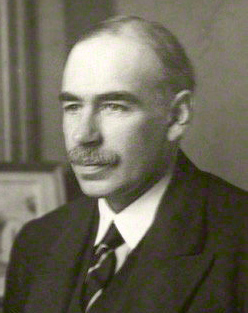
John Maynard Keynes.

- 1883: John Maynard Keynes, economista, filósofo y académico británico-inglés (f. 1946), teórico del Estado benefactor.
- 1883: Paul Swan, actor, bailarín y pintor estadounidense (f. 1972).
- 1883: Mary Helen Young, enfermera británico-escocesa (f. 1945), combatiente de la resistencia antinazi durante la Segunda Guerra Mundial.
- 1883: Gonzalo Zaldumbide, escritor y diplomático ecuatoriano (f. 1965).
- 1884: Dominica Azparren Gil, ama de casa hispano-navarra, militante de la UGT (f. 1936), fusilada por los franquistas durante la guerra civil española.
- 1884: Ralph Benatzky, compositor checo-suizo (f. 1957).
- 1884: Ivy Compton-Burnett, escritora británico-inglesa (f. 1969).
- 1884: John Paul Edwards, fotógrafo estadounidense (f. 1968).
- 1884: Bernhard Goetzke, actor alemán (f. 1964).
- 1884: Frederick Lorz, corredor estadounidense de maratones (f. 1914).
- 1885: Warder Clyde Allee, zoólogo y ecologista estadounidense (f. 1955).
- 1885: Chōsin Chibana, artista marcial japonés (f. 1969).
- 1885: Cyril Holland, británico (f. 1915).
- 1885: Georges Mandel, periodista y político francés (f. 1944).
- 1885: Edward Tritschler, gimnasta y saltador múltiple estadounidense (f. 1963).
- 1886: Kurt Hahn, pedagogo alemán (f. 1974).
- 1886: Harry Heusser, pintor y artista gráfico austríaco (f. 1943).
- 1886: Frank Keaney, entrenador de baloncesto estadounidense (f. 1967).
- 1886: Toivo Mikael Kivimäki, político finlandés (f. 1968).
- 1886: Kenkichi Tomimoto, ceramista japonés (f. 1963).
- 1886: Armand Curly Wright, dramaturgo, guionista y actor italiano (f. 1965).
- 1887: Ruth Benedict, antropóloga estadounidense (f. 1948).
- 1887: Gustavo Reisoli, historiador, escritor y periodista italiano (f. 1955).
- 1888: Max Picard, escritor suizo (f. 1965).
- 1889: Tina Lerner, pianista rusa (f. 1947).
- 1889: Pietro Morando, pintor italiano (f. 1980).
- 1889: Helene Thimig, actriz austríaca (f. 1974).
- 1890: Corinne Barker, actriz estadounidense (f. 1928).
- 1890: Giuseppe Dardanelli, político y abogado italiano (f. 1972).
- 1890: Manuel Pérez Treviño, militar y político mexicano (f. 1945).
- 1890: José Piendibene, futbolista y entrenador uruguayo (f. 1969).
- 1890: Plinio Romaneschi, paracaidista suizo (f. 1950).
- 1891: Albert Dossenbach, militar y aviador alemán (f. 1917).
- 1891: Franco Marinotti, director de negocios y empresario italiano (f. 1966).
- 1891: Hélène Sparrow, médica y microbióloga polaca (f. 1970).
- 1892: Alfredo Cotani, político, partisano y sindicalista italiano (f. 1952).
- 1892: Jaan Kikkas, levantador de pesas estonio (f. 1944).
- 1893: Norberto Almandoz, sacerdote, compositor, organista y crítico musical hispano-vasco (f. 1970).
- 1893: Armando Jordán Alcázar, pintor y cartógrafo boliviano (f. 1982).
- 1893: Karl Fabiunke, general alemán (f. 1980).
- 1893: Luigi Goytre, militar italiano (f. 1943).
- 1893: Heinric Heim, futbolista suizo.
- 1893: Arturo Matte, político y empresario chileno (f. 1980).
- 1894: James Glenn Beall, político estadounidense (f. 1971).
- 1894: Józef Lipski, diplomático polaco (f. 1958).
- 1894: Carmelo Romeo, futbolista italiano.
- 1894: Roy Thomson, editor, académico y aristócrata («1.º barón Thomson de Fleet») canadiense (f. 1976).
- 1894: Giuseppe Tucci, orientalista, explorador e historiador de las religiones italiano (f. 1984).
- 1895: Ali bin Abdullah al-Thani, gobernante catarí (f. 1974).
- 1895: William Boyd, actor y productor estadounidense (f. 1972).
- 1895: Karl Kennepohl, numismático alemán (f. 1958).
- 1895: Heinrich Kreipe, militar alemán (f. 1976).
- 1895: Wilfrid Le Gros Clark, cirujano y paleontólogo británico-inglés (f. 1971).
- 1895: Bice Ligabue, político y partidista italiano (f. 1981).
- 1895: Cecil McMaster, marchador sudafricano (f. 1981).
- 1895: Paul Nemenyi, físico e ingeniero húngaro (f. 1952).
- 1895: William Roberts, militar y pintor británico-inglés (f. 1980).
- 1895: Mladen Žujović, abogado serbio (f. 1969).
- 1896: Edgardo Molteni, ornitólogo italiano (f. 1980).
- 1897: Charles Hartshorne, filósofo estadounidense (f. 2000).
- 1897: Nikolaj Kutuzov, actor soviético (f. 1981).
- 1897: Ramón Peón, director y actor cubano (f. 1971).
- 1897: Francesco Salamone, arquitecto e ingeniero italiano (f. 1959).
- 1898: Salvatore Ferragamo, diseñador italiano de zapatos (f. 1960), fundador de la empresa Salvatore Ferragamo.

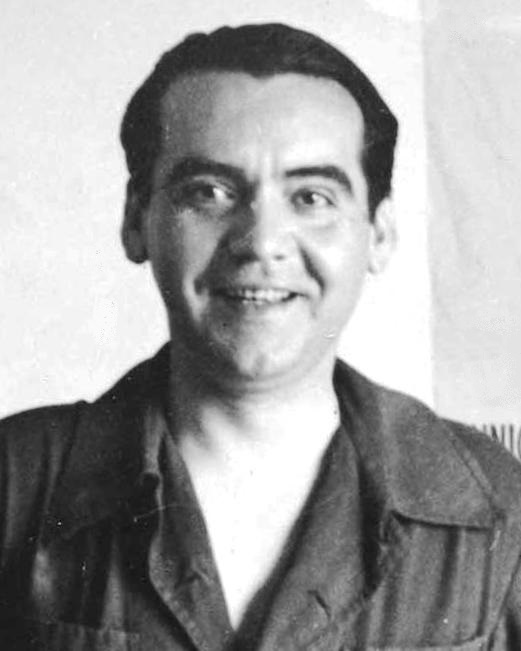
Federico García Lorca.

- 1898: Federico García Lorca, poeta, dramaturgo y director teatral español (f. 1936).
- 1898: Robert Tocquet, parapsicólogo, profesor y escritor francés (f. 1993).
- 1899: Otis Barton, buzo, ingeniero y actor estadounidense (f. 1992), diseñó la batisfera.
- 1899: Theippan Maung Wa, escritor birmano (f. 1942).
- 1900: Garrett Fort, escritor, guionista y dramaturgo estadounidense (f. 1945).
- 1900: Dennis Gabor, ingeniero, físico e inventor húngaro, premio nobel de física en 1971 (f. 1979).
- 1900: Harry Wyld, ciclista de pista británico (f. 1976).
- 1901: Carlo Biotti, magistrado y dirigente deportivo italiano (f. 1977).
- 1901: Carl Joachim Friedrich, politólogo alemán (f. 1984).
- 1901: Amedeo Grillo, boxeador italiano (f. 1979).
- 1901: Arnaldo Morandi, futbolista italiano.
- 1902: Salvatore Cara, político italiano (f. 1988).
- 1902: Georg Kieninger, ajedrecista alemán (f. 1975).
- 1902: Alfredo Muzi, partisano y carabinero italiano (f. 1989).
- 1902: Walter Plunkett, diseñador de vestuario estadounidense (f. 1982).
- 1902: Lavinio Virgili, musicólogo, compositor y director de coro italiano (f. 1976).
- 1902: Ulrich Wieland, alpinista e ingeniero alemán (f. 1934).
- 1903: Adolf Kainz, piragüista austríaco (f. 1948).
- 1903: Ugo Mazzucchelli, anarquista italiano (f. 1997).
- 1903: Carlos Montalbán, actor mexicano (f. 1991).
- 1904: Mario Ciliberto, oficial italiano (f. 1940).
- 1904: Hans Furler, abogado y político alemán (f. 1975).
- 1904: Ugo Rodinò, político italiano (f. 1949).
- 1905: John Abbott, actor británico (f. 1996).
- 1905: Sancho Dávila Fernández, criminal nazi, aristócrata («9.º conde de Villafuente Bermeja») y político falangista español (f. 1972), supervisó las campañas de represión y asesinatos del franquismo.
- 1905: György Deák-Bárdos, compositor, organista y profesor húngaro (f. 1991).
- 1905: Ronnie Dyson, actor y cantante estadounidense (f. 1990).
- 1905: Gina Fasoli, historiadora italiana (f. 1992).
- 1905: Edmon Ryan, actor estadounidense (f. 1984).
- 1906: Rodolfo Batagelj, militar y marinero italiano (f. 1941).
- 1906: Enrico Franco, militar italiano (f. 1941).
- 1906: Cees Leenheer, waterpolo neerlandés (f. 1979).
- 1906: Eraldo Monzeglio, futbolista y entrenador de fútbol italiano (f. 1981).
- 1907: Víctor Avendaño, boxeador argentino (f. 1984).
- 1907: Rudolf Peierls, físico británico (f. 1995).
- 1908: Pedro Arico Suárez, futbolista argentino (f. 1979).
- 1908: Renato Avanzinelli, escultor italiano (f. 1970).
- 1908: Leslie Cliff, patinadora artística británica (f. 1969).
- 1908: Sammy Fajarowicz, ajedrecista alemán (f. 1940).
- 1908: John Russell Fearn, autor británico de ciencia ficción (f. 1960).
- 1908: Launcelot John Goody, arzobispo católico británico (f. 1992).
- 1908: Branislav Hrnjiček, futbolista yugoslavo (f. 1964).
- 1908: Edgar Lederer, bioquímico austríaco (f. 1988).
- 1908: Miangul Jahan Zeb, príncipe paquistaní (f. 1987).
- 1908: Craig Rice, escritor y guionista estadounidense (f. 1957).
- 1908: Franco Rol, piloto italiano de Fórmula 1 (f. 1977).
- 1908: Jean Salomon Simon, militar francés (f. 1945).
- 1908: Pedro Arico Suárez, futbolista canario (f. 1979) expatriado en Argentina, donde desarrolló toda su carrera deportiva.
- 1908: Ernesto Zardini, esquiador combinado nórdico y saltador de esquí italiano (f. 1939).
- 1908: Mikayıl Müşfiq, poeta, traductor y pedagogo azerbaiyano (f. 1938).
- 1909: Edgard Beiner, futbolista suizo (f. 1992).
- 1909: Marion Crawford, educadora británica (f. 1988).
- 1909: Augusto De Cobelli, partisano italiano (f. 1945).
- 1909: Henry Levin, director estadounidense (f. 1980).
- 1910: Burton Jastram, remero estadounidense (f. 1995).
- 1910: Mario Rigatti, aviador y militar italiano (f. 1970).
- 1910: César Socarraz, futbolista peruano (f. 1984).
- 1910: László Székely, futbolista y entrenador húngaro (f. 1969).
- 1910: Herb Vigran, actor estadounidense (f. 1986).
- 1911: Gino Baggiani, futbolista y entrenador de fútbol italiano (f. 1973).
- 1911: Floro Laroma Iezzi, futbolista italiano (n. 1989).
- 1911: Arrigo Morselli, entrenador y futbolista italiano (f. 1977).
- 1911: Armando Oréfiche, compositor y pianista cubano (f. 2000).
- 1911: Luis Reyes Peñaranda, futbolista boliviano (f. 1945).
- 1911: Luigi Strobbe, futbolista italiano (f. 1983).
- 1911: Jiří Taufer, poeta checoslovaco (f. 1986).
- 1911: John C. Woods, militar estadounidense (f. 1950).
- 1912: Dean Amadon, ornitólogo, naturalista y escritor estadounidense (f. 2003).
- 1912: Gregg Barton, actor estadounidense (f. 2000).
- 1912: Eric Hollies, jugador británico-inglés de críquet (f. 1981).
- 1912: Josef Neckermann, caballero alemán (f. 1992).
- 1912: Jean Larrieu, militar hispano-vasco (f. 1969).
- 1912: Walter Plunkett, diseñador de vestuario estadounidense (f. 1982).
- 1912: Roland Schmitt, futbolista francés (f. 1954).
- 1912: Alexandru Todea, arzobispo y cardenal católico rumano (f. 2002).
- 1913: Antonio Cianciullo, militar italiano (f. 1943).
- 1913: George Cummings, futbolista británico-escocés (f. 1987).
- 1913: Peter Doherty, futbolista y entrenador británico-norirlandés (f. 1990).
- 1913: Conrad Marca-Relli, pintor y académico italiano expatriado en Estados Unidos (f. 2000).
- 1913: Joseph Trương Cao Đại, obispo católico vietnamita (f. 1969).
- 1913: Antonio Vellere, aviador y militar italiano (f. 1942).
- 1914: Beatrice de Cardi, arqueóloga y académica británica (f. 2016)
- 1914: Estelle Reiner, actriz y cantante estadounidense (f. 2008).
- 1915: Vojin Bakić, escultor yugoslavo (f. 1992).
- 1915: Miroslav Filipović-Majstorović, religioso y militar croata (f. 1946).
- 1915: Alfred Kazin, crítico literario y ensayista estadounidense (f. 1998).
- 1915: Nam Il, militar y político norcoreano (f. 1976).
- 1915: Paolo Poduje, militar y partisano italiano (f. 1999).
- 1915: Lancelot Lionel Ware, abogado y bioquímico británico-inglés (f. 2000).
- 1915: Bonifacia Zuazola, Boni, jugadora de frontenis hispano-vasco (f. 2012).
- 1915: Lancelot Ware, abogado y bioquímico británico-inglés, cofundador del instituo Mensa (f. 2000).
- 1916: Sid Barnes, jugador australiano de críquet (f. 1973).
- 1916: Eddie Joost, jugador y entrenador de béisbol estadounidense (f. 2011).
- 1917: José Aldunate, sacerdote jesuita chileno (f. 2019), defensor de los derechos humanos durante la dictadura militar de Augusto Pinochet, premio nacional de los Derechos Humanos en 2016.
- 1917: Maurice Duverger, jurista, politólogo y político francés (f. 2014).
- 1917: Alberto Giomo, político italiano (f. 1977).
- 1917: Norival, futbolista brasileño (f. 1988).
- 1917: José Baptista Pinheiro de Azevedo, almirante y político portugués (f. 1983).
- 1917: Sebastiano Sciuti, físico italiano (f. 2016).
- 1918: Theodore Wilbur Anderson, estadístico estadounidense (f. 2016).
- 1918: Umberto Camozzo, futbolista italiano.
- 1918: Mario Fiorentino, arquitecto y urbanista italiano (f. 1982).
- 1919: James C. Fletcher, físico estadounidense (f. 1991).
- 1919: Max Huber, diseñador gráfico y profesor suizo (f. 1992).
- 1919: Veikko Huhtanen, gimnasta finlandesa (f. 1976).
- 1919: Richard Scarry, escritor e ilustrador estadounidense expatriado en Suiza (f. 1994).
- 1920: Albert Decin, ciclista de carretera belga (f. 1994).
- 1920: Jack Manning, dibujante y animador estadounidense (f. 1986).
- 1920: Marion Motley, jugadora y entrenadora estadounidense de fútbol americano (f. 1999).
- 1920: Cornelius Ryan, periodista, escritor e historiador irlandés (f. 1974).
- 1920: Nazareno Taddei, sacerdote, lingüista y director italiano (f. 2006).
- 1921: Zuzu Angel, diseñadora de moda brasileña (f. 1976).
- 1921: Arturo Biagi, futbolista y entrenador de fútbol italiano.
- 1921: Chela Ruiz, actriz argentina (f. 1999).
- 1921: Gérard de Sède, escritor francés (f. 2004).
- 1922: John Gatenby Bolton, astrónomo británico (f. 1993).
- 1922: Juan Calichio, futbolista argentino.
- 1922: Paul Couvret, militar, piloto y político australiano-neerlandés (f. 2013).
- 1922: Ruggero Giovannini, dibujante, ilustrador y pintor italiano (f. 1983).
- 1922: Evaristo Malavasi, futbolista y entrenador de fútbol italiano (f. 2002).
- 1922: Robert Ouédraogo, sacerdote y músico burkinés (f. 2002).
- 1922: Clemente Riva, obispo católico italiano (f. 1999).
- 1922: Emo Roffi, entrenador de fútbol y futbolista italiano (f. 2005).
- 1922: Claudio Ruffini, actor y especialista italiano (f. 1981).
- 1922: Sheila Sim, actriz británico-inglesa (f. 2016).
- 1923: Jorge Daponte, piloto de automovilismo argentino (f. 1963).
- 1923: Vladimir Firm, futbolista yugoslavo (f. 1996).
- 1923: Edith Fischhof Gilboa, periodista y escritora austríaca.
- 1923: Yona Friedman, arquitecto, diseñador y urbanista húngaro (f. 2020).
- 1923: Bertil Haase, pentatleta sueco (f. 2014).
- 1923: Daniel Pinkham, organista y compositor estadounidense (f. 2006).
- 1923: Jesús Rafael Soto, artista plástico venezolano (f. 2005).
- 1924: Carlo Bacarelli, periodista y comentarista deportivo italiano (f. 2010).
- 1924: Corrado Blasetti, dibujante italiano (f. 2011).
- 1924: Geoffrey Chew, físico estadounidense (f. 2019).
- 1924: Art Donovan, jugador estadounidense de fútbol americano y presentador de radio (f. 2013).
- 1924: Alberto Tenenti, historiador italiano (f. 2002).
- 1925: Warren Frost, actor estadounidense (f. 2017).
- 1925: Antonio Giorgetti, futbolista italiano.
- 1925: Boy Gobert, actor alemán (f. 1986).
- 1925: Bill Hayes, actor y cantante estadounidense (f. 2024).
- 1925: Connie Mulder, política sudafricana (f. 1988).
- 1926: Armando Bandini, actor y actor de doblaje italiano (f. 2011).
- 1926: Camillo Cibin, militar y policía italiano (f. 2009).
- 1926: Luigi Corradi, ingeniero italiano.
- 1926: Gurgen Dalibaltayan, general armenio (f. 2015).
- 1926: Daverio Clementino Giovannetti, político y sindicalista italiano (f. 2014).
- 1926: Juan de Thurn y Taxis, aristócrata («11.º príncipe»), hombre de negocios y multimillonario alemán (f. 1990), de la dinastía Thurn y Taxis.
- 1926: Peter George Peterson, empresario, político y banquero estadounidense (f. 2018).
- 1926: Luis Valls Taberner, banquero español (f. 2006).
- 1927: Dan Ekner, futbolista sueco (f. 1975).
- 1927: Fernando Guillamón, futbolista y entrenador de fútbol español (f. 1987).
- 1927: Bob Lochmueller, jugador y entrenador de baloncesto estadounidense (f. 2020).
- 1927: Emilio Tadini, pintor, escritor y poeta italiano (f. 2002).
- 1927: Otto Wolf, checo (f. 1945).
- 1928: André Corboz, profesor suizo (f. 2012).
- 1928: Judy-Joy Davies, nadadora australiana (f. 2016).
- 1928: Ken Hahn, jugador estadounidense de waterpolo (f. 2006).
- 1928: Srđan Kalember, baloncestista y entrenador yugoslavo (f. 2016).
- 1928: Robert Lansing, actor estadounidense (f. 1994).
- 1928: Umberto Maglioli, piloto de automovilismo italiano (f. 1999).
- 1928: Gianfranco Papini, entrenador y futbolista italiano.
- 1928: Adriana Pasquali, abogada y política italiana (f. 2020).
- 1928: Edson Perri, jugador brasileño de waterpolo.
- 1928: Tony Richardson, director y productor de cine británico-inglés (f. 1991).
- 1928: Antonio Taramelli, político italiano (f. 1989).
- 1928: Georg von Waldburg zu Zeil und Trauchburg, príncipe y empresario alemán (f. 2015).
- 1929: Gino Corradini, futbolista, entrenador de fútbol y director deportivo italiano (f. 1992).
- 1930: Peter J. Landin, informático británico (f. 2009).
- 1930: Ursula Lehr, profesora y política alemana (f. 2022).
- 1930: Andrzej Perepeczko, escritor polaco (f. 2023).
- 1930: Vladimir Ivanovič Popov, director y animador soviético (f. 1987).
- 1930: Alifa Rifaat, escritor egipcio (f. 1996).
- 1931: Yves Blais, empresario y político canadiense (f. 1998).
- 1931: David Browning, buceador estadounidense (n. 1956).
- 1931: Jacques Demy, actor, cineasta y guionista francés (f. 1990).
- 1931: Ellen Einan, poetisa noruega (f. 2013).
- 1931: Géza Gulyás, futbolista húngaro (f. 2014).
- 1931: Jerzy Prokopiuk, antropólogo, filósofo, ensayista y traductor polaco (f. 2021).
- 1932: Christy Brown, pintora, escritora y poetisa irlandesa (f. 1981).
- 1932: Giovanni Calegari, futbolista y entrenador de fútbol italiano (f. 2004).
- 1932: Dave Gold, empresario estadounidense (f. 2013), fundador de las tiendas 99 Cents Only Stores.
- 1932: Stanoje Jocić, futbolista yugoslavo.
- 1932: Pete Jolly, pianista, acordeonista y compositor estadounidense (f. 2004).
- 1932: Jaime Llano González, compositor y músico colombiano (f. 2017).
- 1932: Gaston Mercier, remero francés (f. 1974).
- 1932: Mittéï, escritor e ilustrador belga (f. 2001).
- 1932: Robert Maxwell Ogilvie, historiador británico-escocés (f. 1981).
- 1932: Nikolaj Ordnung, jugador y entrenador de baloncesto checoslovaco (f. 2003).
- 1932: Julio Sánchez Padilla, periodista deportivo uruguayo (f. 2020).
- 1932: Juan Carlos Tacchi, futbolista argentino (f. 2007).
- 1932: Khalil Taha, luchador libanés (f. 2020).
- 1933: William Kahan, matemático y científico informático canadiense.
- 1933: Jimmy T. Murakami, animador y director estadounidense (f. 2014).
- 1933: Bata Živojinović, actor y político serbio (f. 2016).
- 1934: Iskander Khamraev, cineasta soviético-usbeko (f. 2009).
- 1934: Vilhjálmur Einarsson, atleta de triple salto, pintor y educador islandés (f. 2019).
- 1934: Antoine Faivre, historiador francés de las religiones (f. 2021).
- 1934: Bill Moyers, periodista estadounidense, 13.º secretario de prensa de la Casa Blanca.
- 1935: Francesco Aguzzoli, entrenador de fútbol y futbolista italiano (f. 2019).
- 1935: Helmut Benthaus, futbolista y entrenador de fútbol alemán.
- 1935: Brian Green, futbolista y entrenador británico-inglés (f. 2012).
- 1935: Anne Pashley, velocista británica (f. 2016).
- 1935: Ernest Levonovič Pogosjanc, compositor de ajedrez soviético (f. 1990).
- 1936: Ivo Stefanoni, remero italiano.
- 1937: Gonzalo di Borbone-Dampierre, aristócrata («duque») italiano (f. 2000).
- 1937: Hélène Cixous, escritora, poetisa, dramaturga, crítica literaria y ensayista francesa.
- 1937: Mark Danilovič Osep'jan, director soviético.
- 1937: Roberto Pontremoli, empresario y activista italiano.
- 1937: Oddvar Richardsen, futbolista noruego (f. 1997).
- 1937: Faustino Sainz Muñoz, arzobispo católico español (f. 2012).
- 1937: Bruno Tosoni, criminal italiano.
- 1938: Moira Anderson, cantante británico-escocesa.
- 1938: Alberto Baldan Bembo, multiinstrumentista, arreglista y compositor italiano (f. 2017).
- 1938: Karin Balzer, vallista alemana (f. 2019).
- 1938: Massimo Belardinelli, dibujante italiano (f. 2007).
- 1938: Bernard Brochand, político francés (f. 2025).
- 1938: Francesco De Lorenzo, bioquímico y político italiano.
- 1938: Alberto Diego, futbolista argentino.
- 1938: Franco Federici, bajo italiano (f. 2013).
- 1938: Roy Higgins, jockey australiano (f. 2014).
- 1938: David Koloane, artista y galerista sudafricano (f. 2019).
- 1938: Co Prins, futbolista y entrenador de fútbol neerlandés (f. 1987).
- 1938: Christiane Vlassi, bailarina francesa.
- 1938: Josselin de Rohan, político y aristócrata francés.
- 1939: Joe Clark, periodista y político canadiense, 16.º primer ministro de Canadá.
- 1939: Margaret Drabble, novelista, crítica literaria y biógrafa británico-inglesa.
- 1939: Fabio Finocchiaro, ajedrecista italiano.
- 1939: Bruno Gaburro, director y guionista italiano.
- 1939: Nicole Robert, jugadora de baloncesto francesa.
- 1939: Jack Turner, baloncestista estadounidense (f. 2013).
- 1939: Pongsri Woranuch, cantante y músico tailandés (f. 2025).
- 1939: LR Wright, escritor canadiense (f. 2001).
- 1939: Franz Wöhrer, árbitro de fútbol austríaco.
- 1940: Dante Canè, boxeador italiano (f. 2000).
- 1940: Jiang Xingquan, jugador y entrenador de baloncesto chino.
- 1940: Imre Komora, futbolista y entrenador de fútbol húngaro (f. 2024).

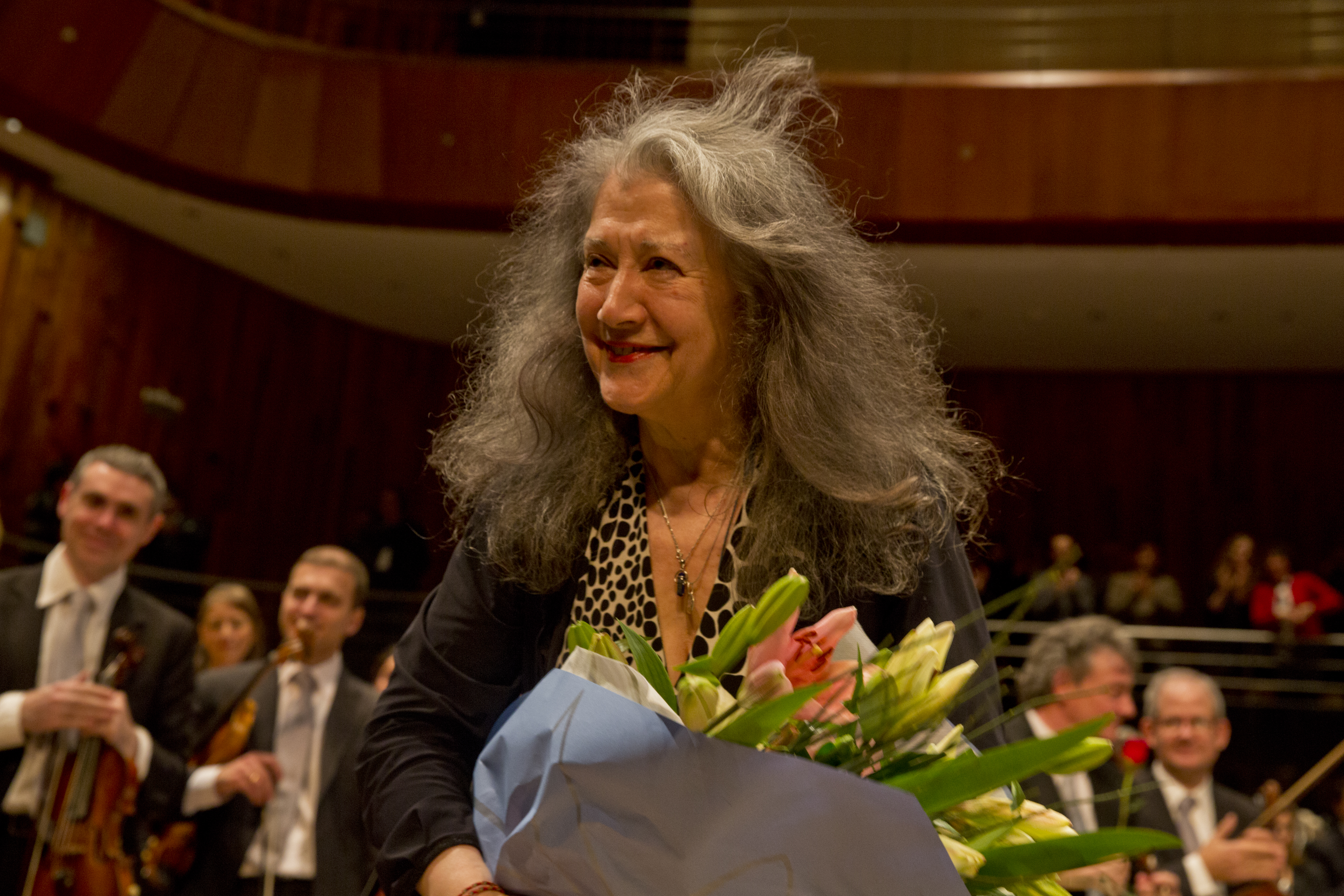
Martha Argerich.

- 1941: Martha Argerich, pianista argentina.
- 1941: Barbara Brylska, actriz polaca.
- 1941: Erasmo Carlos, cantante y compositor brasileño de música popular (f. 2022).
- 1941: Spalding Gray, escritor, actor, monologuista, guionista y dramaturgo estadounidense (f. 2004).
- 1941: Hartmut Heidemann, futbolista alemán (f. 2022).
- 1941: Robert K. Kraft, ejecutivo de negocios y gerente deportivo estadounidense.
- 1941: John Lawlor, actor estadounidense (f. 2025).
- 1941: Gudrun Sjödén, diseñadora sueca.
- 1941: Stuart Watkins, exjugador británico-galés de rugby.
- 1942: Luciano Canfora, filólogo clásico italiano, erudito e historiador griego.
- 1942: Gianni Manganelli, director y guionista italiano (f. 2016).
- 1942: Ivan Novák, futbolista checoslovaco (f. 2024).
- 1942: Teodoro Obiang Nguema, teniente, político y dictador ecuatoguineano, 2.º presidente de Guinea Ecuatorial.
- 1942: Erich Trapp, bizantinista austríaco.
- 1942: Una Chi, escritora, germanista y traductora italiana (f. 2021).
- 1943: Max Berrú, percusionista y cantante ecuatoriano (f. 2018).
- 1943: Hermes Binner, médico y político argentino (f. 2020), intendente de Rosario y gobernador de la provincia de Santa Fe, dirigente del Partido Socialista (de tendencia socialdemócrata), crítico de posturas socialistas revolucionarias tradicionales.
- 1943: Massimo Carmassi, arquitecto, diseñador y restaurador italiano.
- 1943: Franco Dori, futbolista italiano (f. 1987).
- 1943: Michele Guardì, director de televisión italiano, autor de televisión y personalidad televisiva.
- 1943: Kim Tai-chung, actor, artista marcial y empresario surcoreano (f. 2011).
- 1943: Willem Kroesbergen, clavecinista neerlandés.
- 1943: Tony Millington, futbolista británico-galés (f. 2015).
- 1943: Jaak Panksepp, psicólogo y neurocientífico estadounidense (f. 2017).
- 1943: Abraham Viruthakulangara, Arzobispo Católico Romano de Nagpur, Maharashtra, India (f. 2018).
- 1944: Jim Andrew Brogan, futbolista británico-escocés (f. 2018).
- 1944: Massimo Cacciari, filósofo, ensayista y político italiano.
- 1944: Whitfield Diffie, criptógrafo y académico estadounidense.
- 1944: Jerardo Elortza, activista en lengua vasca, etnógrafo, lingüista, historiador y escritor hispano-vasco.
- 1944: Juan Fabila Mendoza, boxeador mexicano.
- 1944: Chris Finnegan, boxeador británico (f. 2009).
- 1944: Walter Hudson, showman y editor estadounidense (f. 1991).
- 1944: Jon Kabat-Zinn, biólogo y escritor estadounidense.
- 1944: Lis Nilheim, actriz sueca (f. 2025).
- 1944: Giuseppe Santonico, futbolista italiano (f. 2024).
- 1944: Wanderléa (Wanderléa Charlup Boere Salim), presentadora de televisión, cantante, compositora e instrumentista brasileña.
- 1944: Colm Wilkinson, tenor irlandés.
- 1945: John Carlos, corredor y futbolista estadounidense.
- 1945: Francesco Chimenti, futbolista italiano.
- 1945: June Gable, actriz estadounidense.
- 1945: André Lacroix, jugador y entrenador canadiense-estadounidense de hockey sobre hielo.
- 1945: Wladimiro Panizza, ciclista de carretera y ciclocrós italiano (f. 2002).
- 1946: Carlos Capdevila, médico, militar, torturador y asesino argentino (f. 2025); falleció en prisión, donde estuvo recluido desde 2018.[5]
- 1946: Benito Castro, músico, cantante, compositor, actor, imitador y comediante mexicano (f. 2023).
- 1946: Elio Catania, empresario y funcionario público italiano.
- 1946: John Du Cann, guitarrista británico-inglés (f. 2001).
- 1946: Volker Eckstein, actor alemán (f. 1993).
- 1946: Bob Grant, jugador australiano de rugby league.
- 1946: Patrick Head, ingeniero y empresario británico-inglés, cofundador de Williams F1.
- 1946: Stefania Sandrelli, actriz italiana.
- 1946: Helio Vera, escritor, abogado, editorialista y periodista paraguayo (f. 2008).
- 1947: Laurie Anderson, artista de performance, cantautora y violinista estadounidense.
- 1947: Michele Campanella, pianista italiano.
- 1947: Tom Evans, cantautor y guitarrista británico-inglés (f. 1983), miembro de la banda Badfinger.
- 1947: David Hare, director, dramaturgo y guionista británico-inglés.
- 1947: Jack-Alain Léger, escritor, traductor y músico francés (f. 2013).
- 1947: Maurice Martens, futbolista belga.
- 1947: Alejandro Michelena, escritor y periodista uruguayo.
- 1947: Freddie Stone, cantante, guitarrista y pastor estadounidense.
- 1948: Adriano Banelli, futbolista italiano.
- 1948: Gail Davies, cantautora estadounidense.
- 1948: María Leal, actriz argentina.
- 1948: Ryszard Lenczewski, director de fotografía polaco.
- 1948: Luigino Scricciolo, periodista, político y sindicalista italiano (f. 2009).
- 1949: José Luis Barreiro, politólogo, político y catedrático español-gallego.
- 1949: Krasimira Bogdanova, jugadora de baloncesto búlgara (f. 1992).
- 1949: Neusa Maria Eleutério Camargo, jugadora de baloncesto brasileña.
- 1949: Tommy Eyre, tecladista británico (f. 2001).
- 1949: Ken Follett, novelista británico-galés.
- 1949: Elizabeth Gloster, abogada y jueza británico-inglesa.
- 1949: Guts Ishimatsu, boxeador y actor japonés.
- 1949: Mariasun Landa, escritora hispano-vasco.
- 1949: Susan Lee Lindquist, bióloga estadounidense.
- 1949: Rodolfo Manzo, futbolista peruano.
- 1949: Roberto Quercia, baloncestista italiano.
- 1949: Alexander Scrymgeour, aristócrata («12.º conde de Dundee») y político británico-escocés.
- 1950: Daniel von Bargen, actor estadounidense (f. 2015).
- 1950: Adrian Cosma, balonmanista rumano (f. 1996).
- 1950: Ronnie Dyson, cantante y actor estadounidense (f. 1990).
- 1950: Francisco Javier Etxebarria, exfutbolista vizcaíno.
- 1950: Washington Joseph, baloncestista brasileño.
- 1950: Ho Chung Tao, actor y artista marcial taiwanés.
- 1950: Bruce Le, actor y artista marcial birmano.
- 1950: Ignacio Olábarri Gortázar, historiador y catedrático emérito hispano-vasco de Historia contemporánea (f. 2024), catedrático de la Universidad de Navarra.
- 1950: Malcolm Sinclair, actor británico-inglés.
- 1950: Tala Ventura (José Pablo Ventura), dirigente estudiantil peronista y activista revolucionario argentino (f. 1977), miembro de Montoneros, desaparecido por la dictadura cívico-militar argentina.
- 1950: Leonel Godoy Rangel, político mexicano.
- 1950: Abraham Sarmiento, Jr., periodista y activista filipino (f. 1977).
- 1950: Cesare Viganò, empresario y director deportivo italiano.
- 1951: Ellen Foley, cantante y actriz estadounidense.
- 1951: Marietta Giannakou, política griega (f. 2022).
- 1951: Mark Harelik, actor y dramaturgo estadounidense.
- 1951: Silvio Longobucco, futbolista italiano (f. 2022).
- 1951: Jean-Luc Monschau, jugador y entrenador de baloncesto francés.
- 1951: Suze Orman, asesora financiera, presentadora de televisión y escritora estadounidense.
- 1951: Gaetano Sateriale, político, sindicalista y ensayista italiano.
- 1951: Manuel José Tavares Fernandes, futbolista y entrenador de fútbol portugués (f. 2024).
- 1952: Umberto Barberis, entrenador de fútbol y futbolista suizo.
- 1952: Pierre Bruneau, periodista y presentador de noticias canadiense.
- 1952: Renato Carettoni, baloncestista y entrenador suizo (f. 2024).
- 1952: Luigi Danova, futbolista y entrenador italiano.
- 1952: Carole Fredericks, cantante estadounidense (f. 2001).
- 1952: Dino Frisullo, activista, político y periodista italiano (f. 2003).
- 1952: Michael Gerard Duca, obispo católico estadounidense.
- 1952: László Makra, climatólogo húngaro.
- 1952: Helmuth Markov, político alemán.
- 1952: Nicko McBrain, baterista y compositor británico-inglés, de la banda Iron Maiden.
- 1952: Carl St. Clair, director de orquesta estadounidense.
- 1952: Robert Van Voorst, teólogo y erudito bíblico estadounidense.
- 1952: Daniel B. Wallace, erudito bíblico estadounidense.
- 1952: José Zugasti, escultor e ilustrador hispano-vasco (f. 2024).
- 1953: Susie Atwood, nadadora estadounidense.
- 1953: Ton Bakhuis, futbolista y jugador neerlandés de fútbol sala (f. 2020).
- 1953: Michael Dinner, director y productor de televisión estadounidense.
- 1953: Eduardo Estrella, político dominicano.
- 1953: Michael Geffert, astrónomo alemán.
- 1953: Ranieri Guerra, médico italiano.
- 1953: Kathleen Kennedy, productora estadounidense de cine, cofundadora de la empresa cinematográfica Amblin Entertainment.
- 1953: Mohammad Mayeli Kohan, futbolista y entrenador de fútbol iraní.
- 1953: José Luis Rugamas, futbolista y entrenador salvadoreño.
- 1953: Osvaldo Santos, futbolista argentino.
- 1953: Jean-Michel Sénégal, exjugador y entrenador de baloncesto francés.
- 1954: Julio César Arzú, futbolista y entrenador hondureño.
- 1954: Franco Bernini, guionista y director italiano.
- 1954: Haluk Bilginer, actor turco.
- 1954: Gregorio Dell'Anna, político italiano.
- 1954: Alejandro De Michele, músico y compositor argentino de rock (f. 1983), miembro del dúo Pastoral; fallecido en un accidente de tránsito.
- 1954: Ludwik Dorn, político polaco (f. 2022).
- 1954: Peter Erskine, baterista estadounidense.
- 1954: Ernie Ewert, tenista australiano.
- 1954: Flavio Giovenale, obispo católico italiano.
- 1954: Yuriy Lykov, esgrimista soviético.
- 1954: Antonio Maria Magro, actor, director y guionista italiano.
- 1954: Alberto Malesani, futbolista y entrenador italiano.
- 1954: Steven Meisel, fotógrafo estadounidense.
- 1954: Phil Neale, jugador de críquet, entrenador y mánager británico-inglés.
- 1954: Nancy Stafford, actriz, modelo, presentadora de televisión y escritora estadounidense.
- 1954: Jonathan Zacks, baloncestista israelí (f. 2005).
- 1955: Osvaldo Artaza, médico chileno.
- 1955: Claudio Dentes, guitarrista, arreglista y productor discográfico italiano.
- 1955: Edinho (Edino Nazaret Filho), futbolista y entrenador brasileño.
- 1955: Aldo Ermano, baloncestista italiano.
- 1955: José França, futbolista, director deportivo y entrenador brasileño.
- 1955: Salvo Fundarotto, fotoperiodista italiano (f. 2011).
- 1955: Régis Jauffret, escritor y dramaturgo francés.
- 1955: Leonardo Martinello, político italiano.
- 1955: Billy McKinney, baloncestista estadounidense, entrenador de baloncesto y director deportivo.
- 1955: Polo Montañez, cantante cubano (f. 2002).
- 1955: Roberto Mura, político italiano.
- 1955: Edino Nazareth Filho, futbolista y entrenador brasileño.
- 1955: Hervé This, químico francés.
- 1956: Richard Butler, cantante, compositor y pintor británico-inglés.
- 1956: Salvatore Joseph Cordileone, arzobispo católico estadounidense.
- 1956: Chris Dorst, jugador estadounidense de waterpolo.
- 1956: Kenny G, saxofonista, compositor y productor estadounidense de música pop.
- 1956: Martin Koopman, futbolista, entrenador y director deportivo neerlandés.
- 1956: Marco León, político italiano.
- 1956: Takīs Maurīs, futbolista chipriota.
- 1956: Roger Michell, director británico (f. 2021).
- 1956: Nick Saviano, entrenador de tenis estadounidense y tenista.
- 1956: Richard Searfoss, astronauta estadounidense (f. 2018).
- 1956: Maarten van Severen, diseñador y arquitecto belga (f. 2005).
- 1956: Mike Zimmer, entrenador de fútbol americano.
- 1957: Gaetano Amato, actor, escritor y político italiano.
- 1957: Nacho Canut, bajista y compositor español.
- 1957: Fernando Giancotti, general italiano.
- 1957: José María Gil Tamayo, arzobispo católico español.
- 1957: Luigi Lucarelli, político italiano.
- 1957: Enrico Ruggeri, cantautor, presentador de radio y presentador de televisión italiano.
- 1957: Scott Waara, actor estadounidense.
- 1958: Graham Barber, árbitro de fútbol británico-inglés.
- 1958: Geoff Dyer, escritor británico.
- 1958: Enid Greene, política y abogada estadounidense.
- 1958: Beth Hall, actriz estadounidense.
- 1958: Avigdor Lieberman, político moldavo-israelí, vice primer ministro de Israel.
- 1958: Robert Nemeth, corredor de media distancia austríaco (f. 2015).
- 1958: Luisa Regimenti, médica y política italiana.
- 1958: Ahmed Abdallah Mohamed Sambi, empresario y político comorense, presidente de Comoras.
- 1958: Eric Strobel, jugador estadounidense de hockey sobre hielo.
- 1958: Nicolas Thévenin, arzobispo católico francés.
- 1959: Bill Dugan, jugador estadounidense de fútbol americano.
- 1959: Mark Ella, jugador y entrenador australiano de rugby.
- 1959: Neena Gupta, actriz india.
- 1959: Rob Harrison, corredor de media distancia británico.
- 1959: Małgorzata Kubiak, jugadora de baloncesto polaca.
- 1959: Francesco Mora, filósofo e historiador de la filosofía italiano (f. 2022).
- 1959: Jorge Eduardo Scheinig, arzobispo católico argentino.
- 1959: Werner Schildhauer, corredor alemán de media distancia.
- 1959: Jesper Worre, ciclista de carretera y de pista danés.
- 1960: Kerem Alışık, actor turco.
- 1960: Mourad Boudjellal, editor y director deportivo francés.
- 1960: Andoni Cedrún, futbolista hispano-vasco.
- 1960: Paulo Comelli, entrenador de fútbol brasileño.
- 1960: Claire Fox, escritora, política y académica británico-inglesa.
- 1960: Leslie Hendrix, actriz estadounidense.
- 1960: James Isaac, director y artista de efectos especiales estadounidense (f. 2012).
- 1960: Rob Kaman, kickboxer y thaiboxer neerlandés (f. 2024).
- 1960: Margo Lanagan, escritora australiana.
- 1960: Roberto Molina, marinero español.
- 1960: Mirco Paganelli, futbolista italiano.
- 1960: Jo Prestia, kickboxer y actor italiano.
- 1960: Morris Strode, tenista estadounidense (f. 2021).
- 1960: Paul Taylor, guitarrista y tecladista estadounidense.
- 1961: Libe Agirre, periodista vizcaíno, autor de Euskaltzain es un crisol de culturas.
- 1961: Anke Behmer, heptatleta alemana de Alemania Oriental.
- 1961: Mary Kay Bergman, actriz estadounidense de doblaje (f. 1999).
- 1961: Anthony Burger, cantante y pianista estadounidense (f. 2006).
- 1961: Stefano Buschini, director de coro italiano.
- 1961: Francesco Casoli, político y empresario italiano.
- 1961: Aldo Costa, ingeniero italiano.
- 1961: Fernando Iwasaki, escritor peruano.
- 1961: Ramesh Krishnan, tenista y entrenador indio.
- 1961: Kjetil Osvold, futbolista noruego.
- 1961: Linda Siegel, tenista estadounidense.
- 1961: Robert Wilson, futbolista británico-inglés.
- 1962: Buck Angel, actor pornográfico estadounidense.
- 1962: Astrid de Bélgica, aristócrata («princesa») pretendiente al trono del Reino de Bélgica.
- 1962: Ken Hudson Campbell, actor de voz y actor estadounidense.
- 1962: Milton Cortez, actor y cantante boliviano.
- 1962: Federico De Robertis, músico, compositor y productor discográfico italiano.
- 1962: Jeff Garlin, actor, comediante, actor de doblaje, director y guionista estadounidense.
- 1962: Piero Guerrera, escritor, autor de televisión y guionista italiano.
- 1962: Elisa Helin, jugadora de baloncesto finlandesa.
- 1962: Alessandra Korompay, actriz de doblaje y actriz italiana.
- 1962: Andreas Letz, levantador de pesas alemán.
- 1962: Fedra López, actriz y modelo argentina.
- 1962: Tõnis Lukas, historiador y político estonio, 34.º ministro de Educación de Estonia.
- 1962: Siria Magri, periodista italiana.
- 1962: Petr Vrabec, futbolista checo.
- 1963: Choi Kwang-ji, futbolista surcoreano.
- 1963: Dalcio Giovagnoli, futbolista y entrenador argentino.
- 1963: Huang Long, jugador chino de waterpolo.
- 1963: Alonzo Mitz, jugador estadounidense de fútbol americano.
- 1963: Daniele Nuccetelli, actor y director de teatro italiano.
- 1963: Vincenzo Onorato, futbolista italiano.
- 1963: Karl Sanders, cantante, guitarrista y bajista estadounidense.
- 1963: Maurizio Setti, empresario y director deportivo italiano.
- 1963: Karen Sillas, actriz estadounidense.
- 1963: Stefania Simova, lanzadora de disco búlgara.
- 1963: Sandra Teolato, jugadora de baloncesto, directora deportiva y gestora pública italiana.
- 1963: Jorge Van Rankin, actor y conductor mexicano.
- 1964: Aggrey Chiyangi, futbolista y entrenador de Zambia.
- 1964: Lisa Cholodenko, directora y guionista estadounidense.
- 1964: Flavia Fratello, periodista y presentadora de televisión italiana.
- 1964: Lyn Jones, jugador y entrenador británico-galés de rugby union.
- 1964: Rémy Lécluse, alpinista y esquiador de montaña francés (f. 2012).
- 1964: Augustin Matata Ponyo, político de la República Democrática del Congo.
- 1964: Rick Riordan, escritor estadounidense.
- 1964: Santo Torrisi, militar italiano.
- 1965: Vidar Bahus, futbolista noruego.
- 1965: Tyler Bates, músico, compositor y productor discográfico estadounidense.
- 1965: Michael E. Brown, astrónomo y escritor estadounidense.
- 1965: Patricia Ceysens, política belga.
- 1965: Dino Dini, autor británico de videojuegos.
- 1965: Dave Grossman, autor y diseñador de videojuegos estadounidense.
- 1965: Allan Guthrie, escritor y columnista británico.
- 1965: Irina Kusakina, corredora de trineo rusa.
- 1965: Shane Mackinlay, obispo católico australiano.
- 1965: Sandrine Piau, soprano francesa.
- 1965: Bob Richards, baterista y compositor británico.
- 1965: Alfie Turcotte, jugador estadounidense de hockey sobre hielo.
- 1965: Wang Yuping, baloncestista chino.
- 1966: Raphael Bostic, economista estadounidense.
- 1966: Christian Gilardi, flautista, compositor y editor suizo.
- 1966: Grgica Kovač, futbolista y entrenador croata.
- 1966: Lee Sang-gi, esgrimista surcoreano.
- 1966: Michael McCarthy, actor y cantante irlandés de teatro musical.
- 1966: Mark Schwahn, guionista y director estadounidense.
- 1966: Karen Strassman, actriz de doblaje estadounidense.
- 1967: Alessandro Aimar, velocista italiano.
- 1967: Sergej Babkov, jugador y entrenador de baloncesto ruso (f. 2023).
- 1967: Jacek Bednarz, futbolista polaco.
- 1967: Matt Bullard, baloncestista estadounidense.
- 1967: Antonella Collini, jugadora de baloncesto italiana.
- 1967: Joe DeLoach, velocista estadounidense.
- 1967: Raúl González, boxeador cubano.
- 1967: Chrissy Houlahan, política estadounidense.
- 1967: Belsy Laza, levantadora de pesas cubana.

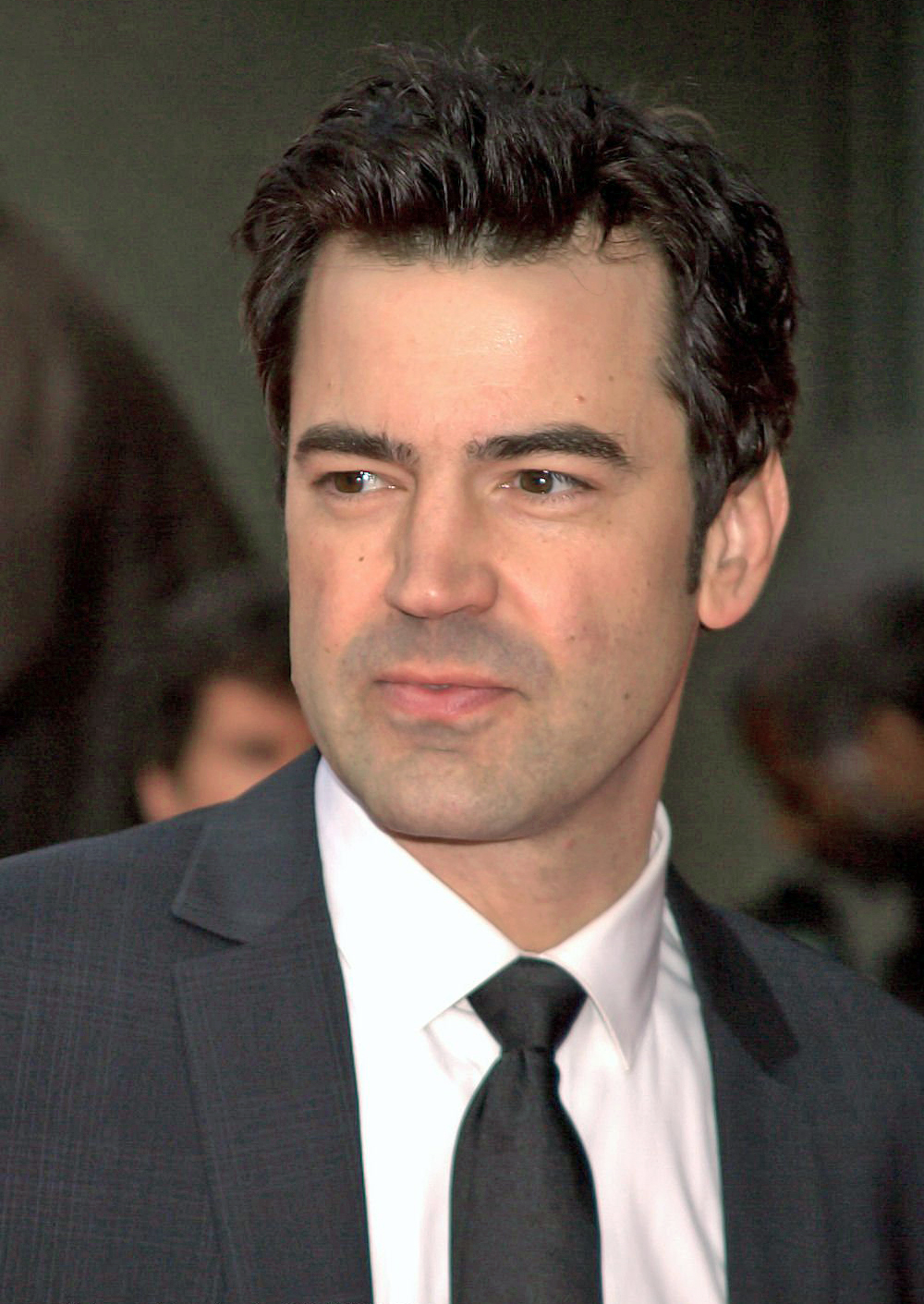
Ron Livingston.

- 1967: Ron Livingston, actor estadounidense.
- 1967: Pablo Lunati, árbitro de fútbol argentino.
- 1967: Yves Rodier, dibujante canadiense.
- 1967: Patrick Staub, esquiador alpino suizo.
- 1968: Xavier Aguado, futbolista español.
- 1968: Akifumi Yamazaki, baloncestista japonés.
- 1968: Sandra Annenberg, periodista, presentadora de televisión y actriz brasileña.
- 1968: Aureliu Ciocoi, diplomático y político moldavo.
- 1968: Massimo De Donato, periodista italiano.
- 1968: Giancristiano Desiderio, periodista y escritor italiano.
- 1968: Lee Dorrian, cantante y productor discográfico británico.
- 1968: Mariano Fioravanti, futbolista italiano.
- 1968: Mel Giedroyc, actriz, presentadora de televisión y presentadora de radio británica.
- 1968: Richard Golz, futbolista y entrenador alemán.

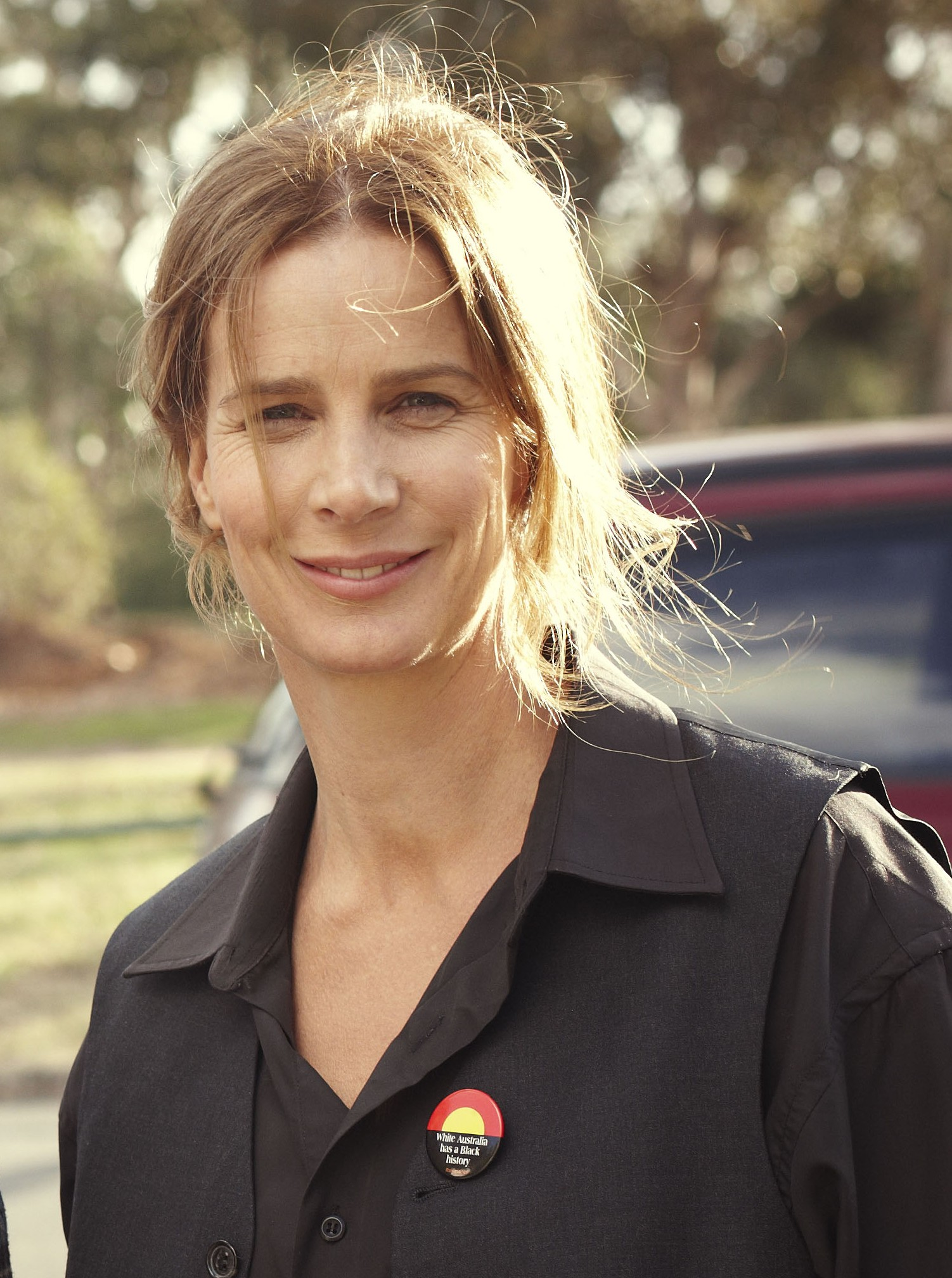
Rachel Griffiths

- 1968: Rachel Griffiths, actriz australiana.
- 1968: Joseba Larrinaga, deportista paralímpico hispano-vasco (f. 2013).
- 1968: Percy Olivares, futbolista peruano.
- 1968: Mario Palmaro, ensayista italiano (f. 2014).
- 1968: Gabriela Radice, periodista y conductora argentina de radio y televisión.
- 1968: Marc Rieper, futbolista danés.
- 1968: Dalton Tagelagi, político y deportista niueano.
- 1968: Ed Vaizey, abogado y político británico-inglés, ministro de Cultura, Comunicaciones e Industrias Creativas.
- 1968: Yuka Harada, jugadora de baloncesto japonesa.
- 1968: Fabio Zuffanti, escritor y músico italiano.
- 1969: Marixa Balli, actriz, cantante y vedette argentina.
- 1969: Christian Boeving, modelo y actor estadounidense.
- 1969: Harrison Chongo, futbolista zambiano (f. 2011).
- 1969: Mimmo Dany, cantautor y actor italiano.
- 1969: Danny Lux, compositor estadounidense.
- 1969: Brian McKnight, cantante, compositor, cantautor, productor discográfico y actor estadounidense.
- 1969: Besnik Prenga, futbolista y entrenador albanés.
- 1969: Marina Rei, cantautora, percusionista y baterista italiana.
- 1969: Ric Savage, luchador estadounidense.
- 1970: Stephen J. Anderson, animador y guionista estadounidense.
- 1970: Andrea Deflorio, futbolista italiano.
- 1970: Friedemann Friese, autor de juegos alemán.
- 1970: Víctor García, cantante español de rock, de la banda Warcry.
- 1970: Martín Gelinás, jugador y entrenador canadiense de hockey sobre hielo.
- 1970: Kōji Noguchi, futbolista japonés.
- 1970: Darko Lorencin, político croata.
- 1970: Eammon Loughran, boxeador británico.
- 1970: Andrej Miklavc, esquiador alpino esloveno.
- 1970: Michele Monti, yudoca italiana (f. 2018).
- 1970: Claus Norreen, músico y productor discográfico danés.
- 1971: Francisco Gabriel de Anda, futbolista mexicano.
- 1971: Maro Balić, jugador croata de waterpolo.
- 1971: Emy Coligado, actriz estadounidense.
- 1971: Grisel Herrera, exbaloncestista cubana.
- 1971: Rolf Huser, ciclista de ruta suizo.
- 1971: Iñigo Larrainzar, futbolista español-navarro.
- 1971: Susan Lynch, actriz británico-norirlandesa.
- 1971: Alex Mooney, político estadounidense.
- 1971: Samuele Schiavina, ciclista de ruta italiano (f. 2016).
- 1971: Carlo Scipioni, actor de doblaje y director de doblaje italiano.

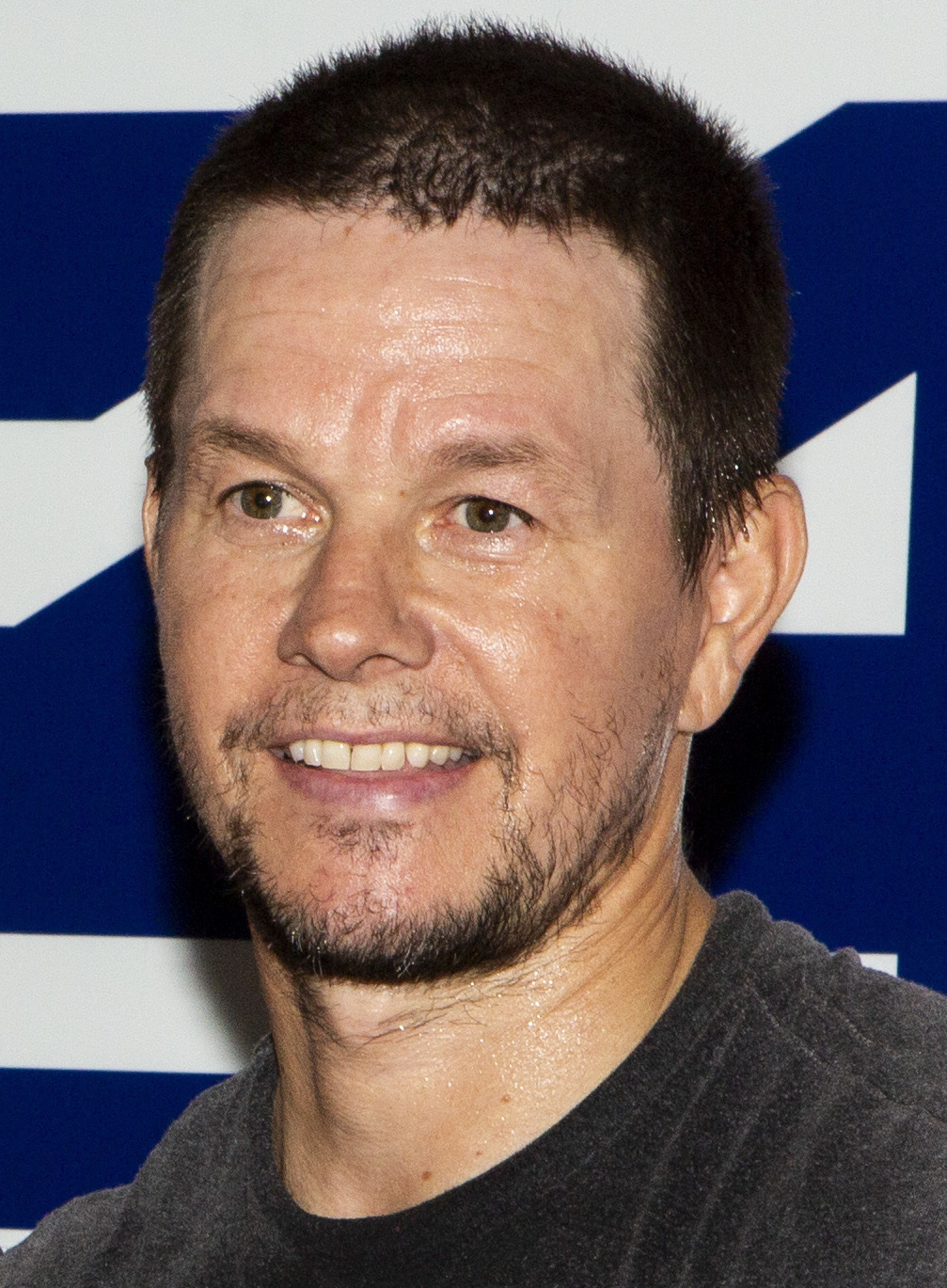
Mark Wahlberg.

- 1971: Mark Wahlberg, modelo, actor, productor de cine y rapero estadounidense.
- 1971: Eske Willerslev, antropólogo y biólogo danés, hermano gemelo de Rane Willerslev.
- 1971: Rane Willerslev, antropólogo danés, hermano gemelo de Eske Willerslev.
- 1971: Zé Ricardo, entrenador de fútbol brasileño.
- 1972: Yogi Adityanath, sacerdote y político indio.
- 1972: Mike Bucci, luchador estadounidense.
- 1972: Sophie Dusautoir Bertrand, esquiadora de montaña andorrana.
- 1972: Johan Kobborg, bailarín, coreógrafo y director artístico danés.
- 1972: Amy Kohn, compositora, cantautora y pianista estadounidense.
- 1972: Paweł Kotla, director de orquesta y académico polaco.
- 1972: Yurij Mel'nichenko, luchador kazajo.
- 1972: Rosario Palazzolo, escritora, actriz y directora teatral italiana.
- 1972: Toni Pearen, cantante y actriz australiana.
- 1973: Josu Andueza, remero hispano-vasco.
- 1973: Elena Azarova, nadadora sincronizada rusa.
- 1973: Lamon Brewster, boxeador estadounidense.
- 1973: Vjačeslavs Duhanovs, pentatleta letón.
- 1973: Jean-Marc Edouard, jugador francés de fútbol playa.
- 1973: Daniel Gildenlöw, cantautor, multiinstrumentista y compositor sueco, de la banda Pain of Salvation.
- 1973: Jan Jílek, árbitro de fútbol checo.
- 1973: Andy McLaren, futbolista británico-escocés.
- 1973: Galilea Montijo, actriz, personalidad de televisión y presentadora de televisión mexicana.
- 1973: Gella Vandecaveye, yudoca belga.
- 1973: Raphael Zuber, arquitecto suizo.
- 1974: Chad Allen, actor estadounidense.
- 1974: João Paulo Brito, futbolista portugués.
- 1974: Barbara Ciszewska-Andrzejewska, esgrimista polaca.
- 1974: Giona Cividino, velocista y bobsledder italiana.
- 1974: Mervyn Dillon, jugador trinitense de críquet.
- 1974: Scott Draper, tenista y golfista australiano.
- 1974: Matteo Guardalben, futbolista italiano.
- 1974: Tvrtko Kale, futbolista croata.
- 1974: Melvyn López, entrenador de baloncesto dominicano.
- 1974: Barbara Maurer, actriz, directora y dramaturga suiza.
- 1974: Zoran Mijanović, futbolista serbio.
- 1974: Elena Mirošina, buceadora soviética (f. 1995).
- 1974: Nikole Mitchell, velocista jamaiquina.
- 1974: Russ Ortiz, beisbolista estadounidense.
- 1974: Marcus Patrick, actor, modelo y cantante británico.
- 1974: Tate Reeves, político estadounidense, gobernador del estado de Misisipi desde 2020.
- 1974: Alessandra Riccardi, política italiana.
- 1974: Elvira Rosati, jugadora de baloncesto italiana.
- 1974: Sérgio Silva, jugador y entrenador portugués de hockey sobre patines.
- 1975: Jonathan Bachini, futbolista italiano.
- 1975: Sandra Beltrán, actriz y modelo colombiana.
- 1975: Urban Franc, saltador de esquí esloveno.
- 1975: Aranzazu González, nadadora paralímpica española-vasca.
- 1975: Zydrunas Ilgauskas, baloncestista lituano expatriado en Estados Unidos.
- 1975: Andrea Károlyi, jugadora de baloncesto húngara.
- 1975: Takahiro Miura, animador y director japonés.
- 1975: Beth Morgan, exjugadora y entrenadora de baloncesto estadounidense.
- 1975: Ana Nova, actriz porno alemana.
- 1975: Duncan Patterson, baterista y tecladista británico-inglés.
- 1975: Qu Shengqing, futbolista chino.
- 1975: David Saincius, futbolista haitiano.
- 1975: Sandra Stals, corredora belga.
- 1976: Aesop Rock, rapero, multiinstrumentista y pintor estadounidense.
- 1976: Aitzol Astigarraga, informático y profesor hispano-vasco, investigador en robótica y director del Instituto Superior en Línea.
- 1976: Rafał Berliński, futbolista polaco.
- 1976: Lauren Beukes, escritora sudafricana.
- 1976: Gabriel Bá, dibujante y bloguero brasileño.
- 1976: Odd Arne Espevoll, futbolista noruego.
- 1976: Kevin Faulk, jugador estadounidense de fútbol americano.
- 1976: Michela Franchetti, jugadora de baloncesto italiana.
- 1976: Joe Gatto, comediante estadounidense.
- 1976: Giannis Giannoulis, baloncestista griego nacido en Canadá.
- 1976: Josep Gombau, futbolista y entrenador español.
- 1976: Caterina Guzzanti, actriz, comediante e imitadora italiana.
- 1976: Torry Holt, jugador estadounidense de fútbol americano.
- 1976: Fábio Moon, dibujante y bloguero brasileño.
- 1976: Udo Nwoko, futbolista nigeriano.
- 1976: Chris Okoh, futbolista nigeriano.
- 1976: Jack Ross, futbolista y entrenador británico-escocés.
- 1976: Takayuki Suzuki, futbolista japonés.
- 1976: Rachael Taylor, cantante australiana.
- 1976: Ekaterina Šagalova, directora rusa.
- 1977: Vadym Bojčenko, político ucraniano.
- 1977: Sam Collins, futbolista y entrenador británico-inglés.
- 1977: Pierluigi Coppola, actor italiano.
- 1977: Fredrik Gustafson, futbolista sueco.
- 1977: Mario Hieblinger, futbolista austríaco.
- 1977: Kenneth Kvalheim, futbolista noruego.
- 1977: Nicola Mariniello, futbolista italiano.
- 1977: Christian Martucci, guitarrista y cantante estadounidense.
- 1977: Navi Rawat, actriz estadounidense.
- 1977: Liza Weil, actriz estadounidense.
- 1977: Tamika Whitmore, exjugadora y entrenadora de baloncesto estadounidense.
- 1978: Qasim al-Raymi, terrorista yemení (f. 2020).
- 1978: Catalina Aristizábal, modelo, presentadora, periodista y actriz colombiana.
- 1978: María Chivite, socióloga y política española, del Partido Socialista de Navarra.
- 1978: Angelica Costello, actriz porno estadounidense.
- 1978: Gayle Forman, escritora y periodista estadounidense.
- 1978: Stephan Görgl, esquiador alpino austríaco.
- 1978: Dmitrij Kiselëv, director ruso.
- 1978: Takayuki Kondō, actor de doblaje japonés.
- 1978: Nick Kroll, actor, comediante y guionista estadounidense.
- 1978: Fernando Meira, futbolista portugués.
- 1978: Qu Yun, nadador chino.
- 1978: Martin Rančík, jugador y entrenador de baloncesto eslovaco.
- 1978: Danie Rossouw, jugador sudafricano de rugby.
- 1978: Sutee Suksomkit, futbolista y entrenador tailandés.
- 1978: Takayuki Kondō, seiyū japonés.
- 1978: Fabian Thylmann, empresario alemán.
- 1978: Alberto Vinale, ciclista de ruta y ciclocrossista italiano.

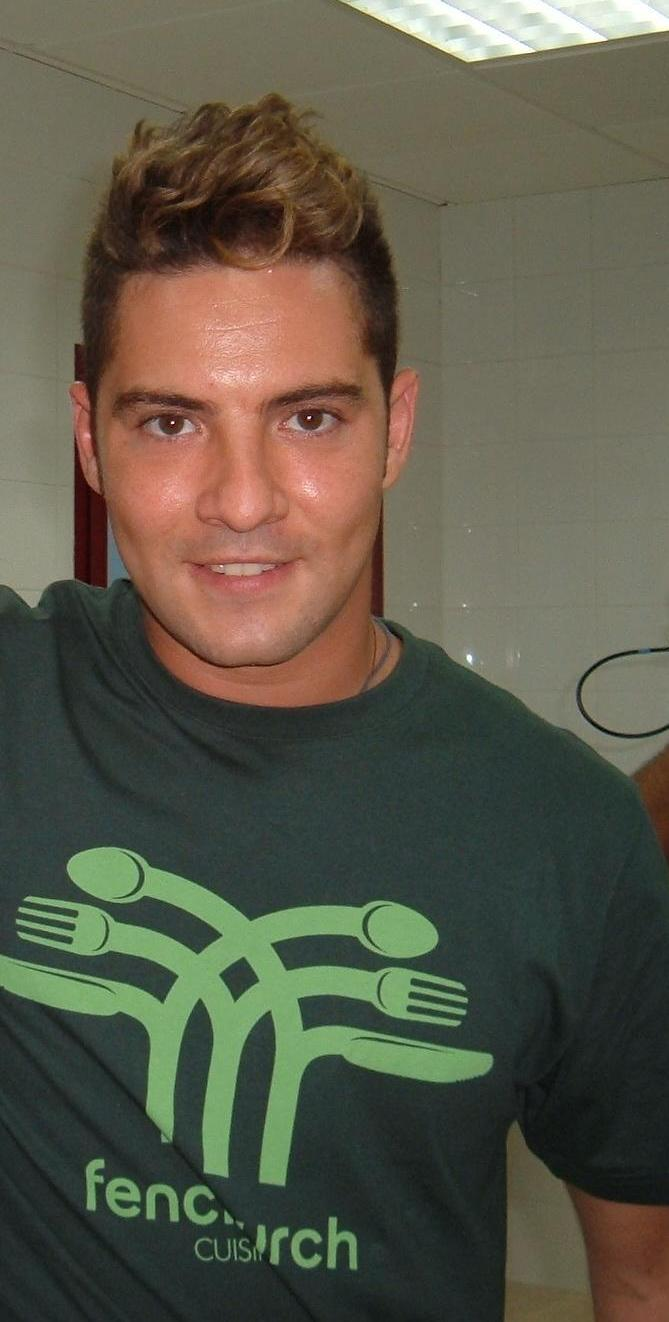
David Bisbal.

- 1979: David Bisbal, cantautor español.
- 1979: Sinitta Boonyasak, actriz tailandesa.
- 1979: Erin Buescher, jugadora de baloncesto estadounidense.
- 1979: Matt Charman, guionista británico.
- 1979: Cristiano Júnior, futbolista brasileño (f. 2004).
- 1979: Antonio Di Salvo, futbolista y entrenador alemán.
- 1979: Federico Gartner, motociclista argentino.
- 1979: Marija Goloviznina, tenista rusa.
- 1979: Marco Gonçalves, esgrimista portugués.
- 1979: Mike Hercus, jugador estadounidense de rugby.
- 1979: Jocivalter, futbolista brasileño.
- 1979: Stefanos Kotsolis, futbolista griego.
- 1979: François Sagat, actor pornográfico francés.
- 1979: Sebastián Saja, futbolista y entrenador argentino.
- 1979: Matthew Scarlett, futbolista australiano.
- 1979: Matteo Signani, boxeador italiano.
- 1979: David Weir, atleta paralímpico británico.
- 1979: Pete Wentz, cantautor, bajista, multiinstrumentista, diseñador de moda y actor estadounidense, de la banda Fall Out Boy.
- 1979: Jason White, piloto de carreras estadounidense.
- 1979: Giorgia Würth, actriz, presentadora de radio y presentadora de televisión italiana.
- 1979: Xu Yang, futbolista chino.
- 1979: Natalja Žukova, ajedrecista ucraniana.
- 1980: Abdulaziz Ali, futbolista qatarí.
- 1980: Davit Bolkvadze, futbolista georgiano.
- 1980: Allan Borgvardt, futbolista danés.
- 1980: Rupeni Caucaunibuca, jugador fiyiano de rugby.
- 1980: Rik De Voest, tenista sudafricano.
- 1980: Mike Fisher, jugador canadiense de hockey sobre hielo.
- 1980: Nigel Freminot, futbolista de Seychelles.
- 1980: Antonio García Navarro, piloto de carreras español.
- 1980: Karol Križan, jugador eslovaco de hockey.
- 1980: Irina Lungu, soprano rusa.
- 1980: Geoff May, piloto de motociclismo estadounidense.
- 1980: Samuele Pinna, sacerdote, teólogo y escritor italiano.
- 1981: Serhat Akın, futbolista turco.
- 1981: Carlos Barredo, ciclista de ruta español.
- 1981: Kjetil Berge, futbolista noruego.
- 1981: Gabriel Rodrigues dos Santos, futbolista brasileño.
- 1981: Jade Goody, personalidad británica de la televisión (f. 2009).
- 1981: Sébastien Lefebvre, guitarrista, cantante, compositor, cantautor, multiinstrumentista y productor discográfico canadiense, de la banda Simple Plan.
- 1981: Stephen McPhee, futbolista británico-escocés.
- 1981: Tomas Radzinevičius, futbolista lituano.
- 1981: Isabel Rodríguez García, política española.
- 1981: José Villalobos, futbolista costarricense.
- 1982: Cao Shui, poeta, escritor y guionista chino.
- 1982: Diego Centurión, futbolista paraguayo.
- 1982: Ryan Dallas Cook, trombonista estadounidense (f. 2005).
- 1982: Achille Emana, futbolista camerunés.
- 1982: Vanessa Hayden, jugadora de baloncesto estadounidense.
- 1982: Luca Infante, baloncestista y director deportivo italiano.
- 1982: Zvjezdan Misimović, futbolista bosnio.
- 1982: Scott Speer, director, productor de cine y escritor estadounidense.
- 1982: Simione Tamanisau, futbolista y jugador fiyiano de fútbol sala.
- 1982: Yoo In-na, actriz surcoreana.
- 1983: Juan Carlos Adrianza, comediante venezolano (f. 2011).
- 1983: Marques Colston, jugador estadounidense de fútbol americano.
- 1983: Sara Giuliodori, jugadora de voleibol italiana.
- 1983: Seid Hajrić, baloncestista bosnio.
- 1983: Ulf Kristiansson, entrenador de fútbol sueco.
- 1983: Trevor Lennen, futbolista beliceño.
- 1983: Luís Lourenço, futbolista angoleño.
- 1983: Elżbieta Międzik, baloncestista polaco.
- 1983: Amina Okueva, médica ucraniana (f. 2017).
- 1983: Danito Parruque, futbolista mozambiqueño.
- 1983: Kirk Snyder, baloncestista estadounidense.
- 1983: Kazuma Tomoto, caballero japonés.
- 1984: Robert Barbieri, jugador italo-canadiense de rugby.
- 1984: Robinson Chirinos, beisbolista venezolano.
- 1984: Edin Bavčić, baloncestista bosnio.
- 1984: Trond Erik Bertelsen, futbolista noruego.
- 1984: Radoš Bulatović, futbolista serbio.
- 1984: Robinson Chirinos, beisbolista venezolano.
- 1984: Petra Divišová, futbolista checa y exjugadora de fútbol sala.
- 1984: Deni Fiorentini, jugadora de waterpolo croata.
- 1984: Saurav Gurjar, luchador y actor indio.
- 1984: Mike Hall, baloncestista estadounidense.
- 1984: Iris van Herpen, diseñadora de moda neerlandesa.
- 1984: Igorrr, músico y compositor francés.
- 1984: Jakub Klepiš, jugador checo de hockey sobre hielo.
- 1984: Konstantin Korneev, jugador ruso de hockey sobre hielo.
- 1984: Hiromi Matsunaga, jugador japonés de bolos.
- 1984: Antonia Prebble, actriz neozelandesa.
- 1984: Johann Ramaré, futbolista francés.
- 1984: Simon Rich, guionista y novelista estadounidense.
- 1984: Yoshie Sakurada, baloncestista japonés.
- 1984: Mark Wilson, futbolista y entrenador británico-escocés.
- 1985: Jeremy Abbott, patinador artístico estadounidense.
- 1985: Antonio Anderson, jugador y entrenador de baloncesto estadounidense.
- 1985: Sebastián Ariosa, futbolista uruguayo.
- 1985: Iker Arretxe, pelotari español-navarro.
- 1985: Ekaterina Bychkova, tenista rusa.
- 1985: Michele Canini, futbolista italiano.
- 1985: Alex Carella, corredor de lanchas italiano.
- 1985: Antonio Cincotta, entrenador de fútbol italiano.
- 1985: Tim Coenraad, baloncestista australiano.
- 1985: Kenny De Ketele, corredor de pista belga.
- 1985: Jim Ervin, futbolista británico-norirlandés.
- 1985: Alle Farben, disc jockey y productor discográfico alemán.
- 1985: Lam Ka Wai, futbolista chino de Hong Kong.
- 1985: Michal Navrátil, buzo checo.
- 1985: Marc Pickering, actor británico.
- 1985: Emma Randall, jugadora de baloncesto australiana.
- 1985: Rubén de la Red, futbolista y entrenador español.
- 1985: Gabi Riera, futbolista andorrano.
- 1985: Atep Rizal, futbolista indonesio.
- 1985: Fabien Saridjan, futbolista francés.
- 1985: Seo Dong-hyun, futbolista surcoreano.
- 1985: Fabio Taborre, ciclista de carretera italiano (f. 2021).
- 1985: Mike Tebulo, corredor de maratón de Malawi.
- 1985: Amaia Uribe, periodista hispano-vizcaína.
- 1985: Jorg Verhoeven, escalador neerlandés.
- 1986: Dave Bolland, jugador canadiense de hockey sobre hielo.
- 1986: Sergio Campana, piloto de carreras italiano.
- 1986: Laura Casielles, poeta española.
- 1986: Amanda Crew, actriz canadiense.
- 1986: Pierpaolo De Negri, ciclista de ruta italiano.
- 1986: Leandro Ezquerra, futbolista uruguayo.
- 1986: Vernon Gholston, jugador estadounidense de fútbol americano.
- 1986: Matej Ižvolt, futbolista eslovaco.
- 1986: Michael Lee, baloncestista estadounidense.
- 1986: Jamie Mulgrew, futbolista británico-norirlandés.
- 1986: Brooke Newton, actriz estadounidense.
- 1986: Giulia Pastorella, política italiana.
- 1986: Martin Strobel, jugador alemán de balonmano.
- 1986: Michael Sánchez, voleibolista cubano.
- 1986: Anitele'a Tuilagi, jugadora de rugby de 15 de Samoa.
- 1987: Martino Borghese, futbolista suizo.
- 1987: Alexander Domínguez, futbolista ecuatoriano.
- 1987: David Lombán, futbolista español.
- 1987: Antonio Mršić, futbolista croata.
- 1987: Ivan Nifontov, judoka ruso.
- 1987: Robin Previtali, futbolista francés.
- 1987: Cathy Reed, bailarina de hielo japonesa.
- 1987: Bárbara de Regil, actriz mexicana.
- 1987: Giorgia Rossi, periodista y presentadora de televisión italiana.
- 1987: Michael Stanislaw, futbolista austríaco.
- 1987: Marcus Terrell Thornton, jugador estadounidense de baloncesto.
- 1987: Federica Tommasi, nadadora sincronizada italiana.
- 1987: Magnus Troest, futbolista danés.
- 1988: Filippo Baggio, ciclista de ruta italiano.
- 1988: Austin Daye, baloncestista estadounidense.
- 1988: Igor Genua, jugador español de rugby.
- 1988: Kaspars Ikstens, futbolista letón.
- 1988: Miroljub Kostić, futbolista serbio.
- 1988: Ihor Lytovka, futbolista ucraniano.
- 1988: Sjarhej Macvejčyk, futbolista bielorruso.
- 1988: Kitty van Male, jugadora de hockey sobre césped neerlandesa.
- 1988: Ryan Mallett, jugador estadounidense de fútbol americano (f. 2023).
- 1988: Dan Nistor, futbolista rumano.
- 1988: Terrence Roderick, baloncestista estadounidense.
- 1988: Gary Russell Jr., boxeador estadounidense.
- 1988: Alessandro Salvi, futbolista italiano.
- 1988: Matteo Scozzarella, futbolista italiano.
- 1988: Nora Subschinski, buceadora alemana.
- 1988: Polly Swann, chaleco británico.
- 1989: Cam Atkinson, jugador estadounidense de hockey sobre hielo.
- 1989: Roxana Cocoș, levantadora rumana.
- 1989: Jérôme Cousin, ciclista francés de ruta y pista.
- 1989: Filip Čović, baloncestista serbio.
- 1989: Ed Davis, baloncestista estadounidense.
- 1989: Christopher Glombard, futbolista francés.
- 1989: Yiğit Gökoğlan, futbolista turco.
- 1989: Khaleem Hyland, futbolista trinitense.
- 1989: Marco Insam, jugador italiano de hockey sobre hielo.
- 1989: Antonijo Ježina, futbolista croata.
- 1989: Elizabeth Ludlow, actriz estadounidense.
- 1989: Marianne Mair, esquiadora alpina alemana.
- 1989: Natalie Mastracci, single canadiense.
- 1989: Megumi Nakajima, seiyū (‘actriz de doblaje’) y cantante japonesa.
- 1989: Sarah Podorieszach, luger canadiense.
- 1989: Brian Quick, jugador estadounidense de fútbol americano.
- 1989: Jesse Sanders, baloncestista estadounidense.
- 1989: Léo Schwechlen, futbolista francés.
- 1989: Gilberto Oliveira Souza Júnior, futbolista brasileño.
- 1990: Charlotte Bilbault, futbolista francesa.
- 1990: Ona Carbonell, nadadora sincronizada española.
- 1990: Oliver Cook, remero británico.
- 1990: Soufiane El Mesrar, jugador marroquí de fútbol sala.
- 1990: Radko Gudas, jugador checo de hockey sobre hielo.
- 1990: Myles Hesson, baloncestista británico.
- 1990: David Hoilett, futbolista canadiense.
- 1990: Masato Kudō, futbolista japonés (f. 2022).
- 1990: Li Xiaoxu, baloncestista chino.
- 1990: Sophie Lowe, actriz británica.
- 1990: Serhij Malyj, futbolista ucraniano.
- 1990: Mustard, músico, disc jockey y productor discográfico estadounidense.
- 1990: Martin Nešpor, futbolista checo.
- 1990: Sekou Oliseh, futbolista liberiano.
- 1990: Bruno Oliveira de Matos, futbolista brasileño.
- 1990: Matthias Ostrzolek, futbolista alemán.
- 1990: Brandon Penn, baloncestista estadounidense.
- 1990: Polina Rahimova, jugadora de voleibol ucraniana.
- 1990: Machettira Raju Poovamma, velocista indio.
- 1990: Ben Rienstra, futbolista neerlandés.
- 1990: Matt Tobin, jugador estadounidense de fútbol americano.
- 1990: Jason Washburn, baloncestista estadounidense.
- 1991: Oday Aboushi, jugador estadounidense de fútbol americano.
- 1991: Sören Bertram, futbolista alemán.
- 1991: Martin Braithwaite, futbolista danés.
- 1991: Delano van Crooij, futbolista neerlandés.
- 1991: Maxime Daniel, ciclista francés de ruta y pista.
- 1991: Josh Evans, jugador estadounidense de fútbol americano.
- 1991: Ricardo Goulart, futbolista brasileño.
- 1991: Perttu Hyvärinen, esquiador de fondo finlandés.
- 1991: Chloé Isaac, nadadora canadiense.
- 1991: Sapol Mani, futbolista togolés.
- 1991: Hikaru Minegishi, futbolista japonés.
- 1991: Rowen Muscat, futbolista maltés.
- 1991: Ninja, youtuber y jugador profesional estadounidense de videojuegos.
- 1991: Cyril Dorand Nzeugang Domche, actor camerunés.
- 1991: Athanasios Petsos, futbolista alemán.
- 1991: Alice Quarta, jugadora de baloncesto italiana.
- 1991: Martha Sabrina, actriz mexicana.
- 1991: Lisa Schmidla, single alemán.
- 1991: Margarita Vasil'eva, biatleta rusa.
- 1991: Philipp Wobeto, bobsledder y velocista alemán.
- 1991: Branislav Ľupták, futbolista eslovaco.
- 1992: Joazhiño Arroe, futbolista peruano.
- 1992: Maksim Batov, futbolista ruso.
- 1992: Erica Beck, actriz y actriz de doblaje estadounidense.
- 1992: Rowllin Borges, futbolista indio.
- 1992: Ludovic y Zoran Boukherma, director y guionista francés.
- 1992: Nathan Byrne, futbolista británico-inglés.
- 1992: Helin Bölek, cantante y activista turca (f. 2020).
- 1992: Mirko Cannella, actor de teatro y actor de voz italiano.
- 1992: Brenda Castillo, voleibolista dominicana.
- 1992: Giorgia Cisotto, futbolista italiano.
- 1992: Michael Gbinije, baloncestista estadounidense.
- 1992: Andrew Hughes, futbolista británico-galés.
- 1992: Anne Kjersti Kalvå, esquiadora de fondo noruega.
- 1992: Alexander Agustín López, futbolista hondureño.
- 1992: Keith Mumphery, jugador estadounidense de fútbol americano.
- 1992: Baldomero Perlaza, futbolista colombiano.
- 1992: Kona Reeves, luchadora estadounidense.
- 1992: Markus Schiffner, saltador de esquí austríaco.
- 1992: Emily Seebohm, nadadora australiana.
- 1992: Evelina Settlin, esquiadora de fondo sueca.
- 1992: Sandy Sidhu, actriz canadiense.
- 1992: Bradley Wilson, esquiador de estilo libre estadounidense.
- 1992: Yago Pikachu, futbolista brasileño.
- 1993: DeVaughn Akoon-Purcell, baloncestista estadounidense.
- 1993: Ludovico Basso, baloncestista suizo.
- 1993: Guglielmo Bosca, esquiador alpino italiano.
- 1993: Ahmed El Sharaby, karateka italiano.
- 1993: Laura Giuliani, futbolista italiana.
- 1993: Filippo Gorrieri, baloncestista italiano.
- 1993: Sergio Herrera Pirón, futbolista español.
- 1993: Damontae Kazee, jugador estadounidense de fútbol americano.
- 1993: Thomas Krief, esquiador de estilo libre francés.
- 1993: Royce O'Neale, baloncestista estadounidense.
- 1993: Sabína Oroszová, jugadora de baloncesto eslovaca.
- 1993: Evgenija Pavlova, biatleta rusa.
- 1993: Tetjana Petrova, esquiadora de estilo libre ucraniana.
- 1993: Gregory Petty, jugador estadounidense de voleibol.
- 1993: Cándido Ramírez, futbolista mexicano.
- 1993: Valeria Rees, modelo costarricense.
- 1993: Alina Rotaru-Kottmann, corredora de larga distancia rumana.
- 1993: Seif Samir, baloncestista egipcio.
- 1993: Kako Sanz (Alejandro Sanz Sainz), futbolista español-navarro.
- 1993: Mario Sanzullo, nadador italiano.
- 1993: Mihajlo Stanković, jugador serbio de voleibol.
- 1993: Maria Thorisdottir, futbolista noruega.
- 1993: Roger Tuivasa-Sheck, jugador samoano-neozelandés de rugby.
- 1994: Josune Aramendi, poeta, cantautor, versolari] (improvisador de poemas en vasco) y profesor español-vizcaíno.
- 1994: Dan-Axel Grahn, esquiador alpino sueco.
- 1994: Jérôme Guihoata, futbolista camerunés.
- 1994: Rabia Güleç, taekwondoka alemana.
- 1994: Katharine Irwin, esquiadora alpina estadounidense.
- 1994: Danny Isidora, jugador estadounidense de fútbol americano.
- 1994: Mehryn Kraker, jugador y entrenador de baloncesto estadounidense.
- 1994: Petra Olli, luchadora finlandesa.
- 1994: Edward Ravasi, ciclista de carretera italiano.
- 1994: Kasey Shepherd, baloncestista estadounidense.
- 1994: Shavon Shields, baloncestista estadounidense.
- 1994: Arianna Talamona, nadadora italiana.
- 1994: Sauli Väisänen, futbolista finlandés.
- 1994: Robin Walter, actor alemán.
- 1995: Michael Fusek, baloncestista eslovaco.
- 1995: Juan Gareda, actor y músico español.
- 1995: Emiliano Ghan, futbolista uruguayo.
- 1995: René Huete, futbolista nicaragüense.
- 1995: JP Macura, baloncestista estadounidense.
- 1995: Linn-Ida Murud, esquiadora noruega de estilo libre.
- 1995: Gadzhi Nabiev, luchador ruso.
- 1995: Ebony Nwanebu, jugadora de voleibol estadounidense.
- 1995: Brandon Paiber, futbolista argentino.
- 1995: Piper Perri, actriz porno estadounidense.
- 1995: Luis Romo, futbolista mexicano.
- 1995: Troye Sivan, cantautor, actor y youtuber sudafricano expatriado en Australia.
- 1995: Carlo Sperti, jugador italiano de balonmano.
- 1995: Noss Traoré, futbolista maliense.
- 1995: Ross Wilson, jugador británico-inglés de tenis de mesa.
- 1996: Juan Arengo, baloncestista argentino.
- 1996: Jarrod Bailey, actor estadounidense.
- 1996: Valentina Cuenca, actriz mexicana.
- 1996: Wesley Frazan, futbolista brasileño.
- 1996: Harold Landry, jugador estadounidense de fútbol americano.
- 1996: Rodrigo Leão, jugador brasileño de voleibol.
- 1996: Victoria Llorente, jugadora argentina de baloncesto.
- 1996: Melo, rapero finlandés.
- 1996: Génesis Miranda, jugadora puertorriqueña de voleibol.
- 1996: Charlotte Mouchet, corredora de media distancia francesa.
- 1996: Waly Niang, baloncestista senegalés.
- 1996: Lorenzo Ranelli, futbolista italiano.
- 1996: Rui Silva, futbolista portugués.
- 1996: Aarón Sánchez Alburquerque, futbolista andorrano.
- 1996: Sidy Sarr, futbolista senegalés.
- 1996: Iván Scarpeta, futbolista colombiano.
- 1996: Asger Sørensen, futbolista danés.
- 1996: Amine Talal, futbolista marroquí.
- 1996: Marcos do Nascimento Teixeira, futbolista brasileño.
- 1996: Lê Phạm Thành Long, futbolista vietnamita.
- 1996: Erik Thiele, luchador alemán.
- 1996: Yūya Ozeki, actor japonés.
- 1997: Patrick Brey, futbolista brasileño.
- 1997: Sam Darnold, jugador estadounidense de fútbol americano.
- 1997: David Del Pozo Guillén, futbolista español.
- 1997: Gigi Dolin, luchadora estadounidense.
- 1997: Jessica Failla, tenista estadounidense.
- 1997: Andrea Furegato, político italiano.
- 1997: Max Heidegger, baloncestista estadounidense.
- 1997: Clara Honsinger, ciclista de ciclocrós estadounidense y ciclista de ruta.
- 1997: Fred Johnson, jugador estadounidense de fútbol americano.
- 1997: Ivaylo Markov, futbolista búlgaro.
- 1997: Douglas Martínez, futbolista hondureño.
- 1997: Linus Obexer, futbolista suizo.
- 1997: Henry Onyekuru, futbolista nigeriano.
- 1997: Maria Chiara Ortolani, jugadora de baloncesto italiana.
- 1997: Oleh Plotnyc'kyj, jugador ucraniano de voleibol.
- 1997: Olivia Różański, jugadora francesa de voleibol.
- 1997: Tobias Schättin, futbolista suizo.
- 1997: Kieran Tierney, futbolista británico-escocés.
- 1997: Sutatta Udomsilp, actriz tailandesa.
- 1998: Yoël Armougom, futbolista francés.
- 1998: Fabian Benko, futbolista alemán.
- 1998: Messie Biatoumoussoka, futbolista francés.
- 1998: Armoni Brooks, baloncestista estadounidense.
- 1998: Maksim Burov, esquiador de estilo libre ruso.
- 1998: Kale Clague, jugador canadiense de hockey sobre hielo.
- 1998: Jaqueline Cristian, tenista rumana.
- 1998: Thibault De Smet, futbolista belga.
- 1998: Jaqueline Cristian, tenista rumana.
- 1998: Dave, rapero, productor discográfico y actor británico.
- 1998: Elisa Di Lazzaro, corredora de vallas italiana.
- 1998: Pedro Díaz Fanjul, futbolista español.
- 1998: Álvaro Nahuel Fernández, futbolista uruguayo.
- 1998: José Lártiga, futbolista chileno.
- 1998: Yúliya Lipnítskaya, patinadora artística rusa sobre hielo.
- 1998: Odysseas Lymperakīs, futbolista griego.
- 1998: Ángelo Martino, futbolista argentino.
- 1998: Enea Mihaj, futbolista griego.
- 1998: Kelechi Nwakali, futbolista nigeriano.
- 1998: Sandi Ogrinec, futbolista esloveno.
- 1998: Domitilla Picozzi, jugadora de waterpolo italiana.
- 1998: Caroline Quéroli, esgrimista francesa.
- 1998: Jason Sánchez, futbolista hondureño.
- 1998: Mehtab Singh, futbolista indio.
- 1998: Odysseus Velanas, futbolista neerlandés.
- 1999: Aritz Aldasoro, futbolista español.
- 1999: Abdulmohsen Al-Qahtani, futbolista saudita.
- 1999: José Frank Bermúdez, futbolista venezolano.
- 1999: Alejandro Davidovich Fokina, tenista español.
- 1999: Deion Hammond, baloncestista estadounidense.
- 1999: Nicolás Quagliata, futbolista uruguayo.
- 1999: Eduardo Marcelo Rodrigues Nunes, futbolista brasileño.
- 1999: Pete Werner, jugador estadounidense de fútbol americano.
- 2000: Ruth Álvarez, futbolista hispano-ecuatoguineana.
- 2000: Sofía Álvarez Tostado, futbolista mexicana.
- 2000: Thea Bjelde, futbolista noruega.
- 2000: Pablo García Carrasco, futbolista español.
- 2000: DeMarcco Hellams, jugador estadounidense de fútbol americano.
- 2000: Pierre Kalulu, futbolista francés.
- 2000: Evidence Makgopa, futbolista sudafricano.
- 2000: Kate Martin, jugadora de baloncesto estadounidense.
- 2000: Victoria Miranda, jugadora de hockey sobre césped argentina.
- 2000: Pierre Kalulu, futbolista francés.
- 2000: Kelvin Pires, futbolista caboverdiano.
- 2000: Umarjon Sharipov, futbolista tayiko.
- 2000: Rita Schumacher, futbolista alemana.
- 2001: Femi Azeez, futbolista británico-inglés.
- 2001: Ruslanbek Jiyanov, futbolista uzbeko.
- 2001: Sveindís Jane Jónsdóttir, futbolista islandesa.
- 2001: Lilly Krug, actriz alemana.
- 2001: Mihai Lixandru, futbolista rumano.
- 2001: Anzor Mekvabishvili, futbolista georgiano.
- 2001: Luca Martínez, futbolista mexicano.
- 2001: Muntadher Mohammed, futbolista iraquí.
- 2001: Anzor Mekvabishvili, futbolista georgiano.
- 2001: Marko Mrvaljević, futbolista montenegrino.
- 2001: Elia Zeni, biatleta italiana.
- 2001: Natã, futbolista brasileño.
- 2002: Filip Braut, futbolista croata.
- 2002: Leonardo Buta, futbolista portugués.
- 2002: Martina Di Bari, futbolista italiana.
- 2002: Renato Júnior, futbolista brasileño.
- 2002: Jakub Kamiński, futbolista polaco.
- 2002: Lewis MacDougall, actor británico.
- 2002: Daniil Pavlov, futbolista ruso.
- 2002: Alexi Pitu, futbolista rumano.
- 2002: Ennis Rakestraw Jr., jugador estadounidense de fútbol americano.
- 2002: Miré Reinstorf, atleta sudafricana.
- 2002: Ross Vintcent, jugador italiano de rugby de quince jugadores.
- 2002: Zhang Kexin, esquiador de estilo libre chino.
- 2003: Jean-Stan Du Pac, actor francés.
- 2003: Zuza Jabłońska, cantante polaca.
- 2003: El Mehdi Maouhoub, futbolista marroquí.
- 2003: Rodrigo Henrique Santos de Souza, futbolista brasileño.
- 2004: Lukáš Ambros, futbolista checo.
- 2004: Iván Cornejo, cantante estadounidense.
- 2004: Osmar Olvera, clavadista mexicano.
- 2005: Fabio Chiarodia, futbolista italiano.
- 2005: Flynn Zareb Southam, nadador australiano.
- 2005: Jan Ziółkowski, futbolista polaco.
- 2005: Deivid Washington, futbolista brasileño.
- 2006: DJ Nevykėlė, disc jockey lituano.
- 2006: Nicolas Giacopetti, futbolista sanmarinense.
- 2007: Álvaro Carpe, piloto de motos español.
- 2007: Andrija Maksimović, futbolista serbio.

## Fallecimientos
- 301: Sima Lun, emperador chino (n. 249).
- 535: Epifanio, obispo bizantino, patriarca de Constantinopla.
- 539: Euquio de Como, obispo romano (n. 482).
- 567: Teodosio I, religioso egipcio, papa («patriarca») de Alejandría.
- 708: Jacobo de Edesa, religioso y ensayista cristiano oriental sirio, obispo de Edesa (n. 640).
- 754: Adelario de Erfurt, obispo alemán, compañero de san Bonifacio y martirizado con él y otros 51 religiosos; canonizados ambos por la Iglesia católica.
- 754: Bonifacio (Wynfrid de Dunquerque), religioso, misionero y mártir frisón neerlandés (n. 680), compañero de san Adelario de Erfurt y martirizado con él y otros 51 religiosos; canonizados ambos por la Iglesia católica.
- 754: Eoban de Utrecht, religioso y misionero alemán, obispo de Utrecht (Países Bajos); canonizado por la Iglesia católica.
- 879: Ya'qub ibn al-Layth al-Saffar, emir persa (n. 840).
- 928: Luis el Ciego, rey de Provenza.
- 977: Teodorico I de Tréveris, arzobispo alemán.
- 1002: Podio, obispo italiano.
- 1013: Al-Baqillani, teólogo y jurista árabe (n. 950).
- 1017: Sanjō Tenno, emperador japonés (n. 976).
- 1036: Meinwerk, obispo católico alemán.
- 1036: Otto von Hammerstein, aristócrata alemán.
- 1096: Roberto I de Loritello, líder militar normando.
- 1118: Roberto de Beaumont, aristócrata («1.º conde de Leicester») y político normando-inglés (n. 1049).
- 1148: Oberto, sacerdote católico italiano, obispo de Turín.
- 1214: Imagina de Loon, aristócrata alemana (n. 1133).
- 1226: Enrique Borwin II, aristócrata («príncipe de Mecklemburgo») alemán.
- 1239: Ladislao Odónico, aristócrata polaco.
- 1243: Constanza de Austria, aristócrata alemana (n. 1212).
- 1249: Hugo X de Lusignan, conde francés.
- 1288: Enrique VI de Luxemburgo, conde luxemburgués.
- 1296: Edmundo de Lancaster (Edmund Crouchback, llamado así por la cruz que llevaba cosida en su espalda durante las Cruzadas), aristócrata, político («lord guardián de los Cinco Puertos») y militar inglés (n. 1245), hijo del rey Enrique III.
- 1310: Amalarico de Tiro, aristócrata («príncipe de Tiro») chipriota (n. 1272), cuarto hijo del rey Hugo III de Chipre e Isabel de Ibelín.
- 1316: Luis X el Obstinado, rey francés (n. 1289).
- 1333: Al-Nuwayri, historiador y enciclopedista egipcio (n. 1279).
- 1373: Luis I de Neuchâtel, aristócrata suizo (n. 1305).
- 1374: William Whittlesey, arzobispo católico inglés.
- 1381: John Cavendish, político inglés (n. 1346).
- 1382: Andrea Contarini, aristócrata («duque») italiano.
- 1383: Dmitry de Suzdal, aristócrata («gran príncipe») y político ruso (n. 1324).
- 1387: Martino da Signa, religioso italiano.
- 1398: Antoniotto Adorno, aristócrata («duque») italiano (n. 1340).
- 1400: Federico I, aristócrata («duque de Brunswick-Luneburgo») alemán.
- 1424: Braccio da Montone, aristócrata y líder italiano (n. 1368).
- 1434: Yuri IV, aristócrata («gran príncipe de Zvenigorod») ruso (n. 1374).
- 1443: Fernando, aristócrata («el Príncipe Santo») portugués (n. 1402), canonizado por la Iglesia católica.
- 1445: Leonel Power, compositor inglés.
- 1448: Bartolomeo Malatesti, obispo católico italiano.
- 1454: Antonio Trivulzio, líder italiano.
- 1463: Stephen Tomašević, gobernante bosnio.
- 1514: George Neideck, obispo católico austríaco.
- 1530: Mercurino Gattinara, político, estadista, jurista, humanista y cardenal italiano (n. 1465).
- 1553: Galeazzo di Tarsia, poeta italiano.
- 1556: Miguel da Silva, aristócrata portugués y obispo católico (n. 1480).
- 1567: Mario Nizolio, humanista y filósofo italiano (n. 1488).
- 1568: Lamoral de Egmont, aristócrata («conde de Egmont»), general y estadista flamenco (n. 1522).
- 1568: Felipe de Montmorency, aristócrata y almirante neerlandés-flamenco (n. 1524).
- 1581: Francesco Porto, humanista griego (n. 1511).
- 1588: Anne Cecil, aristócrata inglesa (n. 1556).
- 1608: Ippolito Andreasi, pintor italiano (n. 1548).
- 1612: Arima Harunobu, militar japonés (n. 1567).
- 1615: Toyotomi Hideyori, militar japonés (n. 1593).
- 1625: Orlando Gibbons, organista y compositor británico-inglés (n. 1583).
- 1627: Jochem Swartenhondt, almirante neerlandés (n. 1566).
- 1653: Federico Corner, cardenal católico italiano (n. 1579).
- 1656: Francesco Corner, aristócrata («dogo») y político italiano (n. 1585).
- 1659: Sharif ibn Ali, sultán marroquí (n. 1589).
- 1663: Béatrice de Cusance, aristócrata («duquesa») francesa (n. 1614).
- 1666: Maria Felicia Orsini, aristócrata italiana (n. 1599).
- 1667: Volumnio Bandinelli, cardenal y patriarca católico italiano (n. 1598).
- 1667: Sforza Pallavicino, cardenal e historiador italiano (n. 1607).
- 1670: Ghiron Francesco Villa, aristócrata y general italiano.
- 1679: Francesco Borzone, pintor italiano (n. 1625).
- 1688: Constantine Phaulkon, aventurero y político griego (n. 1647).
- 1690: Jeremias Süßner, escultor alemán (n. 1653).
- 1698: Domenico Minio, obispo católico italiano (n. 1628).
- 1698: Elizabeth Murray, aristócrata («2.ª condesa de Dysart») escocesa (n. 1626).
- 1699: Antoine Pagi, historiador y sacerdote francés (n. 1624).
- 1708: Ignacio Jorge II, patriarca sirio ortodoxo de Antioquía (n. 1648).
- 1716: Roger Cotes, matemático y académico británico-inglés (n. 1682).
- 1717: Giulio Antonio Averoldi, hombre de letras italiano (n. 1651).
- 1722: Johann Kuhnau, organista y compositor romano-alemán (n. 1660).
- 1724: Henry Sacheverell, sacerdote y político británico-inglés (n. 1675).
- 1738: Isaac de Beausobre, pastor y teólogo francés (n. 1659).
- 1740: Henry Grey, aristócrata («1.º duque de Kent»), político y cortesano británico-inglés (n. 1671).
- 1740: Thomas Onslow, aristócrata («2.º barón de Onslow») y político británico-inglés (n. 1679).
- 1751: Corrado Gonzaga di Palazzolo, aristócrata italiano (n. 1674).
- 1752: Carlos Luis Federico de Mecklemburgo-Strelitz, aristócrata alemán (n. 1708).
- 1757: Bernardina Cristiana de Sajonia-Weimar, aristócrata alemana (n. 1724).
- 1763: Giuseppe Antonio Arconati Visconti, aristócrata, diplomático y mecenas italiano (n. 1698).
- 1781: Noël Hallé, pintor y grabador francés (n. 1711).
- 1781: Giovanni Ottavio Manciforte Sperelli, cardenal italiano (n. 1730).
- 1791: Giuseppe Antonio Ghedini, pintor y arquitecto italiano (n. 1707).
- 1791: Federico Haldimand, general y político suizo-canadiense, 22.º gobernador de Quebec (n. 1718).
- 1795: Angelo Scarabello, orfebre y escultor italiano (n. 1712).
- 1808: Christoph Gottfried Bardili, filósofo alemán (n. 1761).
- 1815: Louis de La Rochejaquelein, general francés (n. 1777).
- 1816: Johann Kollowrat, general austríaco (n. 1748).
- 1816: Giovanni Paisiello, compositor y educador italiano (n. 1740).
- 1819: Johann von Hiller, general austríaco (n. 1754).
- 1822: Stephen Kemble, actor teatral británico-inglés (n. 1758).
- 1825: Odysseas Androutsos de Ítaca, militar griego (n. 1788), héroe de la guerra de independencia griega; torturado y asesinado por los turcos.
- 1826: Pedro Díaz de Valdés, funcionario y abogado español (n. 1761).
- 1826: Pietro Pezzi, médico y escritor italiano (n. 1757).

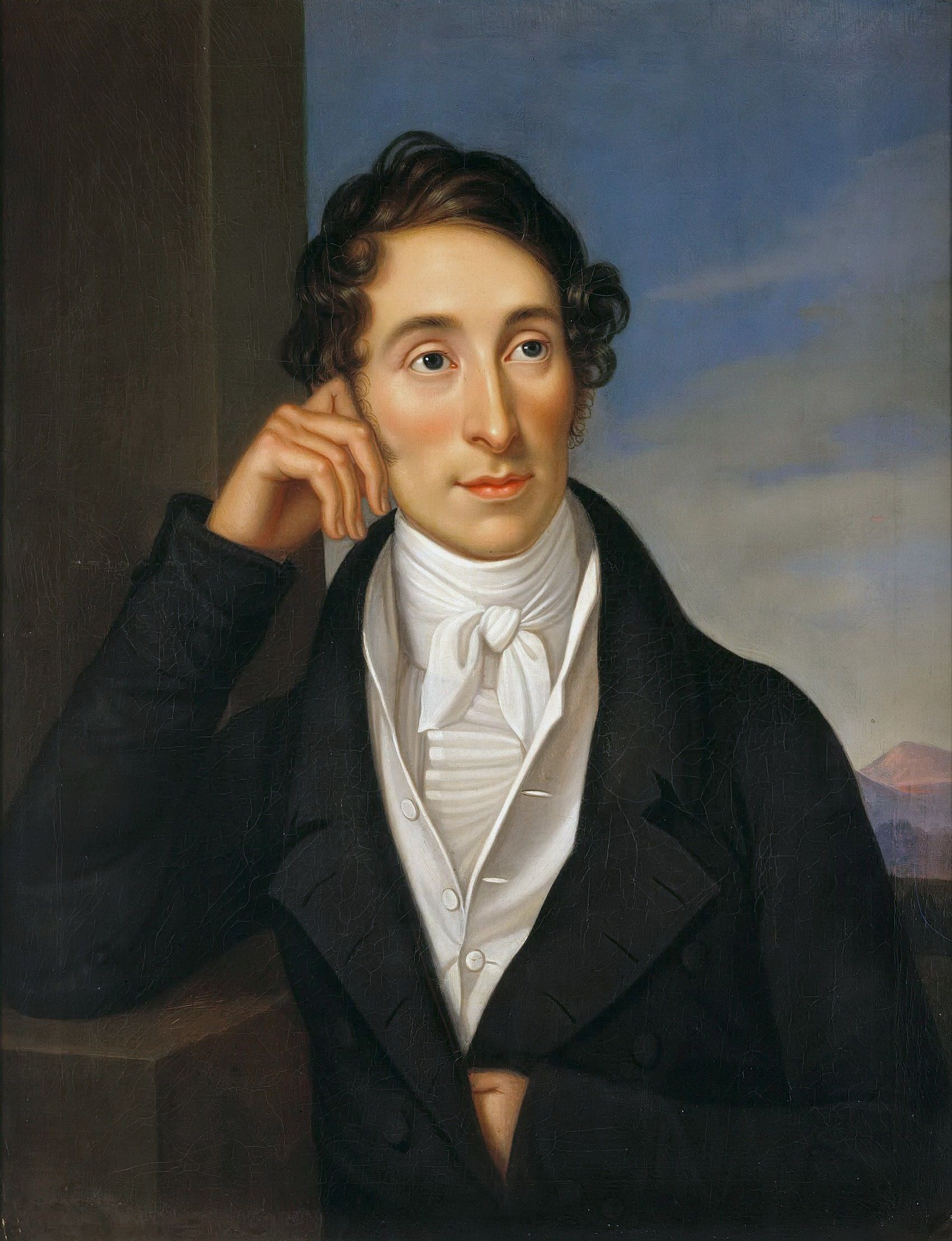
Carl Maria von Weber.

- 1826: Carl Maria von Weber, compositor, director de orquesta y pianista alemán (n. 1786).
- 1832: Kaʻahumanu, reina consorte hawaiana (n. 1768).
- 1835: Luigi Fabri, grabador y editor italiano (n. 1778).
- 1838: Franz Wilhelm Schweigger-Seidel, químico alemán (n. 1795).
- 1840: Lorenzo Tomini, sacerdote y educador italiano (n. 1758).
- 1846: Francesco Cassi, escritor italiano (n. 1778).
- 1850: Louis-Constantin Boisselot, artesano francés (n. 1809).
- 1852: Johann Andreas Buchner, farmacólogo alemán (n. 1783).
- 1853: Henriette Baranius, soprano y actriz alemana (n. 1760).
- 1854: Pierre-Jacques-René Denne-Baron, escritor francés (n. 1780).
- 1854: Jenaro Pérez Villaamil, pintor español (n. 1807).
- 1855: Hamengkubuwono V, gobernante indonesio (n. 1820).
- 1857: Louis Graves, geólogo, botánico y arqueólogo francés (n. 1791).
- 1861: Georg Wilhelm Franz Wenderoth, botánico y farmacéutico alemán (n. 1774).
- 1865: John Richardson, naturalista, cirujano y explorador británico-escocés (n. 1787).
- 1866: John McDouall Stuart, explorador y topógrafo británico-escocés (n. 1815).
- 1868: Filiberto Avogadro di Collobiano, político italiano (n. 1797).
- 1873: Nicolò Di Carlo, latinista italiano (n. 1810).
- 1873: Auguste von Harrach, alemán (n. 1800).
- 1873: Urbano Rattazzi, político italiano (n. 1808).
- 1874: François Désiré Roulin, naturalista, médico e ilustrador francés (n. 1796).
- 1876: Giuseppe Argenti, escultor italiano (n. 1811).
- 1879: August Krönig, químico y físico alemán (n. 1822).
- 1881: Antonio Santelmo, patriota italiano (n. 1815).
- 1882: Wilmer McLean, agricultor estadounidense (n. 1814).
- 1883: Pietro Cocconi, político y periodista italiano (n. 1821).
- 1885: Julius Benedict, compositor alemán (n. 1804).
- 1886: Károly Kalchbrenner, micólogo húngaro (n. 1807).
- 1886: Antonio Varas, político y abogado chileno (n. 1817).
- 1887: Hans von Marées, pintor alemán (n. 1837).
- 1891: Leopold Hasner von Artha, político, jurista y aristócrata austríaco (n. 1818).
- 1893: Louis Delasiauve, psiquiatra francés (n. 1804).
- 1893: Julio Popper, ingeniero, explorador, aventurero y genocida judío rumano nacionalizado argentino (n. 1857). Fue uno de los principales responsables ejecutivos del exterminio de los indígenas selknam (que él llamaba «onas») que habitaron la provincia de Tierra del Fuego.
- 1893: Mary Ann Shadd Cary, activista, educadora y escritora estadounidense (n. 1823).
- 1893: Karl Josef von Hefele, obispo católico alemán (n. 1809).
- 1897: Félix Arcadio Montero Monge, político costarricense (n. 1850).
- 1898: Gustavo Venturi, botánico y abogado italiano (n. 1830).
- 1899: Antonio Luna, general, farmacéutico y científico filipino (n. 1866).
- 1899: Carl Trägårdh, pintor sueco (n. 1861).
- 1900: Stephen Crane, poeta, novelista, cuentista y periodista estadounidense (n. 1871).
- 1901: Dagny Juel, escritora noruega (n. 1867).
- 1902: Camillo Aldobrandini, militar y aristócrata italiano (n. 1816).
- 1905: Maria Margherita Szewczyk, monja polaca (n. 1828).
- 1906: Eduard von Hartmann, filósofo y ensayista alemán (n. 1842).
- 1906: Manuel del Palacio, periodista y poeta español (n. 1831).
- 1906: Eduard Piette, historiador y arqueólogo francés (n. 1827).
- 1908: Jonas Lie, escritor noruego (n. 1833).
- 1908: Josef Franz Wagner, director de orquesta y compositor austríaco (n. 1856).
- 1910: Alceste Borella, editor y empresario italiano (n. 1862).
- 1910: O. Henry (William Sydney Porter), escritor y cuentista estadounidense (n. 1862).
- 1912: Costantino Pittei, matemático y astrónomo italiano (n. 1839).
- 1913: Chris von der Ahe, empresario alemán expatriado en Estados Unidos (n. 1851).
- 1914: Charles Bingham, aristócrata («4.º conde de Lucan») y oficial irlandés (n. 1830).
- 1914: Ludimar Hermann, fisiólogo y lógico alemán (n. 1838).
- 1914: Hubert Heron, futbolista británico-inglés (n. 1852).
- 1914: Julius Schubring, filólogo clásico alemán (n. 1839).
- 1915: Gaetano Calvi, abogado, periodista y político italiano (n. 1849).
- 1915: William Hayman Cummings, músico, tenor y organista británico-inglés (n. 1831).
- 1915: Henri Gaudier-Brzeska, escultor y pintor francés (n. 1891).
- 1916: Herbert Kitchener, aristócrata («1.º conde de Kitchener»), militar (mariscal de campo) y político irlandés, secretario de Estado para la Guerra del Reino Unido (n. 1850).
- 1917: Giovanni Battista Chiocchetti, pintor italiano (n. 1843).
- 1917: Karl Emil Schäfer, militar y aviador alemán (n. 1891).
- 1918: Eduardo Sívori, pintor argentino (n. 1847).
- 1919: Manuel Franco, abogado, magistrado y político paraguayo (n. 1871).
- 1919: Antoni Rovira i Rabassa, arquitecto español (n. 1845).
- 1920: Rhoda Broughton, escritora británico-galesa (n. 1840).
- 1920: Charles Jensen, gimnasta danés (n. 1885).
- 1921: Marietta Ambrosi, modelo y escritora italiana (n. 1852).
- 1921: Will Crooks, sindicalista y político británico-inglés (n. 1852).
- 1921: Georges Feydeau, dramaturgo y comediógrafo francés (n. 1862).
- 1921: Alexander Kellas, montañista y fisiólogo británico-escocés (n. 1868).
- 1922: Federico Gambarelli, tenor y sacerdote italiano (n. 1858).
- 1923: George Hendrik Breitner, pintor y fotógrafo neerlandés (n. 1857).
- 1923: Minnie Devereaux, actriz estadounidense (n. 1891).
- 1924: Qian Nengxun, político chino (n. 1869).
- 1925: Jules Jacot-Guillarmod, alpinista, médico y fotógrafo suizo (n. 1868).
- 1925: Madho Rao Scindia de Gwalior, príncipe y político indio (n. 1876).
- 1926: Kim Hyong-Jik, activista coreano (n. 1894).
- 1928: Vincenzo De Cristo, historiador y arqueólogo italiano (n. 1860).
- 1929: Cecil Burney, almirante británico (n. 1858).
- 1930: Wilhelm Benignus, escritor alemán (n. 1861).
- 1930: Jacques Hermant, arquitecto francés (n. 1855).
- 1930: Eric Lemming, lanzador de jabalina sueco (n. 1880).
- 1930: Jules Pascín (Julius Mordecai Pincas), pintor e ilustrador búlgaro (n. 1885) expatriado en Francia.
- 1931: Solon Irving Bailey, astrónomo estadounidense (n. 1854).
- 1932: André Boillot, piloto de carreras francés (n. 1891).
- 1932: Mario Paniati, futbolista italiano (n. 1907).
- 1934: Emily Dobson, filántropa australiana (n. 1842).
- 1934: William Holman, político anglo-australiano (n. 1871), 19.º primer ministro de Nueva Gales del Sur.
- 1934: Corrado Ricci, arqueólogo e historiador del arte italiano (n. 1858).
- 1935: Alexander von Linsingen, general alemán (n. 1850).
- 1935: James Edward Quibell, egiptólogo británico (n. 1867).
- 1936: Luigi Forino, músico, violonchelista y compositor italiano (n. 1868).
- 1937: Aldo Pini, militar italiano (n. 1904).
- 1937: Guido Presel, militar y aviador italiano (n. 1913).
- 1938: Mikuláš Galanda, pintor e ilustrador eslovaco (n. 1895).
- 1938: Velia Titta, poeta y novelista italiana (n. 1890).
- 1939: Charles Oliver Bell, futbolista y entrenador británico-inglés (n. 1894).
- 1939: Christina Broom, fotógrafa británico-escocesa (n. 1862).
- 1939: Aurelio Ricchetti, militar y político italiano (n. 1876).
- 1939: Xu Shichang, político chino (n. 1855).
- 1940: Jakob Eckert, futbolista alemán (n. 1916).
- 1940: Arthur Southern, gimnasta británico (n. 1883).
- 1941: George Bickel, actor estadounidense (n. 1863).
- 1941: Pierluigi Deodato, militar italiano (n. 1899).
- 1942: Virginia Lee Corbin, actriz estadounidense (n. 1910).
- 1942: Francesco Manfra, militar italiano (n. 1913).
- 1942: Tamon Yamaguchi, almirante japonés (n. 1892).
- 1944: Luigi Abbiati, político italiano, antifascista y partidista (n. 1897).
- 1944: Józef Beck, político polaco (n. 1894).
- 1944: Ugo Forno, partisano (guerrillero) italiano (n. 1932).
- 1944: Marcel Lefèvre, aviador y militar francés (n. 1918).
- 1944: Jean Petit, futbolista belga (n. 1914).
- 1944: Dezső Wein, gimnasta húngara (n. 1873).
- 1944: Riccardo Zandonai, director de orquesta y compositor italiano (n. 1883).
- 1945: Vladimir Viktorovič Adoratsky, filósofo ruso (n. 1878).
- 1945: Alessandro Ciano, empresario y político italiano (n. 1871).
- 1945: Werner von Erdmannsdorff, general alemán (n. 1891).
- 1945: Gustav Fehn, general alemán (n. 1892).
- 1945: Pietro Koch, militar y policía italiano (n. 1918).
- 1946: Mayme Kelso, actriz estadounidense (n. 1867).
- 1946: Holger Thiele, astrónomo danés (n. 1878).
- 1946: Aldo Vollono, futbolista italiano (n. 1906).
- 1946: Maud Watson, tenista británica (n. 1864).
- 1947: Nils Olaf Chrisander, actor y director sueco (n. 1884), expatriado en Estados Unidos.
- 1947: Gordon Wright, futbolista británico-inglés (n. 1884).
- 1948: Adolfo Callegari, pintor, historiador del arte y arqueólogo italiano (n. 1882).
- 1950: Miklós Bánffy, escritor y político húngaro (n. 1873).
- 1950: Douglas Gerrard, actor y director irlandés (n. 1891).
- 1953: William Farnum, actor estadounidense (n. 1876).
- 1953: Nello Fotticchia, veterinario italiano (n. 1884).
- 1953: Bill Tilden, tenista estadounidense (n. 1893).
- 1953: Roland Young, actor británico (n. 1887).
- 1954: Mario Abbiate, político, sindicalista y abogado italiano (n. 1872).
- 1957: Frances Densmore, etnógrafa y etnomusicóloga estadounidense (n. 1867).
- 1957: Luigi Salvini, eslavista, crítico literario y traductor italiano (n. 1911).
- 1958: Maurice Sandoz, escritor suizo (n. 1892).
- 1960: Giovanni Secondo Anfossi, político italiano (n. 1875).
- 1960: Pádraig de Brún, matemático y escritor irlandés (n. 1889).
- 1960: Percy Bryant, bobsledder estadounidense (n. 1897).
- 1960: August Häfeli, ingeniero aeronáutico suizo (n. 1887).
- 1963: Matías Aranzábal, futbolista español (n. 1900).
- 1963: Adrian Carton de Wiart, general y aventurero belga (n. 1880).
- 1963: Henrik Kauffmann, diplomático y político danés (n. 1888).
- 1964: Lauge Koch, geólogo y explorador danés (n. 1892).
- 1964: Leslie Joy Whitehead, militar canadiense (n. 1895).
- 1965: Harry Babcock, saltador con pértiga estadounidense (n. 1890).
- 1965: Eleanor Farjeon, escritora, poetisa y dramaturga británico-inglesa (n. 1881).
- 1965: Guillermo de Suecia, aristócrata sueco (n. 1884).
- 1965: Vincenzo Velardi, general y aviador italiano (n. 1894).
- 1966: Arthur Hill, jugador británico de waterpolo (n. 1888).
- 1966: Natacha Rambova, bailarina, diseñadora de escenografía y vestuario estadounidense (n. 1897).
- 1967: Arthur Biram, filólogo, filósofo y académico israelí (n. 1878).
- 1967: Harry Brown, funcionario australiano (n. 1878).
- 1967: Rino Genovese, actor italiano (n. 1905).
- 1968: Judith Arlen, actriz y cantante estadounidense (n. 1914).
- 1968: Jack Oosterlaak, velocista sudafricano (n. 1896).
- 1969: Miles Dempsey, general británico (n. 1896).
- 1969: Simeon Toribio, político y alto vuelo filipino (n. 1905).
- 1969: Giuseppe Vidossi, lingüista y glotólogo italiano (n. 1878).
- 1970: Carlo Vischia, político italiano (n. 1894).
- 1971: Clare Dennis, nadadora australiana (n. 1916).
- 1971: František Hirsche, pistacho bohemio (n. 1878).
- 1971: André Trocmé, pastor protestante francés (n. 1901).
- 1972: Louis Mottiat, ciclista de carretera belga (n. 1889).
- 1972: Ryūkichi Tanaka, general japonés (n. 1893).
- 1973: Gösta Dunker, futbolista y entrenador sueco (n. 1905).
- 1973: Madhav Sadashivrao Golwalkar, político indio (n. 1906).
- 1974: Emanuele Ferraris, político italiano (n. 1883).
- 1974: José Jaspe, actor español (n. 1906).
- 1974: Ettore Troilo, patriota, prefecto y antifascista italiano (n. 1898).
- 1975: Gabriel Aresti, poeta y escritor vasco, impulsor de la poesía en idioma vasco (n. 1933).
- 1975: Mara Cagol, terrorista italiana (n. 1945).
- 1975: Paul Keres, ajedrecista soviético-estonio (n. 1916).
- 1976: Bruno Fonzi, escritor y traductor italiano (n. 1914).
- 1976: René Hubert, diseñador de vestuario suizo (n. 1895).
- 1976: Willy Rösingh, remero neerlandés (n. 1900).
- 1976: Violet Wilkey, actriz estadounidense (n. 1903).
- 1976: Jean de Limur, director, actor y guionista francés (n. 1887).
- 1977: Luis César Amadori, cineasta y guionista argentino (n. 1902).
- 1977: Angelo Boselli, futbolista italiano (n. 1901).
- 1977: Sleepy John Estes, guitarrista y cantante estadounidense de blues (n. 1904).
- 1977: Evelina Ravis, pediatra y psiquiatra italiana (n. 1888).
- 1977: Martí Ventolrà, futbolista español (n. 1906).
- 1977: Fawzi al-Qawuqji, militar árabe (n. 1890).
- 1979: Benigno Di Tullio, psiquiatra y antropólogo italiano (n. 1896).
- 1979: Heinz Erhardt, actor, artista de cabaret y compositor alemán (n. 1909).
- 1979: Giovanni Farina, político italiano (n. 1892).
- 1979: Alvaro Gasparini, futbolista y entrenador italiano (n. 1938).
- 1980: Axel Åkerblom, ajedrecista sueco (n. 1904).
- 1980: Giorgio Améndola, escritor, partisano (guerrillero) antinazi y político italiano (n. 1907).
- 1980: Caro Caratti, pintora italiana (n. 1895).
- 1980: William Seagrove, corredor británico de media distancia (n. 1898).
- 1981: Miguel Contreras Torres, cineasta, guionista y productor mexicano (n. 1899).
- 1981: Philo McCullough, actor estadounidense (n. 1893).
- 1981: Robert Maxwell Ogilvie, historiador británico-escocés (n. 1932).
- 1981: Giuseppe Perniciaro, obispo católico italiano (n. 1907).
- 1981: Ahmed Rami, poeta, letrista y traductor egipcio (n. 1892).
- 1982: Paul Birch, jugador y entrenador de baloncesto estadounidense (n. 1910).
- 1982: Roger Bonvin, político suizo (n. 1907).
- 1982: Olle Hellbom, director y guionista sueco (n. 1925).
- 1982: Kurt Neumüller, pianista y pedagogo austríaco (n. 1914).
- 1982: Píoquinto Soto, basquetbolista mexicano (n. 1915).
- 1983: Adriano Guarnieri, esquiador alpino italiano (n. 1914).
- 1983: Ralph Hamilton, baloncestista estadounidense (n. 1921).
- 1983: Gioiello Orsini, político italiano (n. 1922).
- 1983: Kurt Tank, piloto de pruebas e ingeniero aeronáutico alemán (n. 1898).
- 1984: Piero Bianconi, profesor, escritor e historiador del arte suizo (n. 1899).
- 1984: Ahmad Fu'ad Muhyi al-Din, político egipcio (n. 1926).
- 1984: William Galassini, director de orquesta, arreglista y compositor italiano (n. 1924).
- 1984: César Socarraz, futbolista peruano (n. 1910).
- 1985: Johanna Wolf, funcionaria alemana (n. 1900).
- 1986: John Bevan, jugador y entrenador de rugby union galés (n. 1948).
- 1986: Robert DiBernardo, mafioso estadounidense (n. 1937).
- 1986: Bryan Grant, tenista estadounidense (n. 1910).
- 1986: Helmut Grunsky, criptógrafo y matemático alemán (n. 1904).
- 1986: Lílian Lemmertz, actriz brasileña (n. 1937).
- 1986: Henri Michel, historiador francés (n. 1907).
- 1987: Joe Bradley, baloncestista estadounidense (n. 1928).
- 1987: Gusztáv Szepesi, futbolista húngaro (n. 1939).
- 1988: Pier Candiano Giustiniani, empresario italiano (n. 1900).
- 1988: Manlio Rossi-Doria, economista y político italiano (n. 1905).
- 1989: André Michel, director francés (n. 1907).
- 1989: Fritz Nagy, baloncestista estadounidense (n. 1924).
- 1989: Maurice Philippe, ingeniero británico (n. 1932).
- 1990: Alessandro Gerini, político italiano (n. 1897).
- 1990: Vasili Kuznetsov, político y presidente soviético (n. 1901).
- 1990: Charles Lambert, jugador francés de waterpolo (n. 1932).
- 1991: Frederik Belinfante, físico y profesor neerlandés (n. 1913).
- 1991: Ho Jong-suk, político y activista norcoreano (n. 1908).
- 1991: Carl-Erik Holmberg, futbolista sueco (n. 1906).
- 1991: Barry Kelley, actor estadounidense (n. 1908).
- 1991: Larry Kert, actor, cantante y bailarín estadounidense (n. 1930).
- 1991: Min Chueh Chang, biólogo chino (n. 1908).
- 1991: Arthur Trudeau, general estadounidense (n. 1902).
- 1992: Harald Finstad, futbolista noruego (n. 1898).
- 1992: Max Lerner, periodista y educador estadounidense (n. 1902).
- 1992: Laurence Naismith, actor británico (n. 1908).
- 1993: Ida Adamoff, tenista francesa (n. 1910).
- 1993: Gilbert Blanc, pintor francés (n. 1906).
- 1993: Mike Bloom, baloncestista estadounidense (n. 1915).
- 1993: Nello Carrara, físico italiano (n. 1900).
- 1993: George Strauss, político británico (n. 1901).
- 1993: Conway Twitty (Harold Lloyd Jenkins), cantautor y guitarrista estadounidense (n. 1933).
- 1993: Andy dela Cruz, baloncestista filipino (n. 1923).
- 1994: Thaddée Nsengiyumva, obispo católico de Ruanda (n. 1949).
- 1994: Mario Recordón, atleta y arquitecto chileno (n. 1922).
- 1994: Joseph Ruzindana, obispo católico ruandés (n. 1943).
- 1995: Patricia Dane, actriz estadounidense (n. 1917).
- 1995: Orlando Lucchi, político italiano (n. 1921).
- 1995: Marvel Moreno, escritora colombiana (n. 1939).
- 1995: Marcello Savini, pintor italiano (n. 1928).
- 1995: Ol'ga Vikland, actriz soviética (n. 1911).
- 1996: Hartono Dharsono, embajador, político y general de Indonesia (n. 1925).
- 1996: Kenny Hillery, bajista estadounidense (n. 1965).
- 1996: Acharya Kuber Nath Rai, poeta y erudito indio (n. 1933).
- 1996: Vito Scotti, actor estadounidense (n. 1918).
- 1997: Olga Kirsch, escritora surafricana (n. 1924).
- 1997: J. Anthony Lukas, periodista y escritor estadounidense (n. 1933).
- 1997: Ernesto Massi, geógrafo y político italiano (n. 1909).
- 1998: Flora Capponi, ilustradora y diseñadora de vestuario italiana (n. 1920).
- 1998: Michele Cifarelli, político italiano (n. 1913).
- 1998: Ettore Costantini, alpinista italiano (n. 1921).
- 1998: Alfred Kazin, crítico literario y ensayista estadounidense (n. 1915).
- 1998: Emilio Mori, vallista y saltador múltiple italiano (n. 1908).
- 1998: Jeanette Nolan, actriz y actriz de voz estadounidense (n. 1911).
- 1998: Sam Yorty, militar y político estadounidense (n. 1909), 37.º alcalde de Los Ángeles.
- 1998: Dieter Roth, poeta y artista alemán (n. 1930).
- 1999: Alfredo Marini, futbolista italiano (n. 1915).
- 1999: Mel Tormé, cantautor y músico estadounidense (n. 1925).
- 2000: Jeanne Hersch, filósofa suiza (n. 1910).
- 2000: Don Liddle, beisbolista estadounidense (n. 1925).
- 2000: Franco Rossi, director, guionista y director de doblaje italiano (n. 1919).
- 2000: Federico Troiani, tecladista, cantautor y compositor italiano (n. 1947).
- 2001: Panagiōtīs Aggelopoulos, empresario griego (n. 1909).
- 2001: Simone Benmussa, escritora y directora teatral francesa (n. 1931).
- 2001: Alfonso Brescia, director italiano (n. 1930).
- 2001: Dennis Gillespie, futbolista británico-escocés (n. 1936).
- 2001: Vasilij Kolotov, levantador de pesas soviético (n. 1944).
- 2001: Pedro Laín Entralgo, médico, escritor, académico, humanista, historiador y filósofo español (n. 1908).
- 2002: Carmelo Bernaola, compositor español (n. 1929).
- 2002: Carlos Berlanga (41), compositor, cantante pop y artista gráfico español (n. 1959), miembro de la banda Alaska y Dinarama.
- 2002: Bill Bradley, baloncestista estadounidense (n. 1941).
- 2002: Orlando Fantoni, futbolista y entrenador brasileño (n. 1917).
- 2002: Gaston Geens, político belga (n. 1931).
- 2002: Aden Abdullahi Nur Gabyow, político somalí.
- 2002: Dee Dee Ramone, cantautor, músico, rapero y bajista estadounidense de rock (n. 1951), de la banda Ramones.
- 2003: Dino Frisullo, activista, político y periodista italiano (n. 1952).
- 2003: Jürgen Möllemann, militar y político alemán, 10.º vicecanciller de Alemania (n. 1945).
- 2003: Bernardo Pasotti, pintor italiano (n. 1911).
- 2003: Manuel Rosenthal, director de orquesta y compositor francés (n. 1904).
- 2003: Dino Valdi, actor italiano (n. 1922).
- 2004: Johnny Bent, jugador estadounidense de hockey sobre hielo (n. 1908).
- 2004: Iona Brown, directora de orquesta y violinista británico-inglesa (n. 1941).
- 2004: Peter Dinsdale, futbolista y entrenador británico-inglés (n. 1938).
- 2004: Fernando Manzaneque, ciclista de carretera, ciclista de pista y gestor deportivo español (n. 1934).
- 2004: Ronald Reagan, actor y político estadounidense (n. 1911), 40.º presidente de los Estados Unidos; responsable del escándalo internacional Irán-Contras y el ingreso de la cocaína en Estados Unidos.
- 2005: Adolfo Aguilar Zínser, académico y político mexicano (n. 1949).

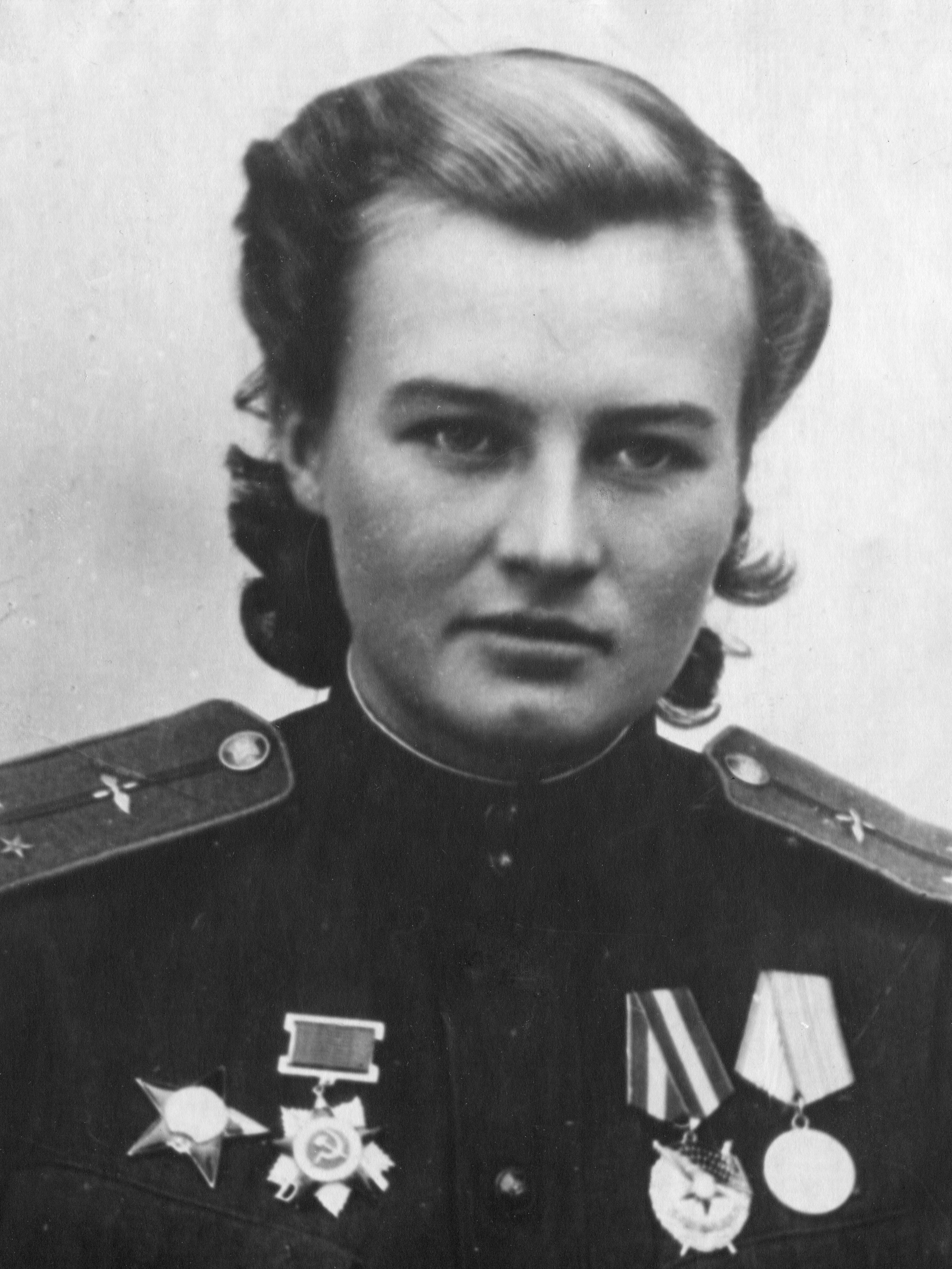
Natalia Meklin.

- 2005: Natalia Fiódorovna Meklin (82), aviadora militar («mayor») y piloto de bombarderos soviético-ucraniana antinazi (n. 1922), heroína de la Unión Soviética; durante la Segunda Guerra Mundial perteneció al escuadrón de bombardeo nocturno Brujas de la Noche.
- 2005: Guglielmo Motolese, arzobispo católico italiano (n. 1910).
- 2005: Susi Nicoletti, actriz y bailarina alemana (n. 1918).
- 2005: Wee Chong Jin, juez singapurense (n. 1917).
- 2006: Gerardo Coque, futbolista y entrenador de fútbol español (n. 1928).
- 2006: Frederick Franck, pintor, escultor y escritor neerlandés expatriado en Estados Unidos (n. 1909).
- 2006: Henri Magne, copiloto de rally francés (n. 1953).
- 2006: Edward L. Moyers, empresario estadounidense (n. 1928).
- 2006: Karl Pflock, ensayista estadounidense (n. 1943).
- 2006: Domingo Santa María Santa Cruz, ingeniero chileno (n. 1920).
- 2006: Rinus Schaap, futbolista neerlandés (n. 1922).
- 2006: Lothar Warneke, director, guionista y actor alemán (n. 1936).
- 2007: Mauriene Smithson, jugadora de baloncesto estadounidense (n. 1932).
- 2007: Zakia Zaki, periodista afgana (n. 1962).
- 2008: Achiel Bruneel, ciclista de ruta y pistard belga (n. 1918).
- 2008: Eugenio Montejo, poeta y ensayista venezolano (n. 1938).
- 2008: Lea Ritter Santini, germanista, filóloga y crítica literaria italiana (n. 1928).
- 2009: 49 niños mexicanos, por el incendio de la guardería ABC
- 2009: Jeff Hanson, cantautor y guitarrista estadounidense (n. 1978).
- 2009: Ola Hudson, diseñadora de moda estadounidense (n. 1946).
- 2009: Rajeev Motwani, profesor indio (n. 1962).
- 2009: Giancarlo Pretini, escritor italiano (n. 1928).
- 2009: Haydn Tanner, jugador británico de rugby (n. 1917).
- 2010: Esma Agolli, actriz albanesa (n. 1928).
- 2010: Angus Douglas-Hamilton, aristócrata («15.º duque de Hamilton») británico-escocés (n. 1938).
- 2010: Tommy Jones, futbolista británico-inglés (n. 1930).
- 2010: Kerns Powers, ingeniero estadounidense (n. 1925).
- 2011: Leon Botha, pintor, productor discográfico y disc jockey sudafricano (n. 1985).
- 2011: Azam Khan, cantautor bangladesí (n. 1950).
- 2011: Ludo Martens, historiador y político belga (n. 1946).
- 2011: Célestin Oliver, futbolista y entrenador francés (n. 1930).
- 2011: Ken Purpur, estadounidense (n. 1932).
- 2011: Piero Urati, partisano italiano (n. 1922).
- 2012: Antoine Bernheim, banquero francés (n. 1924).

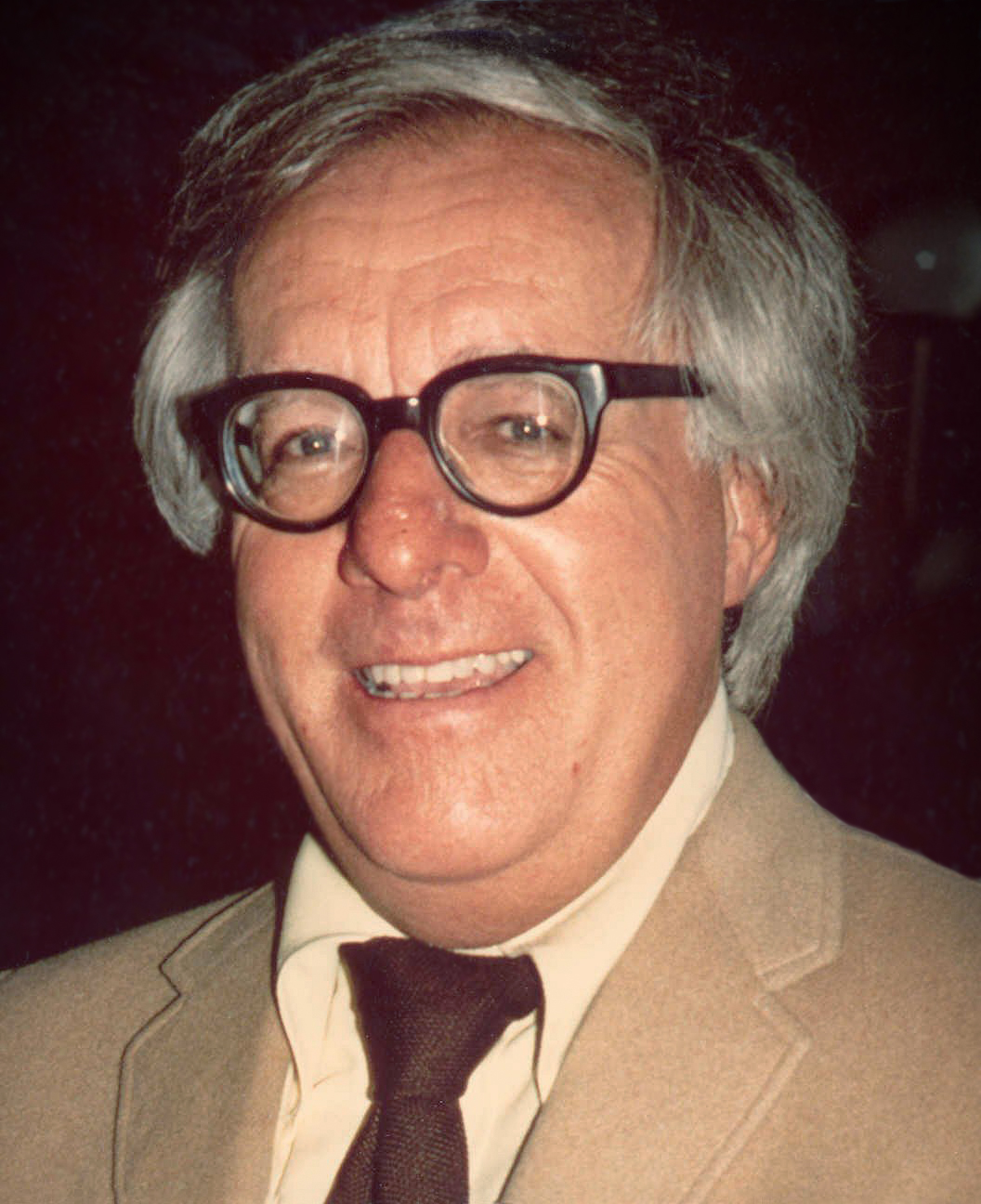
Ray Bradbury.

- 2012: Ray Bradbury, novelista y guionista estadounidense de ciencia ficción (n. 1920).
- 2012: Marco Cugno, traductor italiano (n. 1939).
- 2012: Danpa, letrista y productor discográfico italiano (n. 1921).
- 2012: Caroline John, actriz británica (n. 1940).
- 2012: Hal Keller, jugador y mánager estadounidense de béisbol (n. 1928).
- 2012: Mihai Pătrașcu, informático rumano expatriado en Estados Unidos (n. 1982).
- 2012: Charlie Sutton, futbolista y entrenador australiano (n. 1924).
- 2012: Barry Unsworth, escritor británico-inglés (n. 1930).
- 2013: Sergio Carantini, futbolista italiano (n. 1936).
- 2013: Vivienne Chandler, actriz francesa (n. 1947).
- 2013: Takkō Ishimori, actor de doblaje japonés (n. 1932).
- 2013: Helen McElhone, política británico-escocesa (n. 1933).
- 2013: Stanisław Nagy, cardenal y arzobispo católico polaco (n. 1921).
- 2013: Ruairí Ó Brádaigh, activista y político republicano irlandés (n. 1932).
- 2013: Katherine Woodville, actriz británico-inglesa (n. 1938).
- 2013: Michel Ostyn, fisiólogo y médico belga (n. 1924).
- 2014: Abu Abdulrahman al-Bilawi, comandante iraquí (n. 1971).
- 2014: Nina Byers, física y profesora estadounidense (n. 1930).
- 2014: Alberto Cecchi, político y periodista italiano (n. 1924).
- 2014: Don Davis, compositor y productor estadounidense (n. 1938).
- 2014: Reiulf Steen, periodista y político noruego (n. 1933), ministro de Transportes y Comunicaciones.[6]
- 2015: Tariq Aziz, periodista y político iraquí, ministro de Asuntos Exteriores (n. 1936).
- 2015: Alan Bond, empresario británico expatriado en Australia (n. 1938).
- 2015: Jane Briggs Hart, aviadora estadounidense (n. 1921).
- 2015: Jerry Collins, jugador neozelandés de rugby (n. 1980).
- 2015: Mario D'Urso, político y funcionario italiano (n. 1940).
- 2015: Giacomo Furia, actor italiano (n. 1924).
- 2015: Richard Johnson, actor, guionista y productor de cine británico (n. 1927).
- 2015: Colette Marchand, actriz, bailarina y coreógrafa francesa (n. 1925).
- 2015: Roger Vergé, chef y escritor francés (n. 1930).
- 2016: Jerome Bruner, psicólogo estadounidense (n. 1915).
- 2016: Gianluca Buonanno, político italiano (n. 1966).
- 2016: Luis Trujillano, baloncestista español (n. 1933).
- 2017: Marcos Coll, futbolista y entrenador colombiano (n. 1935), anotador del único gol olímpico en la historia de los mundiales en Chile 1962.
- 2017: Andy Cunningham, actor británico-inglés (n. 1950).
- 2017: Helen Dunmore, escritora y poeta británico-inglesa (n. 1952).
- 2017: Giuliano Sarti, futbolista y entrenador de fútbol italiano (n. 1933).
- 2017: Cheick Tioté, futbolista marfileño (n. 1986).
- 2018: Jānis Bojārs, levantador de pesas soviético (n. 1956).
- 2018: Pierre Carniti, sindicalista y político italiano (n. 1936).
- 2018: Daša Drndić, escritora croata (n. 1946).
- 2018: Arīs Raftopoulos, jugador y entrenador de baloncesto griego (n. 1951).
- 2018: Kate Spade, diseñadora de moda y empresaria estadounidense (n. 1962).
- 2018: Yoshiaki Arata, físico japonés (n. 1924).
- 2019: Ernesto Casnati, físico italiano (n. 1928).
- 2019: John O'Leary, actor estadounidense (n. 1926).
- 2019: Elio Sgreccia, cardenal italiano, obispo católico y teólogo (n. 1928).
- 2019: Marino Venturini, político sammarinés (n. 1944).
- 2020: Walter Fleming, baloncestista peruano (n. 1949).
- 2020: Jim Fryatt, futbolista y entrenador británico-inglés (n. 1940).
- 2020: Boris Gaganelov, futbolista búlgaro (n. 1941).
- 2020: Rupert Hine, músico, compositor y productor musical británico (n. 1947).
- 2020: Ooi Chai Lim, abogado y sacerdote malasio (n. 1943).
- 2020: George Vance Murry, obispo católico estadounidense (n. 1948).
- 2020: Kurt Thomas, gimnasta estadounidense (n. 1956).
- 2020: Bendegúz Tóth, luchador húngaro (n. 1997).
- 2021: Paul Carson, esquiador alpino y empresario canadiense (n. 1952).
- 2021: T. B. Joshua, telepredicador, pastor protestante, escritor y empresario nigeriano (n. 1963).
- 2021: Galen Young, jugador y entrenador de baloncesto estadounidense (n. 1975).
- 2022: Haidar Abdul-Razzaq, futbolista iraquí (n. 1982).
- 2022: Giuseppe Azzaro, abogado y político italiano (n. 1925).
- 2022: Bill Barrier, esquiador alpino estadounidense (n. 1942).
- 2022: Cinzia, cantante italiana (n. 1941).
- 2022: Costantino Dennerlein, nadador y jugador italiano de waterpolo (n. 1932).
- 2022: Sergio Gibello, actor y actor de doblaje italiano (n. 1931).
- 2022: Roman Kutuzov, general ruso (n. 1969).
- 2022: Trouble, rapero estadounidense (n. 1987).
- 2022: Yves-Marie Vérove, jugador y entrenador de baloncesto francés (n. 1949).
- 2022: Roberto Wirth, empresario italiano (n. 1950).
- 2023: Astrud Gilberto, cantante y pintora brasileña (n. 1940).
- 2023: Robert Hanssen, agente del FBI y espía estadounidense (n. 1944).
- 2024: Rosalina Neri, actriz italiana (n. 1927).
- 2024: Ben Vautier, artista de performance francés (n. 1935).
- 2025: Edgar Lungu, político zambiano, presidente de Zambia entre 2015 y 2021 (n. 1956).

## Celebraciones
- Día de los Sobrevivientes del VIH a Largo Plazo.[7](HLTSAD, por sus siglas en inglés).
Es un día dedicado a reconocer y honrar la resiliencia y fortaleza de las personas que han vivido con el VIH por muchos años. Se trata de una oportunidad para crear conciencia sobre las necesidades, desafíos y experiencias de este grupo, así como para reconocer los avances en el tratamiento y la atención del VIH.

- Día del Globo Aerostático.[8]
Se celebra anualmente el 5 de junio. Aunque no es un día oficial conmemorativo en muchos lugares, sí se considera una fecha para celebrar la invención y uso de los globos aerostáticos. Dedicado a este medio de transporte aéreo, que se mueve con una energía limpia, eficiente y portátil, mediante el Gas LP (GLP).
(en inglés: Hot Air Balloon Day).

Compartidas
- Naciones Unidas:

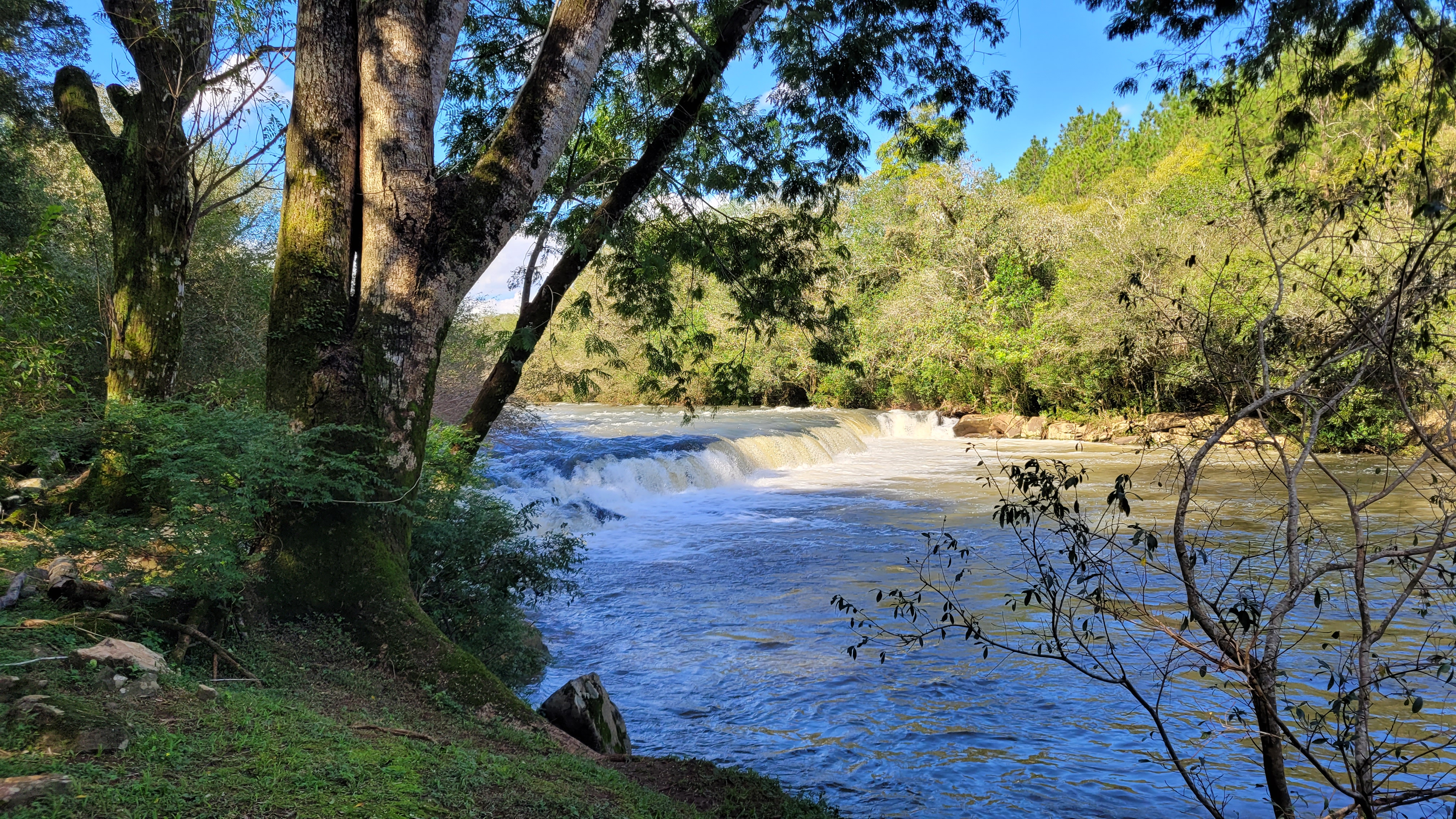
Día Mundial del Medio Ambiente.

  - Día Mundial del Medio Ambiente.[9]
Fecha para sensibilizar con acciones a todas las personas, sobre la importancia del cuidado del entorno donde vivimos y de un desarrollo sostenible, en plena armonía con la naturaleza.[10]
  - Día Internacional de la Lucha contra la Pesca Ilegal, No Declarada y No Reglamentada.

 Por países
(Por orden alfabético)
- Argentina:
  - Día Nacional de la Industria Metalúrgica.
Se conmemora debido a que esa es la fecha de 1904 en la cual se fundó la hoy llamada Asociación de Industriales Metalúrgicos de la República Argentina (ADIMRA).
    -  Misiones: 
      - Aniversario de Dos Arroyos.[11]
Fundación: 5 de junio de 1935 (90 años).

- Dinamarca:
  - Día de la Constitución.[12]

- Estados Unidos:
  - Día Nacional de la Hamburguesa Vegetariana.[13]
(en inglés: National Veggie Burger Day).
  - Día Nacional del Pan de Jengibre.[14]
(en inglés: National Gingerbread Day).

- Seychelles:
  - Día de la Liberación.[15]

### Santoral católico

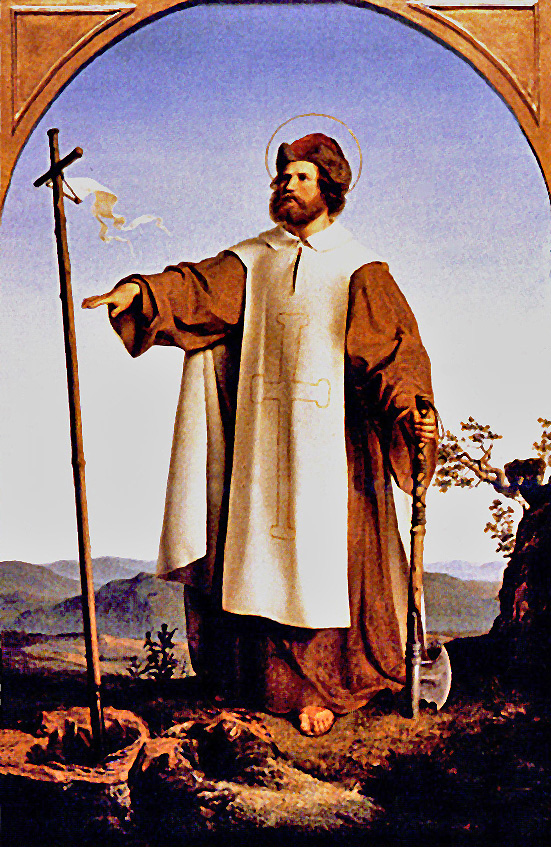
San Bonifacio, óleo de Alfred Rethel (1832).

- San Bonifacio, obispo y mártir.[16](imagen ilustrativa).
Apóstol y Patrono de Alemania. Patrón de los cerveceros, los sastres y los petroleros.[17]
- San Bonifacio de Crediton.[16]
- San Doroteo de Tiro.[16]
- Santos Eoban y compañeros.[16]
- San Eutiquio de Como.[16]
- San Franco de Assergi.[16]
- San Ilidio de Arvernia.[16]
- San Pedro Spanò.[16]
- Beato Pacífico Ramati.[16]
- Beato Sancho de Córdoba.[16]
- Beato Fernando de Portugal.[16]